# 瓜达拉哈拉 (墨西哥)
瓜达拉哈拉市（發音：[ɡwaðalaˈxaɾa] ⓘ）是墨西哥哈利斯科州的首府，也是瓜达拉哈拉大都市区的首府、墨西哥第七大城市。瓜达拉哈拉市地处墨西哥西太平洋區，在哈里斯科州的中心，建立于1542年，面积187.91平方公里，海拔高度1560米。
1532年初，巴斯克征服者克里斯托瓦尔·德·奥尼亚特在努尼奥·德·古斯曼的探险中在瓜达拉哈拉地区建立了定居点。该定居点被重新命名并搬迁了数次，然后以古斯曼的出生地命名为瓜达拉哈拉，并在1542年定址于现在的阿特马哈克山谷。1539年11月8日，神圣罗马帝国皇帝查理五世授予新城徽章和城市头衔，并将其确立为新西班牙总督辖区的一部分新加利西亚王国的首都。1572年后，瓜达拉哈拉皇家法院，以前隶属于墨西哥城，成为新西班牙唯一一个对新加利西亚拥有自治权的机构，这是由于发现白银后王国财富迅速增长。到18世纪，瓜达拉哈拉已经成为墨西哥第二大城市，此前在17世纪20年代和60年代发生了大规模的殖民移民。墨西哥独立战争期间，独立领袖米格尔·伊达尔戈-科斯蒂利亚于1810年在瓜达拉哈拉建立了墨西哥第一个革命政府。随着工业革命的到来，这座城市在波菲里亚托（1876-1911）时期蓬勃发展，但在墨西哥革命（1910-1920）期间，它的增长受到了严重阻碍。1929年，基督战争在城市范围内结束，当时总统普卢塔科·埃利亚斯·卡列斯宣布“瓜达拉哈拉呼吁”。在20世纪余下的时间里，这座城市持续增长，20世纪60年代都会区人口达到100万，20世纪90年代超过300万。
瓜达拉哈拉是Gamma+全球城市，也是墨西哥最重要的文化中心之一。它是墨西哥文化的众多支柱的所在地，包括街头乐队、龙舌兰酒和炖肉，并举办了许多著名的活动，包括拉丁美洲最重要的电影节之一瓜达拉哈拉国际电影节和美洲最大的书展瓜达拉哈拉国际书展。2005年，这座城市当选美洲文化之都，举办了许多全球性活动，包括1970年国际足联世界杯、1986年国际足联世界杯、1991年第一届伊比利亚-美洲高峰会和2011年泛美运动会。该市拥有众多大学和研究机构，包括瓜达拉哈拉大学和瓜达拉哈拉自治大学，这两所大学是墨西哥排名最高的大学。

## 名称
瓜达拉哈拉是沿用了西班牙城市瓜達拉哈拉的名字，来源于阿拉伯语，是“石头之河”或“要塞之谷”的意思。它的其中一個建立者努尼奧·德·古斯曼将它确定为自己的荣誉故乡时，以自己出生城市的名字将其命名。

## 徽章

瓜达拉哈拉徽章

瓜达拉哈拉的徽章或印章由一块蓝色的田野、一棵轮廓分明的青松、两只彩色的狮子组成，在额头和树干上的腿对面，刺绣是金色的，由七条红色的徽章组成。对于邮票、封闭式头盔和西梅拉的红色旗帜，上面挂着耶路撒冷十字和使用相同颜色长矛作为轴的十字架，覆盖是金色和蓝色交替的。
蓝色的田野意味着忠诚和宁静，绿色的松树意味着高尚的思想，狮子代表主权和好战精神，手臂意味着保护、宠爱和纯洁的感情，为1227年与摩尔人的巴埃萨战役致敬。头盔代表贵族头衔，战斗的胜利，耶路撒冷十字意味着征服者是十字军战士的后代，长矛象征着谨慎的力量。
神圣罗马帝国皇帝查理五世于1539年将城市头衔授予瓜达拉哈拉并授予盾徽。

## 历史

### 前西班牙时期
与周边地区不同，中部阿特马哈克山谷（瓜达拉哈拉所在地）没有人类定居点。在阿特马哈克山谷以东是托纳拉人和提特兰人。极端的是萨波潘、阿特马哈克、索基潘、特希斯坦、科尤拉和温蒂坦。
历史悠久的市中心包括曾经的四个人口中心，因为梅斯基坦、阿纳尔科和梅西卡尔津戈的村庄于1669年被并入阿特马哈克据点。

### 建城

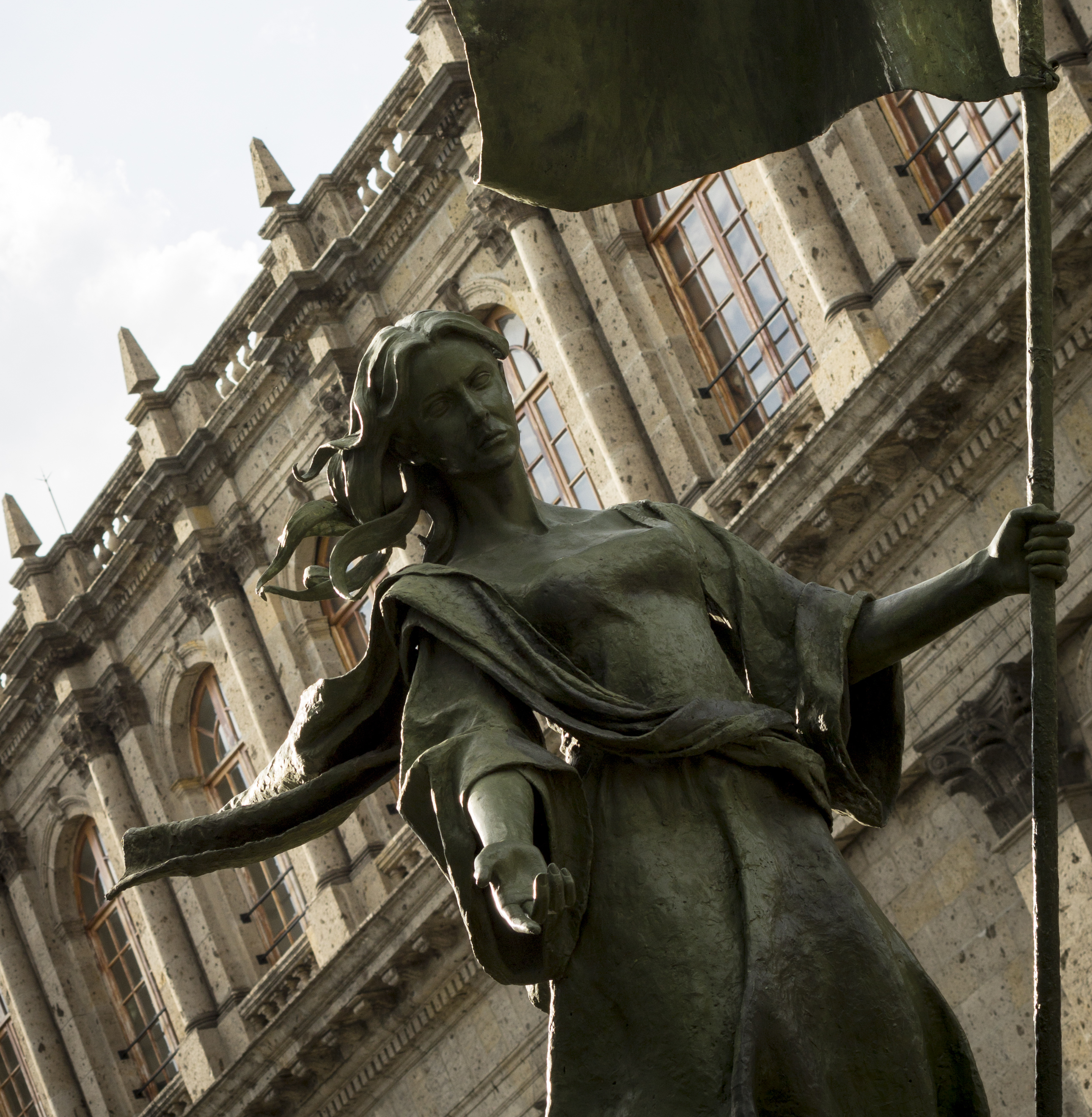
贝阿特里斯·埃尔南德斯雕像，瓜达拉哈拉建城者之一

瓜达拉哈拉最初是在其他三个地点建立的，然后搬到了现在的位置。1532年，第一个殖民定居点位于萨卡特卡斯的Mesa del Cerro，即现在的诺奇斯特兰。受努诺·德·古斯曼的委托，克里斯托瓦尔·德·奥尼亚特对该遗址进行了殖民统治，目的是确保之前的征服，并“保卫”他们免受“仍然敌对的土著人”的攻击。由于缺乏可用的水源，这个殖民定居点并没有持续多久。1533年，它被移至托纳拉附近的一个地点。四年后，古斯曼下令将该村迁至特拉科坦。在此期间，西班牙国王卡洛斯一世授予这座城市至今仍保留的徽章。
在米克斯通战争（1540-1542）期间，卡克斯坎人、波特库克斯人和萨卡特科人在特纳马斯特莱的指挥下对殖民者进行反击。这场战争是为了回应努诺·德·古斯曼对土著人民的恶劣待遇，特别是对被俘土著人的奴役。在多次失败后，总督安东尼奥·德门多萨接管了西班牙镇压起义的行动。门多萨做出了释放被奴役的土著人民和给予大赦等让步后，冲突终于结束。瓜达拉哈拉在战争中几乎没有幸存下来，村民们将他们的幸存归功于大天使米迦勒，他至今仍是这座城市的主保人。
战争结束后，这座城市再次被转移——这次是在一个更具防御性的地方。最终的搬迁将被证明是永久性的。1542年，记录显示瓜达拉哈拉有126人居住。同年，西班牙国王授予它城市地位。瓜达拉哈拉于1542年2月14日在阿特马哈克山谷正式成立。这个殖民地以努诺·德·古斯曼的西班牙家乡命名。
1559年，新加利西亚省的皇家和主教办公室从孔波斯特拉迁至瓜达拉哈拉，1560年，瓜达拉哈拉成为该省的新首都。大教堂始建于1563年。1575年，奥斯定会和道明会等宗教团体抵达，最终使这座城市成为福传工作的中心。
作为新加利西亚王国的首都，由于工业、农业、商业、采矿和贸易的繁荣，该市居民的生活水平很高。16世纪的瓜达拉哈拉是一个相当小且经常被忽视的社区。它主要是旅行商人经常光顾的地方。几次流行病大大减少了该市的土著人口，直到1557年建造了第一家医院。
18世纪瓜达拉哈拉的经济以农业和纺织品、鞋类和食品等非耐用品的生产为基础。
尽管有流行病、瘟疫和地震，瓜达拉哈拉仍成为新西班牙最重要的人口中心之一。这座城市的鼎盛时期吸引了众多建筑师、哲学家、律师、科学家、诗人、作家和演说家；弗朗西斯科·哈维尔·克拉维赫罗和马蒂亚斯·安赫尔·德拉·莫塔·帕迪拉是其中最杰出的。1771年，主教弗莱·安东尼奥·阿尔卡尔德抵达该市，并建立了瓜达拉哈拉市立医院和大学。1791年，瓜达拉哈拉大学成立。1792年，在圣托马斯学院旧址举行了落成典礼。虽然该机构成立于18世纪，但直到1925年开始的20世纪才得到充分发展。1794年，圣米格尔德贝伦皇家医院（Hospital Real de San Miguel de Belén，简称贝伦医院）开业。
1793年，马里亚诺·巴尔德斯·特雷斯·希龙经营着该市的第一家印刷厂，其第一份出版物是弗雷·安东尼奥·阿尔卡德的葬礼悼词。

### 独立

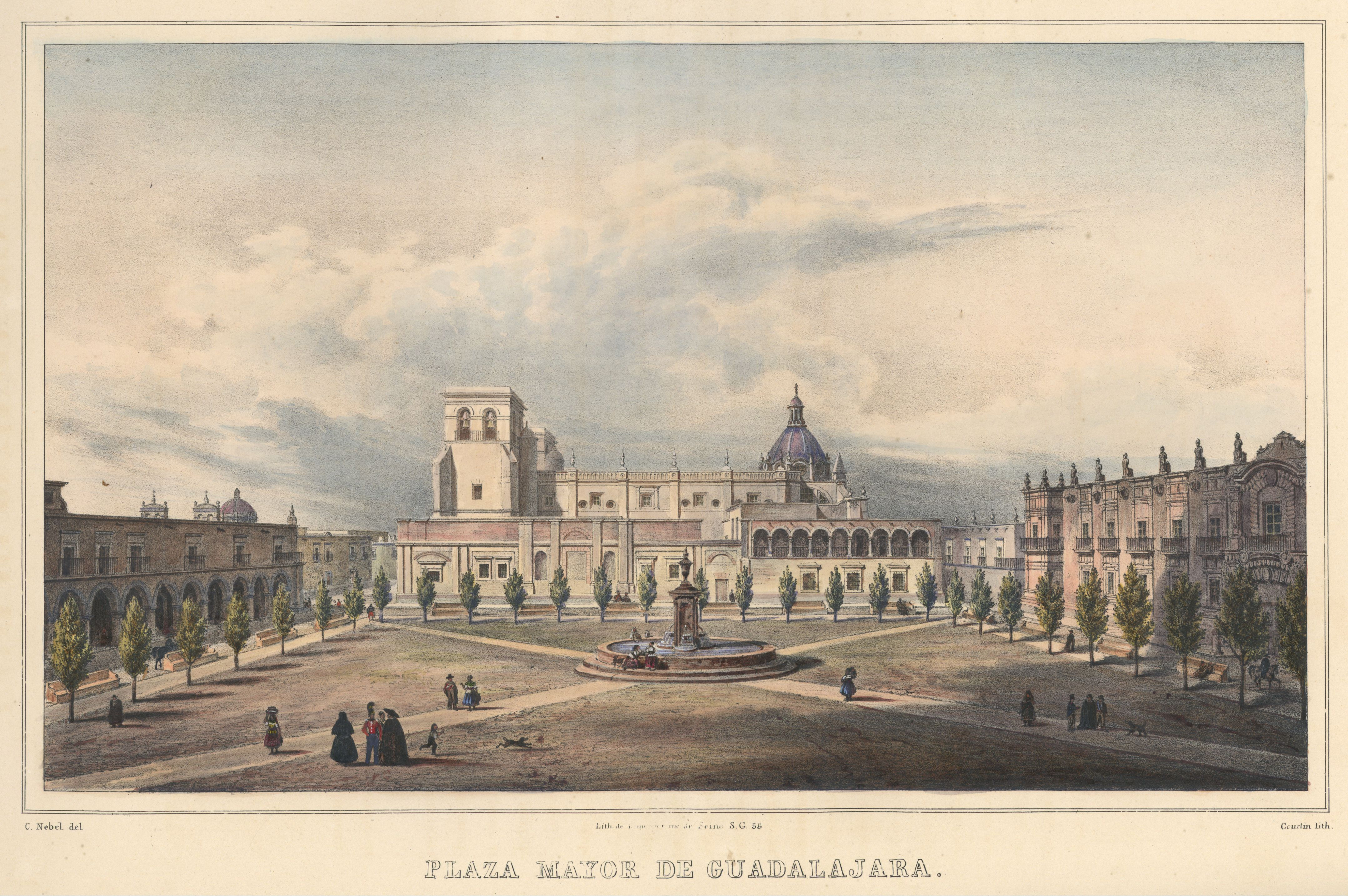
1836年的瓜达拉哈拉

瓜达拉哈拉在墨西哥独立战争之前，经过一些修整，仍然是新加利西亚的首府。1810年11月25日，米格尔·伊达尔戈进入圣佩德罗（现在的特拉克帕克），第二天他在瓜达拉哈拉受到了热情的欢迎。该市的工人经历了恶劣的生活条件，并被减税和废除奴隶制的承诺所左右。尽管由于起义军对城市居民，尤其是保皇派的暴力行为，受到了一些不愉快的反应，但伊达尔戈遵守了诺言，并于1810年12月6日在瓜达拉哈拉废除了奴隶制，这一宣言自战争结束以来一直受到尊重。在此期间，他创办了《美洲钟声报》，致力于独立事业。
保皇派军队向瓜达拉哈拉进军，1811年1月，近6000人抵达。起义军首领伊格纳西奥·阿连德和马里亚诺·阿瓦索洛希望将部队集中在城市，并在被击败时计划一条逃生路线，但伊达尔戈拒绝了这一想法。他们的第二个选择是在城外的卡尔德隆桥（Puente de Calderon）站稳脚跟。伊达尔戈拥有8万至10万名士兵和95门大炮，但训练有素的保皇派获胜，摧毁了起义军队，迫使伊达尔戈逃往阿瓜斯卡连特斯。瓜达拉哈拉一直在保皇党手中，直到战争接近尾声。

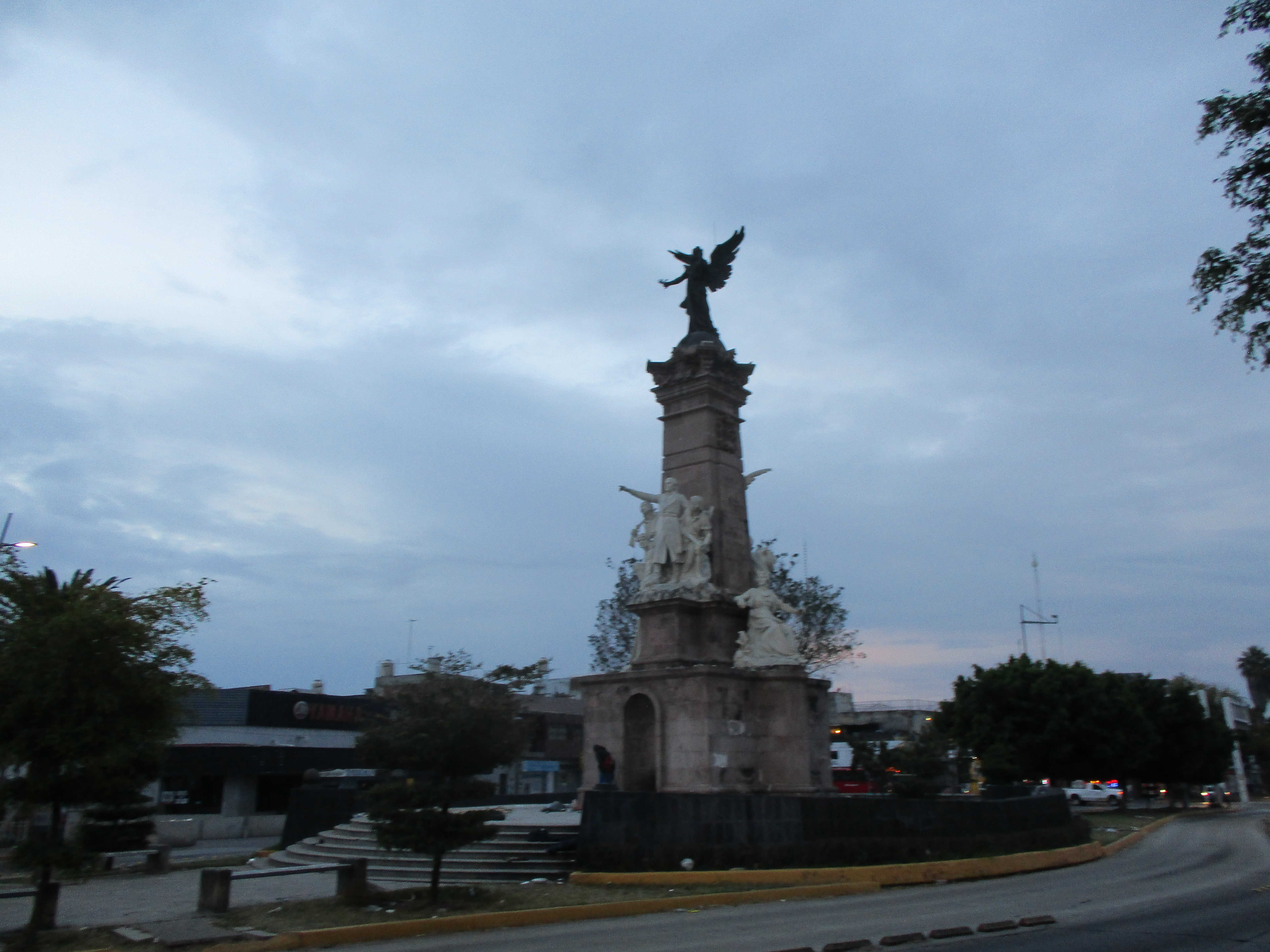
墨西哥独立的世纪纪念碑

1817年1月17日，起义军在瓜达拉哈拉郊区的卡尔德龙桥战役中再次被击败。新加利西亚，即现在的哈利斯科州，于1821年6月13日遵守了伊瓜拉计划。
1823年，瓜达拉哈拉成为新成立的哈利斯科州的首府。1844年，马里亚诺·帕雷德斯-阿里利亚加将军发起了一场反抗总统安东尼奥·洛佩斯·德·圣安纳政府的起义。圣安纳亲自出马确保叛乱被平息。然而，当圣安纳抵达瓜达拉哈拉时，一场名为“三小时革命”的起义使何塞·华金·德·埃雷拉当选总统，迫使圣安纳流亡海外。
1856年，在改革战争期间，贝尼托·华雷斯总统将瓜达拉哈拉作为其政府所在地。1864年法国干涉期间，法国军队进入该市，1866年被墨西哥军队夺回。
尽管发生了暴力事件，但19世纪是这座城市经济、技术和社会发展的时期。:18独立后，小规模工业发展起来，其中许多为欧洲移民所有。连接该市与太平洋沿岸和北部与美国的铁路线加强了贸易，并允许从哈利斯科州农村地区运输产品。在此期间，牧场文化成为哈利斯科州和瓜达拉哈拉州身份的一个非常重要的方面。:21从1884年到1890年，建立了电力和铁路服务以及瓜达拉哈拉天文台。

### 现代

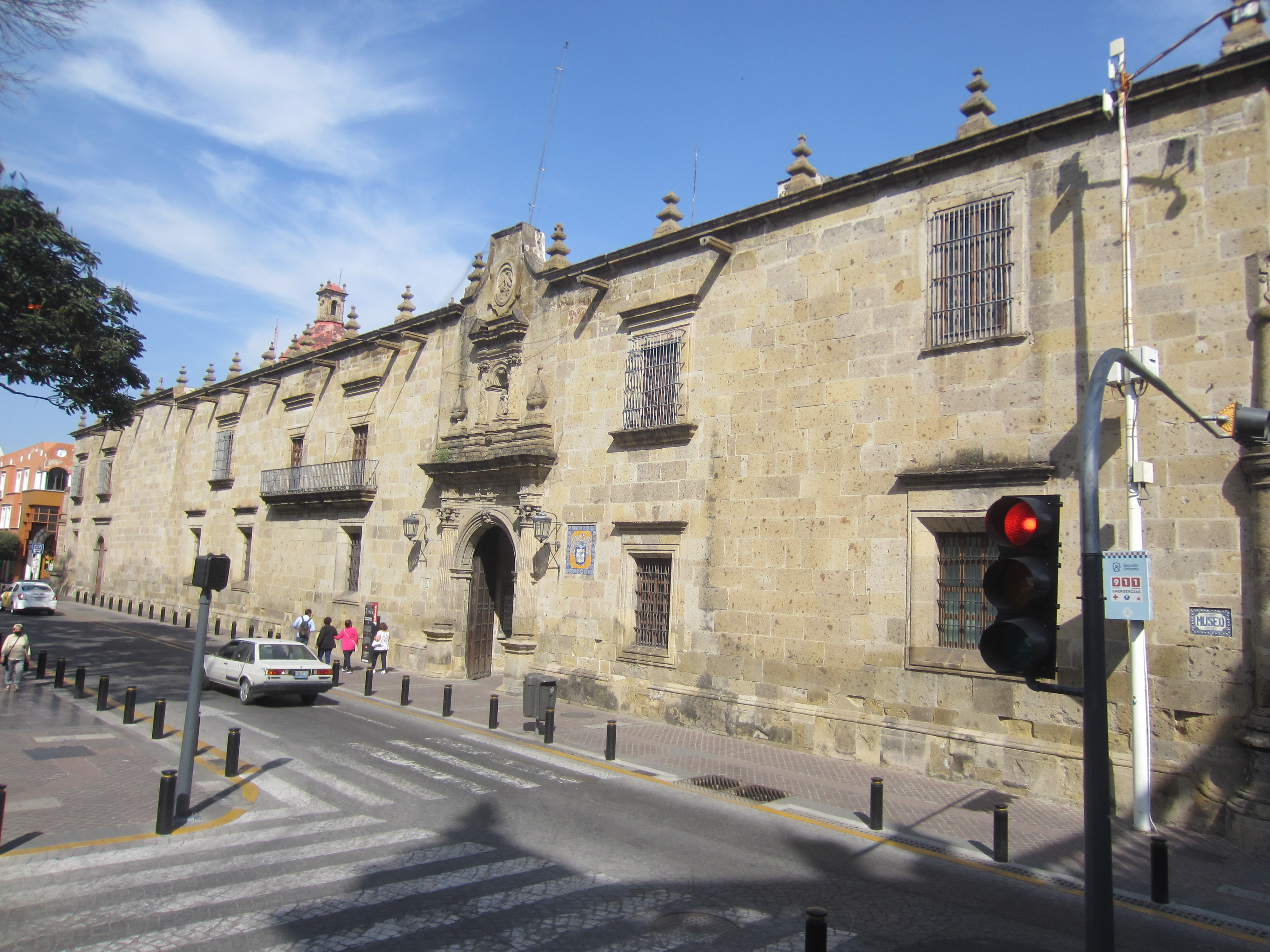
瓜达拉哈拉地区博物馆，建于1918年

在整个二十世纪，随着工业、旅游业和服务业的增长，瓜达拉哈拉开始了向今天的大都市快速转型的时期。该市将成为墨西哥第二大经济体，仅次于墨西哥城。1910年墨西哥革命后，瓜达拉哈拉成为该国人口第二多的城市。然而，在接下来的几十年里，哈利斯科州、米却肯州和瓜纳华托州爆发了一系列地区战争。大萧条的后果对这座城市造成了进一步的损失。幸运的是，到20世纪40年代，这座城市重新开始工业、人口和贸易的增长。
1910年，墨西哥革命开始，结束了波菲里奥时代。由于冲突集中在首都，瓜达拉哈拉经历了相对平静。基督战争后，瓜达拉哈拉恢复了和平，这座城市蓬勃发展，摆脱了殖民根源。这一时期见证了新建筑流派的诞生，这些流派将在20世纪20年代至80年代装饰这座城市。
瓜达拉哈拉在20世纪30年代后再次经历了大幅增长，第一个工业园区于1947年建立。1964年，人口超过100万，到20世纪70年代，它已成为墨西哥第二大城市和墨西哥西部最大的城市。:21现代城市的大部分城市化发生在20世纪40年代至80年代之间，人口每十年翻一番，直到1980年达到250万。:20-21自20世纪90年代初以来，该市的人口一直停滞不前，甚至出现缓慢且稳步下降。
人口的增长带来了现在被称为大瓜达拉哈拉的地区规模的扩大，而不是城市人口密度的增加。从20世纪40年代到80年代进入瓜达拉哈拉的移民大多来自农村地区，他们一直住在市中心，直到有足够的钱购买房产。这些房产通常是在城市边缘购买的，那里正在城市化为分裂区（fraccionamientos）或住宅区。:23-24在20世纪80年代，它被描述为一个基于社会经济阶层的东西向“分裂的城市”。从那时起，这座城市已经演变成四个区域，这些区域或多或少还是以阶级为中心的。上层阶级倾向于居住在西北和西南部的伊达尔戈和华雷斯，而下层阶级倾向于生活在市中心，东北部的利伯塔德和东南部的雷弗尔马。然而，下层阶级的发展在城市外围扩大，上层和中产阶级正在向萨波潘迁移，使环境变得不那么清晰。:21-22

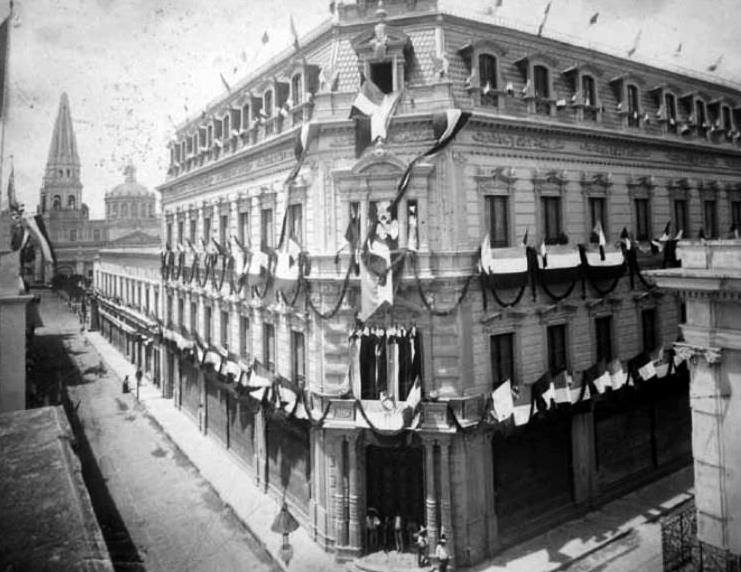
1905年左右的瓜达拉哈拉

自1996年以来，跨国公司的活动对该市的经济和社会发展产生了重大影响。柯达、惠普、摩托罗拉和IBM等公司的存在是基于在城外建造的生产设施，引进了外国劳动力和资本。这是在20世纪80年代通过剩余劳动力、基础设施改善和政府激励措施实现的。这些公司专注于电气和电子产品，这现在是瓜达拉哈拉的两大主要产品之一（另一个是啤酒）。这使经济国际化，使其从制造业转向服务业，依赖技术和外国投资。这对非技术工人阶级和传统劳动力部门不利。:20,22
在1992年4月22日，墨西哥國營煉油廠的汽油，因管路腐蝕導致燃油往下水道洩漏，隨後以外引燃並時引爆了市內大量易燃物。甘特街受损最严重。官方数据显示，206人死亡，近500人受伤，15000人无家可归。据估计，经济损失在3亿至10亿美元之间。受影响的地区可以通过其更现代的建筑来识别。
爆炸发生前三天，居民们开始抱怨下水道里有强烈的汽油味。城市工作人员被派去检查下水道，发现汽油烟雾含量高得危险。然而，政府没有下令疏散。对这场灾难的调查发现，有两个诱因。第一种是建在离现有汽油管道太近的地方的新水管。管道之间的化学反应导致腐蚀。第二个是下水道设计的缺陷，不允许积聚的气体逸出。
政府逮捕了那些对爆炸负责的人。其中Pemex（国有石油公司）的四名官员因疏忽而被起诉和指控。然而，最终这些人被洗清了所有指控。有人呼吁重组墨西哥国家石油公司，但遭到了抵制。:206
1990年代以1992年4月22日的爆炸、1994年的墨西哥比索危机和1993年红衣主教胡安·赫苏斯·波萨达斯·奥坎波被谋杀等事件为标志。1992年的爆炸对阿纳尔科社区的数百所房屋、街道、街道和企业造成了巨大的基础设施破坏，“迄今为止没有明确的信息和责任”，这是瓜达拉哈拉历史上最悲惨的事件之一。对事故真相的调查持续了11年多，发现没有足够的人为证据，最终只能将事件归因于事故而结束调查。这一事件，加上墨西哥1994年的经济危机，导致瓜达拉哈拉失去了工业力量。

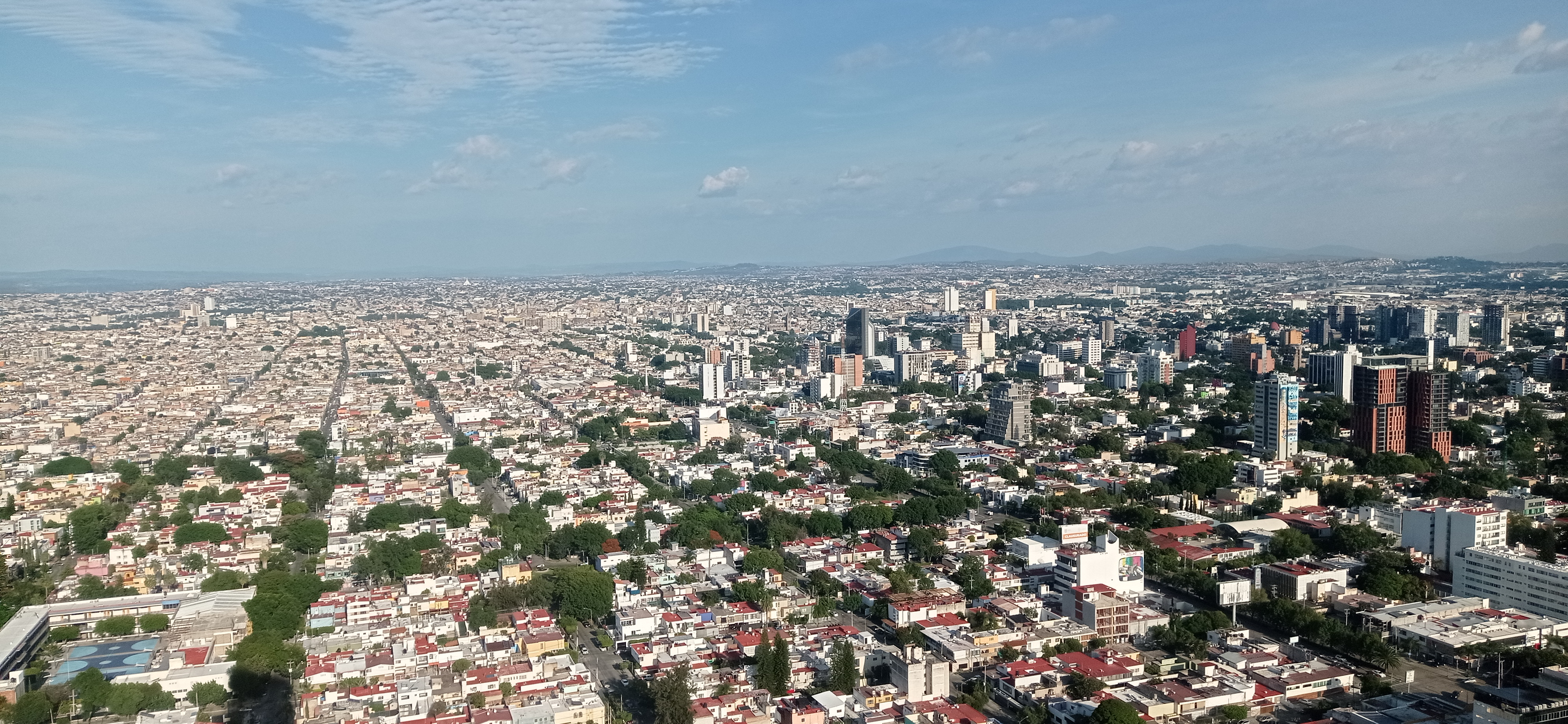
瓜达拉哈拉都会区的人口在2018年已经超过了5百万

## 地理

### 氣候

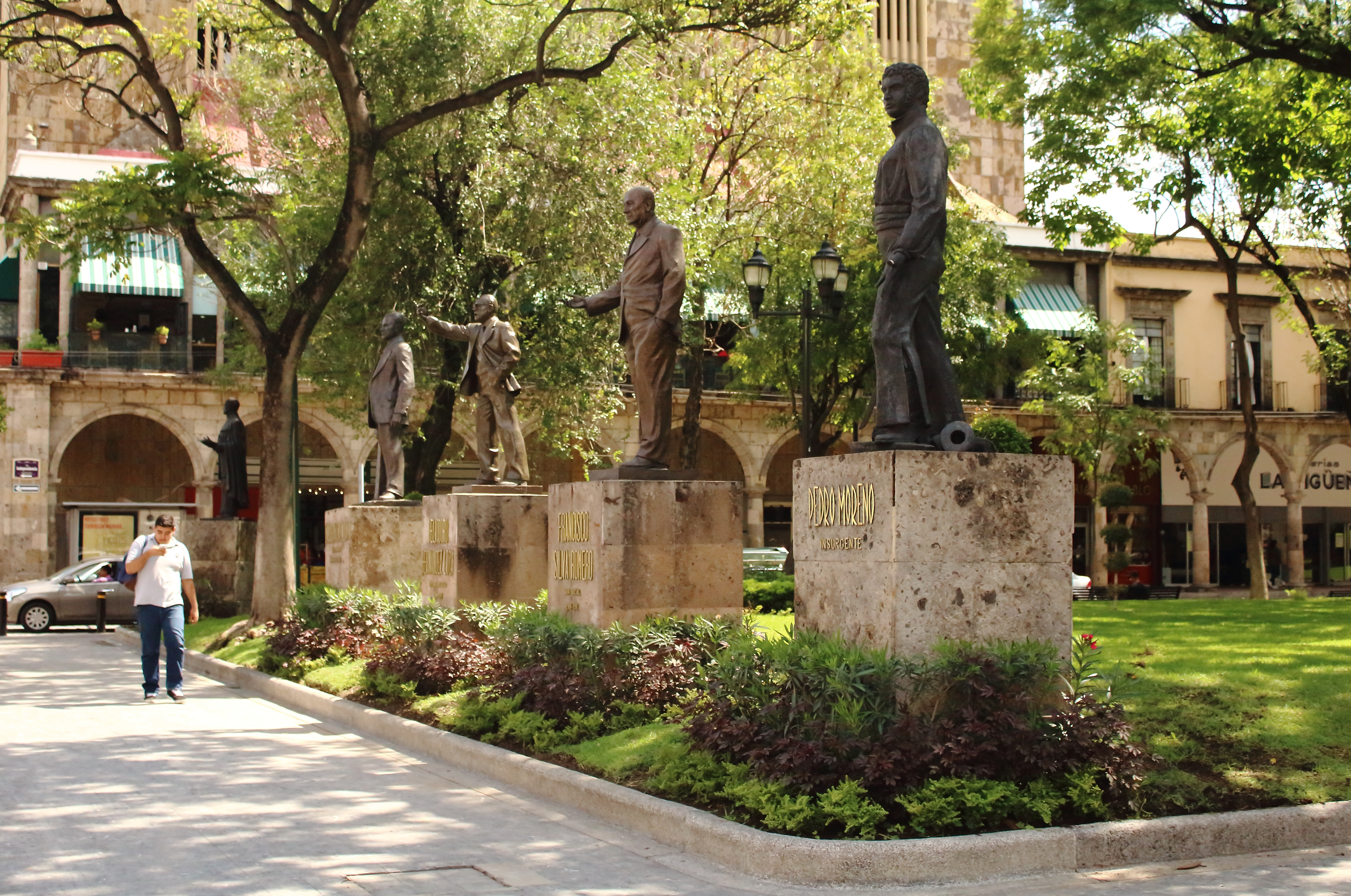
杰出哈利斯科人公园

根据柯本气候分类，瓜达拉哈拉属于湿润的亚热带气候（Cwa），这是一种温带气候，非常接近热带气候，冬季干燥温暖，夏季潮湿微热。瓜达拉哈拉的气候受到其高海拔和北美西部降水模式的一般季节性的影响。
虽然瓜达拉哈拉全年气温温暖，但降水季节变化很大。热带辐合带向北移动在夏季带来了大量降雨，而在一年中的其余时间，气候相当干燥，尽管每个旱季月份的日降雨量记录在36毫米（1.4英寸）至75毫米（3.0英寸）之间。在潮湿的月份，额外的水分会缓和温度，导致这一时期的白天和晚上都较凉爽。最高温度通常在5月达到，平均为33°C（91°F），但在季风季节开始前可达37°C（99°F）。三月往往是最干燥的月份，七月是最潮湿的月份，平均降雨量为273毫米（10.7英寸），占到年平均降雨量约1002毫米（39.4英寸）的四分之一以上。
在夏季，下午风暴非常常见，有时会给城市带来冰雹小雪，尤其是在8月下旬或9月。尽管该市海拔较高，但冬季相对温暖，1月份白天气温约为25°C（77°F），夜间气温约为10°C（50°F）。然而，城市郊区（通常是靠近普利马维拉森林的地区）的平均气温比城市本身低。在那里，最冷的夜晚可以记录到0°C（32°F）左右的温度。霜冻也可能发生在最冷的夜晚，但城市的温度很少降至0°C（32°F）以下，这是一种罕见的现象。冬季的冷锋有时会连续几天给城市带来小雨。降雪极为罕见，最近一次有记录的降雪发生在1997年12月，这是116年来的第一次，与之前上次降雪是在1881年。
| Guadalajara, Mexico (1951–2010)                              | Guadalajara, Mexico (1951–2010) | Guadalajara, Mexico (1951–2010) | Guadalajara, Mexico (1951–2010) | Guadalajara, Mexico (1951–2010) | Guadalajara, Mexico (1951–2010) | Guadalajara, Mexico (1951–2010) | Guadalajara, Mexico (1951–2010) | Guadalajara, Mexico (1951–2010) | Guadalajara, Mexico (1951–2010) | Guadalajara, Mexico (1951–2010) | Guadalajara, Mexico (1951–2010) | Guadalajara, Mexico (1951–2010) | Guadalajara, Mexico (1951–2010) |
| 月份                                                         | 1月                             | 2月                             | 3月                             | 4月                             | 5月                             | 6月                             | 7月                             | 8月                             | 9月                             | 10月                            | 11月                            | 12月                            | 全年                            |
| ------------------------------------------------------------ | ------------------------------- | ------------------------------- | ------------------------------- | ------------------------------- | ------------------------------- | ------------------------------- | ------------------------------- | ------------------------------- | ------------------------------- | ------------------------------- | ------------------------------- | ------------------------------- | ------------------------------- |
| 历史最高温 °C（°F）                                          | 35.0 (95.0)                     | 38.0 (100.4)                    | 39.0 (102.2)                    | 41.0 (105.8)                    | 39.0 (102.2)                    | 38.5 (101.3)                    | 37.0 (98.6)                     | 36.5 (97.7)                     | 36.0 (96.8)                     | 35.0 (95.0)                     | 32.0 (89.6)                     | 33.0 (91.4)                     | 41.0 (105.8)                    |
| 平均高温 °C（°F）                                            | 24.7 (76.5)                     | 26.5 (79.7)                     | 29.0 (84.2)                     | 31.2 (88.2)                     | 32.5 (90.5)                     | 30.5 (86.9)                     | 27.5 (81.5)                     | 27.3 (81.1)                     | 27.1 (80.8)                     | 27.1 (80.8)                     | 26.4 (79.5)                     | 24.7 (76.5)                     | 27.9 (82.2)                     |
| 日均气温 °C（°F）                                            | 17.1 (62.8)                     | 18.4 (65.1)                     | 20.7 (69.3)                     | 22.8 (73.0)                     | 24.5 (76.1)                     | 23.9 (75.0)                     | 22.0 (71.6)                     | 21.9 (71.4)                     | 21.8 (71.2)                     | 21.0 (69.8)                     | 19.2 (66.6)                     | 17.5 (63.5)                     | 20.9 (69.6)                     |
| 平均低温 °C（°F）                                            | 9.5 (49.1)                      | 10.3 (50.5)                     | 12.3 (54.1)                     | 14.3 (57.7)                     | 16.4 (61.5)                     | 17.3 (63.1)                     | 16.5 (61.7)                     | 16.4 (61.5)                     | 16.5 (61.7)                     | 14.9 (58.8)                     | 12.1 (53.8)                     | 10.3 (50.5)                     | 13.9 (57.0)                     |
| 历史最低温 °C（°F）                                          | −1.5 (29.3)                     | 0.0 (32.0)                      | 1.0 (33.8)                      | 0.0 (32.0)                      | 1.0 (33.8)                      | 10.0 (50.0)                     | 9.0 (48.2)                      | 11.0 (51.8)                     | 10.0 (50.0)                     | 8.0 (46.4)                      | 3.0 (37.4)                      | −1.0 (30.2)                     | −1.5 (29.3)                     |
| 平均降雨量 mm（）                                            | 15.6 (0.61)                     | 6.6 (0.26)                      | 4.7 (0.19)                      | 6.2 (0.24)                      | 24.9 (0.98)                     | 191.2 (7.53)                    | 272.5 (10.73)                   | 226.1 (8.90)                    | 169.5 (6.67)                    | 61.4 (2.42)                     | 13.7 (0.54)                     | 10.0 (0.39)                     | 1,002.4 (39.46)                 |
| 平均降雨天数（≥ 0.1 mm）                                     | 2.1                             | 1.2                             | 0.7                             | 1.1                             | 3.5                             | 15.2                            | 21.6                            | 20.0                            | 15.5                            | 6.4                             | 1.8                             | 1.8                             | 90.9                            |
| 平均相對濕度（％）                                           | 60                              | 57                              | 50                              | 46                              | 48                              | 63                              | 71                              | 72                              | 71                              | 68                              | 63                              | 64                              | 61                              |
| 月均日照時數                                                 | 204.6                           | 226.0                           | 263.5                           | 261.0                           | 279.0                           | 213.0                           | 195.3                           | 210.8                           | 186.0                           | 220.1                           | 225.0                           | 189.1                           | 2,673.4                         |
| 日均日照時數                                                 | 6.6                             | 8.0                             | 8.5                             | 8.7                             | 9.0                             | 7.1                             | 6.3                             | 6.8                             | 6.2                             | 7.1                             | 7.5                             | 6.1                             | 7.3                             |
| 来源1：Servicio Meteorológico Nacional (humidity, 1981–2000) |                                 |                                 |                                 |                                 |                                 |                                 |                                 |                                 |                                 |                                 |                                 |                                 |                                 |
| 来源2：Deutscher Wetterdienst (sun, 1941–1990)               |                                 |                                 |                                 |                                 |                                 |                                 |                                 |                                 |                                 |                                 |                                 |                                 |                                 |

### 地形

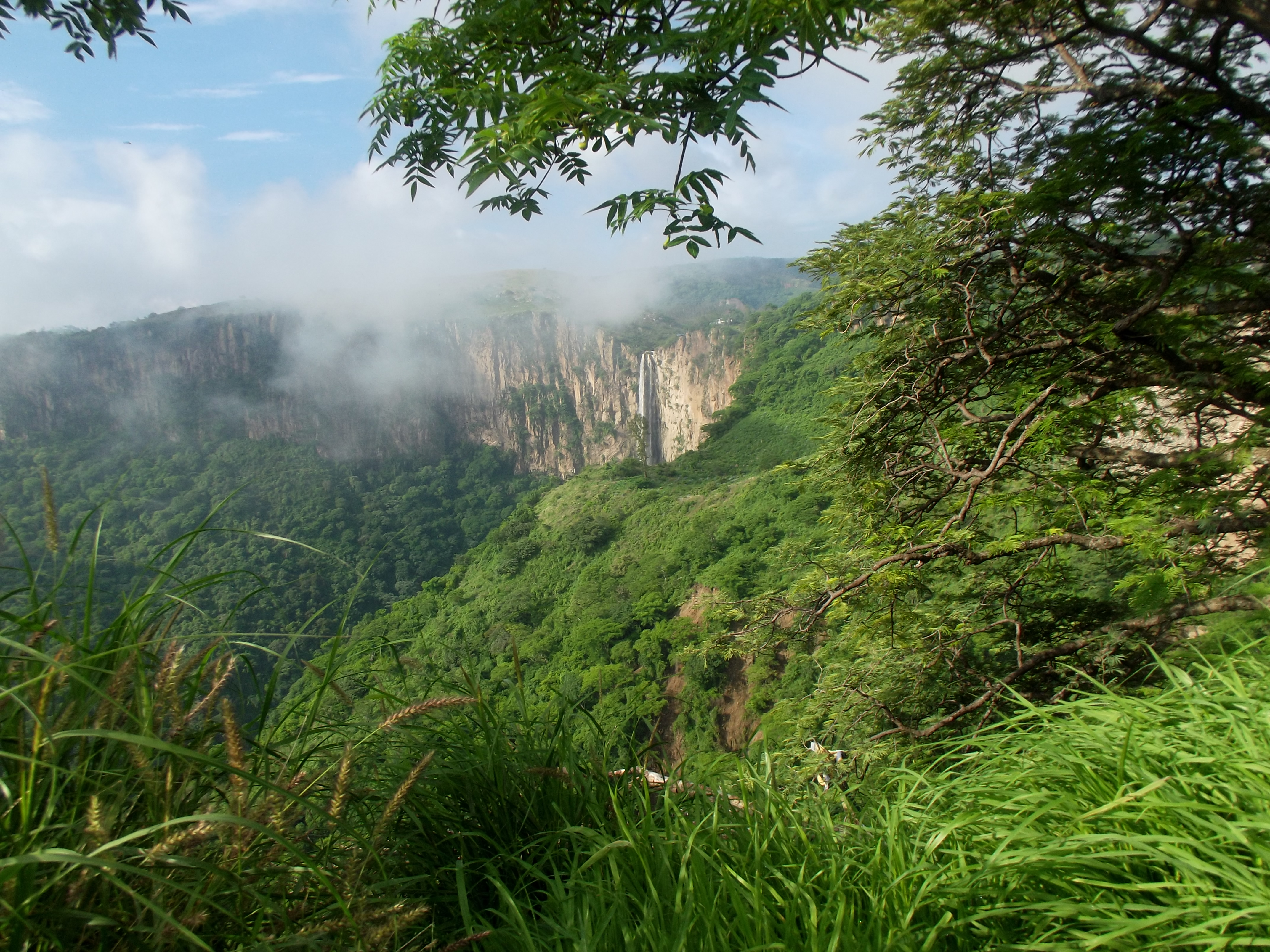
温蒂坦峡谷

瓜达拉哈拉的自然财富以普利马维拉森林、洛斯克罗莫斯和温蒂坦峡谷为代表。这些地区的植物群包括米却肯松树、几种橡树、枫香树、白蜡树、柳树，以及引进的猩猩木、蓝花楹和榕树。它还包括兰花、玫瑰和各种真菌。除了106种哺乳动物、19种爬行动物和6种鱼类外，也包括了典型的城市动物群。
温蒂坦峡谷（温蒂坦森林）（也称为奥布拉托斯峡谷或者奥布拉托斯-温蒂坦峡谷）是一个国家公园，位于瓜达拉哈拉市北部。峡谷地带与该市的两个colonias（社区）奥布拉托斯和温蒂坦接壤。它占地约1136公顷（2810英亩），海拔600米（2000英尺）。公园内的缆车起点海拔1000米（3300英尺），最高海拔1520米（4990英尺）。16世纪，在西班牙征服期间，包括峡谷在内的温蒂坦地区是当地印第安人和西班牙人战斗的地点。后来，它成为墨西哥革命和基督战争期间不同派系之间战斗的地点。

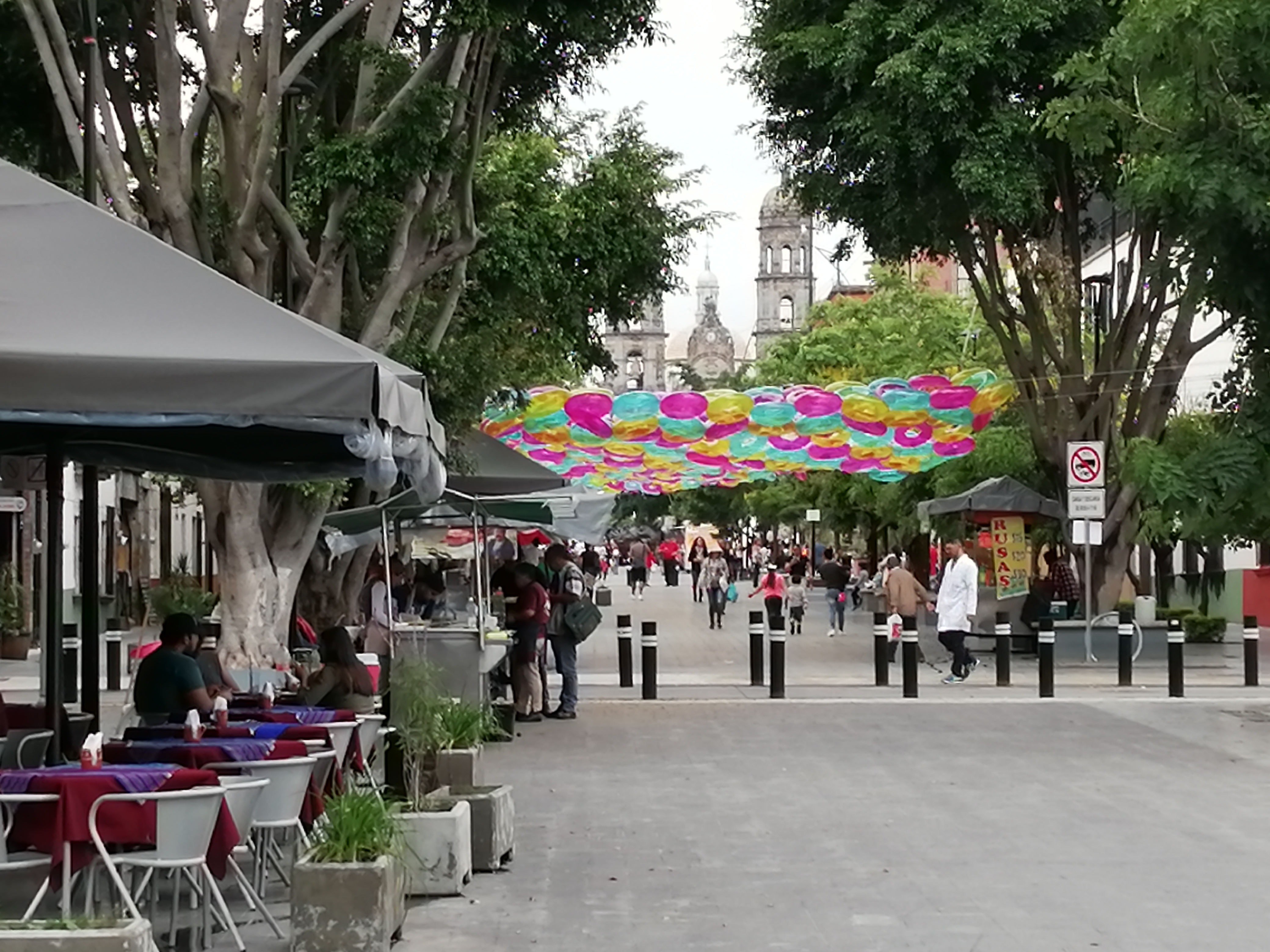
萨波潘的11月20日公园

峡谷是一个生物地理走廊，有四种植被：落叶热带森林、长廊林、石南植被和次生植被。除了引进的物种外，还有许多本地动植物物种。峡谷因其地理位置而具有巨大的生物多样性，因此受到国家和国际研究人员的研究。1997年6月5日，它被宣布为自然保护区，作为生态保护区（Zona Sujeta a Conservación Ecológica）。
马尾瀑布（La Cascada Cola de Caballo）位于瓜达拉哈拉至萨卡特卡斯的公路（54号公路，约15公里）上，距离北部外围几公里，刚通过圣埃斯特班村。瀑布是由阿特马哈克山谷的一条小溪注入的。它靠近瓜达拉哈拉，是一个发展不足的小镇，由于生态实践不佳，它受到了严重污染。
克罗莫斯森林（El Bosque los Colomos）位于瓜达拉哈拉西北部，沿着阿特马哈克河。它位于大都市区的富裕地区，是为了娱乐而开发的，而不是以野生状态保存下来。这条河曾经是该市的主要供水来源之一，今天仍在为周围的一些社区供水。目前，这片森林占地92公顷（230英亩），其中松树、桉树和雪松占主导地位。公园里有慢跑跑道、花园（包括一个日本庭园）、池塘、鸟湖、学校运动日教学区、游乐场、露营区和骑马区。
瓜达拉哈拉周围的其他景点包括商业水上公园卡马乔斯水生自然公园和瓜达拉哈拉东部托纳拉附近有徒步小径的美丽峡谷科利米拉峡谷（Barranca Colimilla）。

### 城市规划

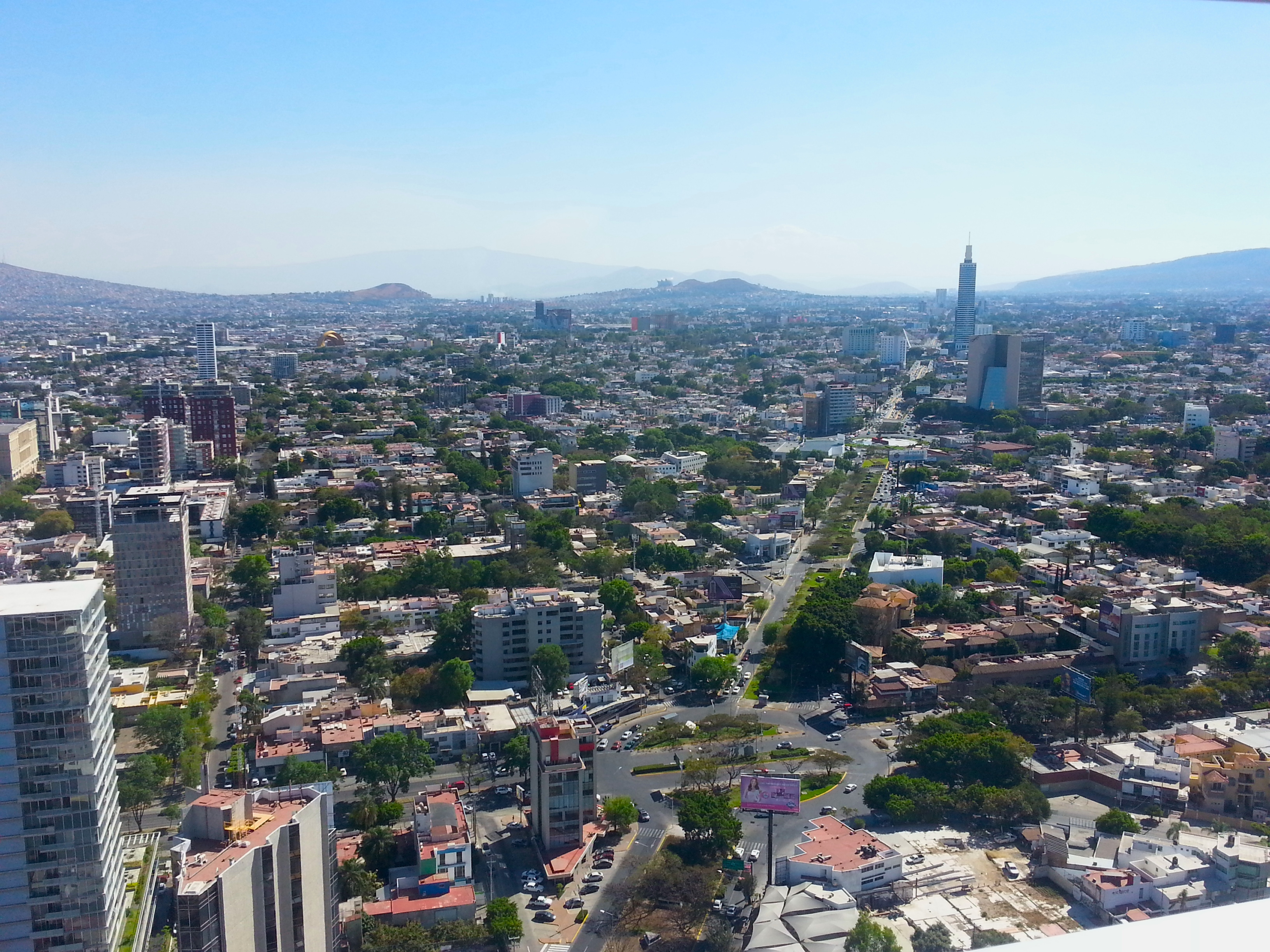
瓜达拉哈拉市中心的发射状规划

瓜达拉哈拉分区地图

瓜达拉哈拉的街道规划随着时间的推移已经演变成一个放射状的城市规划，有五条进出城市的主要路线。它被环路环绕。
瓜达拉哈拉的原始城市是按网格规划的，即南北和东西交叉的街道。随着时间的推移，瓜达拉哈拉周围的村庄被并入城市——首先是东南部的阿纳尔科，然后是南部的墨西加尔津戈，北部的梅斯基坦，东部的圣胡安德迪奥斯，所有这些都为该计划带来了更多的变化。随着它向西扩展，但保持了原来的南北方向。随着它向东发展，这个网格向东南倾斜，与圣胡安德迪奥斯河东侧瓜达拉哈拉中部对岸的前城镇阿纳科和圣胡安迪奥斯的网格相匹配（圣胡安德迪奥斯河现在位于地下；它在卡尔萨达独立城的下方）。
1888年，当铁路引入瓜达拉哈拉时，该市的南部开始发展，其街道与旧圣胡安德迪奥斯河以东的网格对齐。20世纪城市的进一步扩张带来了更多的变化，因为开发商在新的地区引入了不同类型的非网格街道规划。在1947年至1953年何塞·德·赫苏斯·冈萨雷斯·加洛政府期间，重大公共工程改变了城市历史中心的城市景观。
主要有争议的项目包括拓宽九月十六日大道和华雷斯大道，这两条大道已不足以处理市中心的汽车交通。在此过程中，许多具有建筑和历史价值的建筑被拆除。瓜达拉哈拉大教堂周围的历史建筑也被拆除，在大教堂的四面留下了一个巨大的拉丁十字架形状的开放空间，大教堂现在位于十字架的中心。还有其他一些争议较小的项目，旨在改善交通流量，增加城市其他地区的商业活动。

### 分区

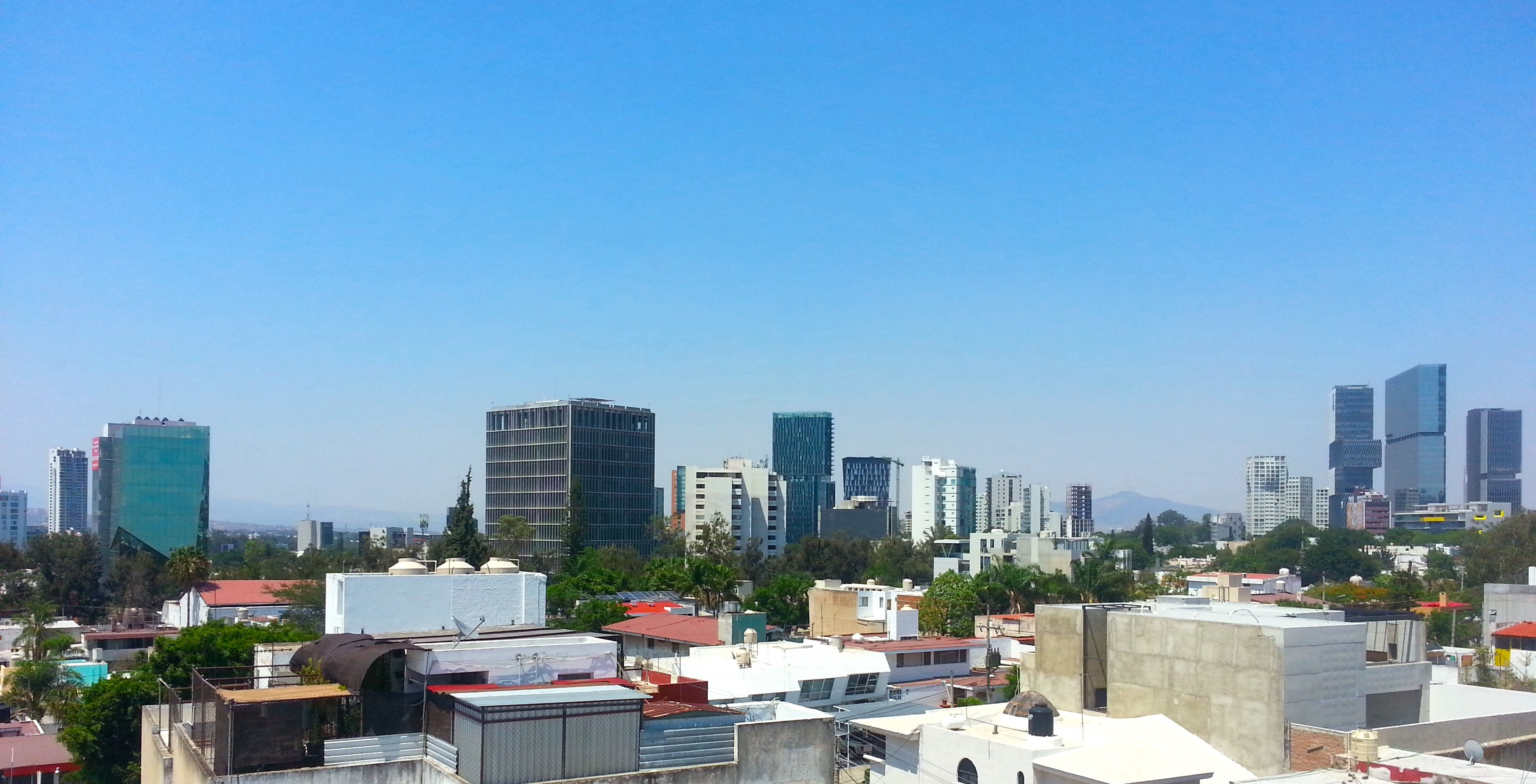
西瓜达拉哈拉商务区天际线

瓜达拉哈拉由大都市区的2300多个colonias（社区）组成。该市最古老的地区包括中心（该市最老的地区）、圣图阿里奥、墨西加尔津戈、梅斯基坦、阿纳尔科和圣胡安德迪奥斯。城市最古老地区的私人住宅大多由单层和双层房屋组成，建筑风格从简单的殖民风格建筑到西班牙巴洛克、巴洛克和十九世纪初的欧洲风格。
这座城市最古老的部分以西是19世纪和20世纪初建造的上层社区，其中包括波菲里奥时代的新古典主义建筑和房屋。在20世纪20年代、30年代、40年代和50年代，富裕的塔帕提奥斯扩张到拉法耶特、阿美利加那、莫德纳和阿科斯瓦拉塔社区。20世纪60年代和70年代的新建筑趋势也在社区留下了印记，如阿美利加那、巴亚尔塔波尼恩特、莫德纳、普罗维登西亚、巴亚尔塔圣豪尔赫、博斯克花园和查帕利塔社区。
大都会区拥有比墨西哥西部任何其他地区都多的富裕社区。这些社区位于瓜达拉哈拉市内外，包括其西部和南部的邻近城市萨波潘和特拉霍穆尔科。其中一些社区是：圣哈维尔宫、耶罗门、普罗维登西亚、查帕利塔、乡村俱乐部、太阳城、雷亚尔谷、洛马斯德尔瓦莱、圣里塔、蒙拉斯、圣阿尼塔高尔夫俱乐部、埃尔西埃洛、圣伊莎贝尔、维雷耶斯、布甘比利亚斯城、拉斯卡尼亚达斯和皇家乡村。
总的来说，城市西部的居民最富有，而东部的居民最贫穷。
为适应不断增长的人口，新的开发项目由中产阶级聚居区和作为政府计划一部分开发的住宅区组成，以及为工人阶级开发的不太正式的聚居区。大都市区向西延伸至比纳尔德拉·卡尔马、拉斯富恩特斯、太阳大道、埃尔科里·乌尔瓦诺和拉埃斯坦西亚等社区，向东延伸至圣胡安博斯科、圣安德烈斯、奥布拉托斯、圣塞西利亚、起义军、和平花园和泰特兰等社区。
人口的增长对更多的社区和更多的政府基础设施服务产生了持续的需求。

### 公园

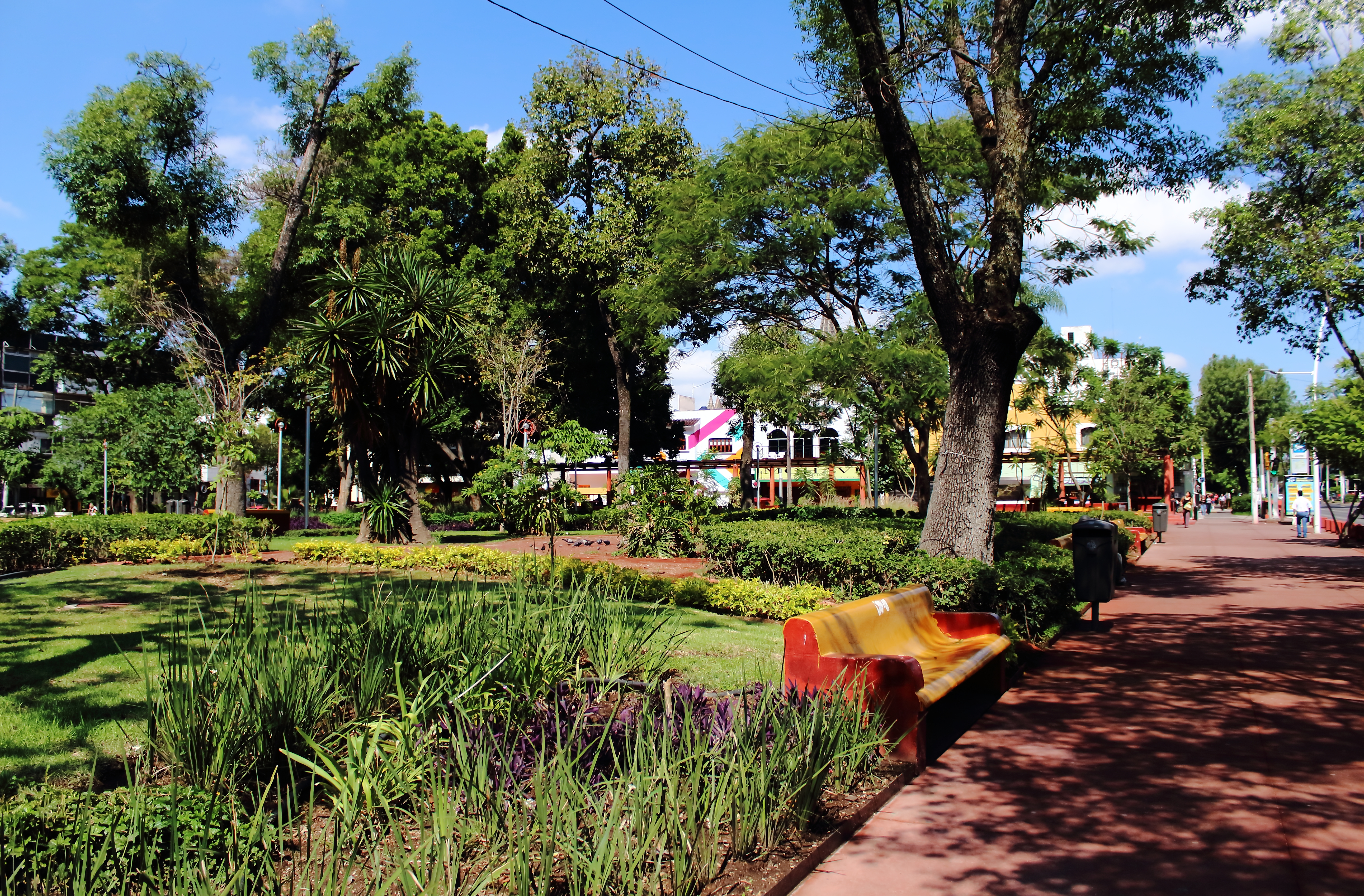
革命公园

公园和森林在瓜达拉哈拉很重要；虽然瓜达拉哈拉市许多最古老的街区没有足够的绿地，但在墨西哥三个最重要的大都市区中，瓜达拉哈拉大都市区（ZMG）拥有最多的绿地和植物。

## 人口
墨西哥国家统计和地理研究所（INEGI）2010年确认的最新数据显示，瓜达拉哈拉市人口约为1,495,189人，大都市区人口为4,334,878人，是哈利斯科州人口最多的城市，是瓜达拉哈拉大都市区哈利斯科省人口最多的大都市，也是墨西哥人口第二多的城市；第一位是墨西哥城。
2007年，联合国列出了世界上人口最多的100个城市群。墨西哥有三个城市上榜：墨西哥城、瓜达拉哈拉和蒙特雷。瓜达拉哈拉在这些城市中排名第66位，其次是悉尼和华盛顿特区。在拉丁美洲排行榜上，瓜达拉哈拉排名第10位。
瓜达拉哈拉市位于哈利斯科州中部偏东一点，北纬坐标20-和36'40“至20-45'00”，西纬坐标103-16'00“至103-24'00”和西经坐标103-16'00”至103-24-00“，海拔1700米。
瓜达拉哈拉市北部与萨波潘和伊斯特拉华坎德尔里奥接壤，东部与托纳拉和萨波特拉内霍接壤，南部与特拉克帕克接壤，西部与萨波潘接壤。
瓜达拉哈拉市的人口密度也是墨西哥第二大，仅仅次于墨西哥州的內薩瓦爾科約特爾城Nezahualcóyotl城。居民54.8％信奉天主教。

### 瓜达拉哈拉都会区

瓜达拉哈拉都会区地图，其中蓝色属于中心区，绿色属于外延区

瓜达拉哈拉都会区是该国人口第二多的都会区，包括六个中心城市和三个外部城市。中心城市是瓜达拉哈拉、萨波潘、特拉克帕克、托纳拉、特拉霍穆尔科和埃尔萨尔托。外部城市是伊斯特拉华坎德洛斯门布里约斯、华纳卡特兰和萨波特拉内霍。
城市的发展是由于瓜达拉哈拉吸收了最接近的社区。阿特马哈克、温蒂坦、特特兰、阿纳尔科、梅西卡尔津科、梅斯基坦和圣安德列斯等前社区就是这种情况。

## 经济

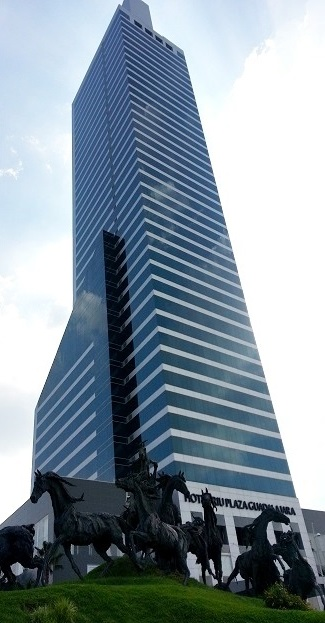
里乌广场酒店，瓜达拉哈拉当地最高的建筑

瓜达拉哈拉拥有墨西哥第三大经济体和工业基础设施，占哈利斯科州总生产总值的37%。其经济基础强大且多样化，主要以商业和服务业为基础，尽管制造业起着决定性作用。其国内生产总值在拉丁美洲排名前十，在墨西哥排名第三。
在2007年题为“未来城市”的调查中，FDi杂志将瓜达拉哈拉列为墨西哥主要城市中排名最高的城市，并指定瓜达拉哈拉是仅次于芝加哥的北美主要城市中经济潜力第二强的城市。2007年，外国直接投资将瓜达拉哈拉列为最有利于商业发展的拉丁美洲城市。同一项研究指出，瓜达拉哈拉因其年轻的人口、低失业率和最近大量的外国投资交易而成为“未来的城市”；它被发现是北美第三大商业友好城市。
2009年，穆迪投资者服务公司对Ba1（全球范围，本币）和A1.mx（墨西哥国家范围）进行了评级。在过去五年中，该市的财政表现喜忧参半，但在后两年开始趋于稳定。瓜达拉哈拉管理着墨西哥城市中最大的预算之一，其人均收入指标（Ps.2265美元）高于墨西哥穆迪评级城市的平均水平。
该市的经济有两个主要部门。商业和旅游业就业人数最多：约占人口的60%。另一个是工业，它一直是经济增长的引擎，也是瓜达拉哈拉在全国经济重要性的基础，尽管它只雇佣了大约三分之一的人口。这里的工业生产食品和饮料、玩具、纺织品、汽车零部件、电子设备、药品、鞋类、家具和钢铁制品等产品。
其中两个主要行业是纺织和鞋类，这两个行业仍然充满活力和增长。60%的制成品在国内销售，40%出口，主要出口到美国。这使得瓜达拉哈拉的经济命运依赖于美国，无论是作为投资来源还是作为其商品的市场。
这座城市必须与中国竞争，尤其是在依赖高产量和低工资的电子产业。这导致它转向高组合、中等规模和增值服务，如汽车。然而，瓜达拉哈拉靠近美国市场的传统优势是其保持竞争力的原因之一。2009年，墨西哥的信息技术服务出口在拉丁美洲排名第三，仅次于巴西和阿根廷。这种服务主要涉及在线和电话技术支持。该行业面临的主要挑战是缺乏会说英语的大学毕业生。

### 技术

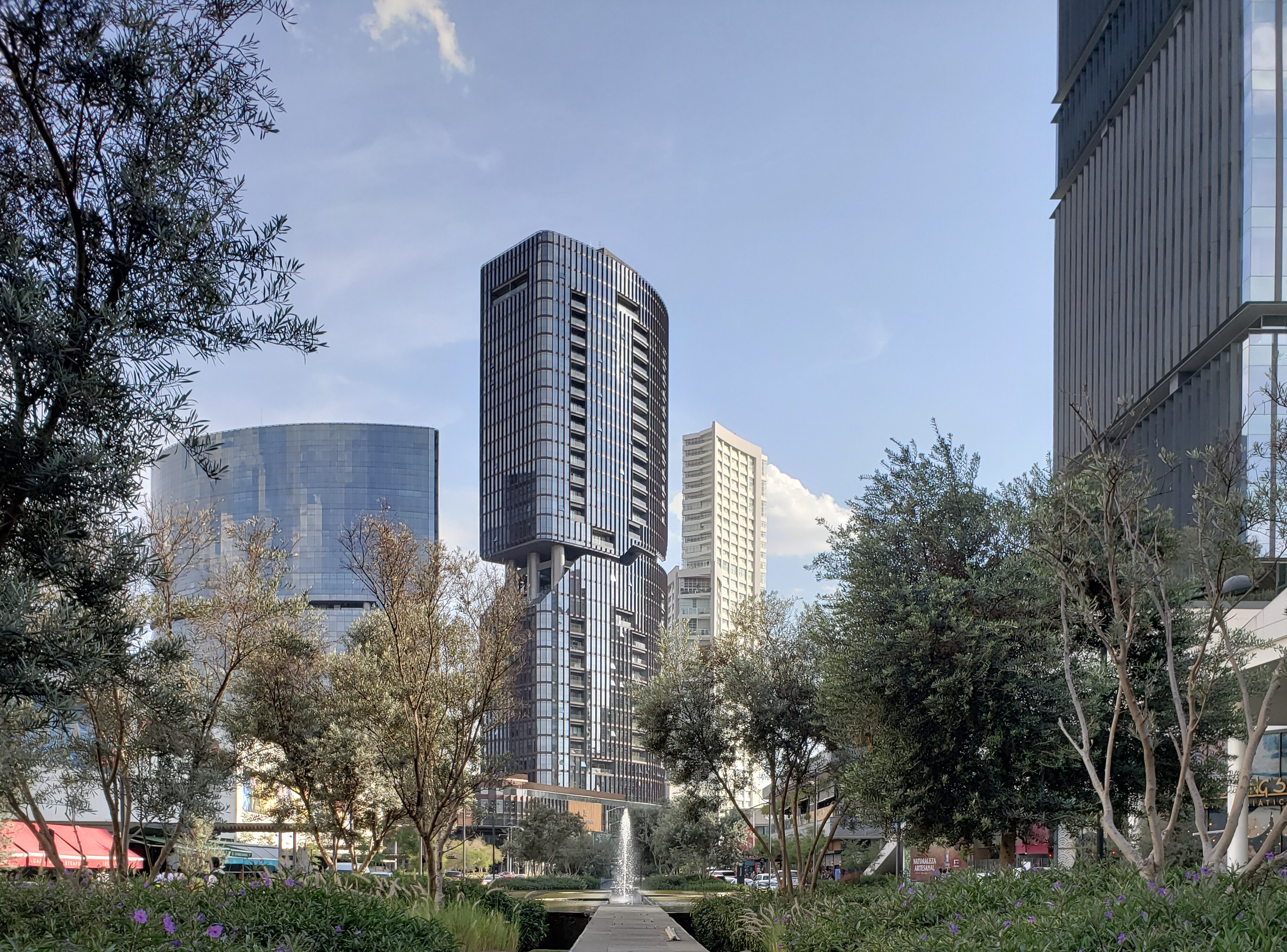
耶罗门（铁门），是瓜达拉哈拉的中心商务区

瓜达拉哈拉是墨西哥软件、电子和数字元件的主要生产商，被誉为是墨西哥的硅谷。瓜达拉哈拉的电信和计算机设备约占墨西哥电子产品出口的四分之一。通用电气、IBM、Sanmina、英特尔、HCL Technologies、日立、慧与科技、惠普公司、西门子、伟创力、甲骨文、Wipro、塔塔咨询服务公司、高知特技术解决方案公司和捷普科技公司等公司在城市或其郊区设有设施。这一现象始于北美自由贸易协定（NAFTA）通过之后。国际公司开始在墨西哥，特别是瓜达拉哈拉建造设施，取代了墨西哥公司，特别是在信息技术方面。这造成的问题之一是，当经济衰退时，这些国际公司会缩减规模。
瓜达拉哈拉于2013年被全球最大的技术进步专业协会IEEE选为“智慧城市”。
多个城市在研究领域投资设计试点项目，例如，2013年3月初，爱尔兰都柏林成为世界上第一个“集群智慧城市”；其次是加利福尼亚州圣何塞；威尔士卡迪夫和哈利斯科州瓜达拉哈拉，其目标是交流原则上可应用于农业综合企业和健康科学问题的信息和经验。
通信和运输秘书处还报告说，哈利斯科州瓜达拉哈拉被选为第一个“墨西哥和拉丁美洲数字创意城”的官方场地，这将是墨西哥巩固这一领域潜力的先锋。
世界上前所未有的“集群智慧城市”将聚焦于这些城市在创新和创建联盟以吸引技术方面所做的工作。哈利斯科州创新、科学和技术部（SICyT）表示，人才发展投资的结合使哈利斯科州能够进入“知识经济”。
2015年10月25日至28日，该市是智慧城市倡议第一次会议的举办地。

### 产业
大部分经济以商业为中心，雇佣了60%的人口。该活动主要集中在以下产品的采购和销售：食品和饮料、纺织品、电子电器、烟草、化妆品、体育用品、建筑材料等。瓜达拉哈拉的商业活动仅次于墨西哥城。
该市是全国购物中心开发和投资的领导者。许多购物中心已经建成，如拉丁美洲最大的购物中心之一Galeries Plaza和Andares。瓜达拉哈拉Galerías占地160,000平方米（1,722,225.67平方英尺），拥有220家门店。它拥有拉丁美洲最大的两家电影院，都有IMAX屏幕。它举办艺术展览和时装秀，并设有文化工作室。主要商铺包括利物浦和西尔斯，以及雨果博斯、麦丝玛拉、拉科斯特、特斯拉汽车、好市多等专卖店。百思买在瓜达拉哈拉开设了第一家门店。它在相邻停车场的顶层有一个额外的私人入口。据百思买介绍，另一家商店在Ciudadela Lifestyle Center购物中心开业，该购物中心是百思买在世界上的第三大购物中心。

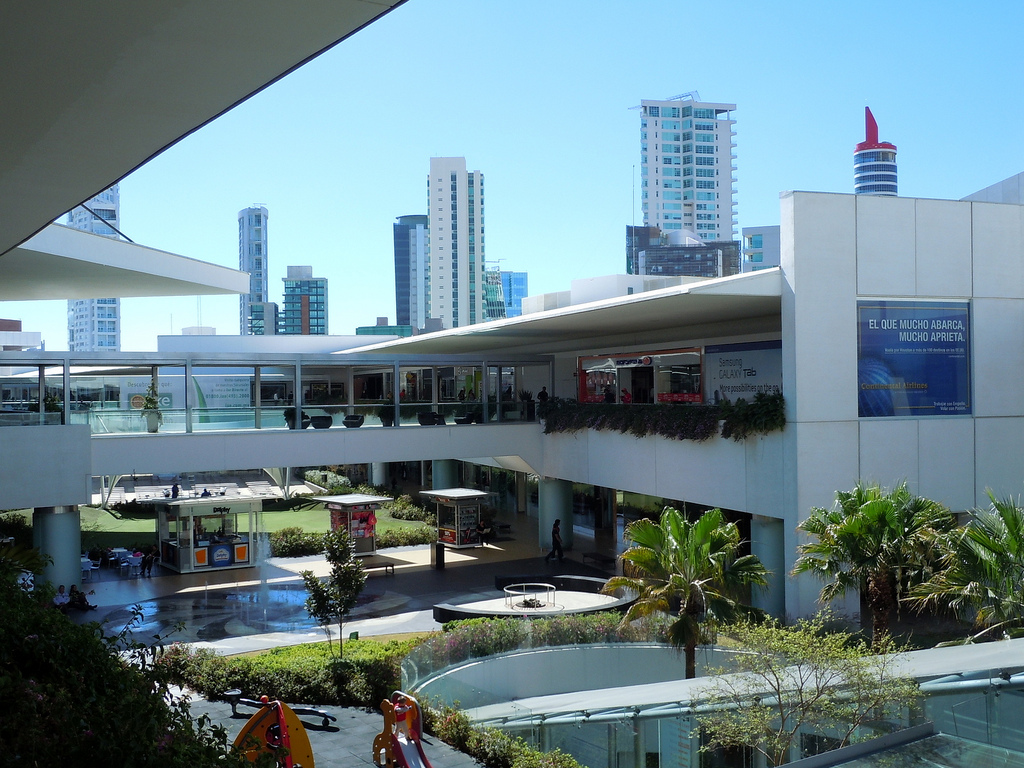
安达雷斯购物中心位于铁门区（萨波潘）

安达雷斯（Andares）是萨波潘的另一个重要商业中心。这座耗资5.3亿美元的多功能综合体于2008年开业，由著名的墨西哥Sordo Madaleno建筑公司设计，拥有豪华住宅和一个由利物浦和铁之宫殿两家大型百货公司组成的高级购物中心。这座占地133,000平方米（1,400,000多平方英尺）的购物中心拥有数百家商店、一个位于二楼的大型美食广场和Paseo Andares的几家餐厅。
很大一部分商业部门为普通游客和其他游客提供服务。休闲旅游主要集中在历史悠久的市中心。除了是一个文化和娱乐景点外，由于其优越的地理位置，这座城市还是附近热门海滩目的地的轴心，如巴亚尔塔港、曼萨尼约和马萨特兰。其他类型的游客包括那些前往参加学术、娱乐、体育和商业等领域的研讨会、会议和其他活动的人。为此目的最著名的场所是瓜达拉哈拉Expo，这是一个被几家酒店包围的大型会议中心。它建于1987年，被认为是墨西哥最重要的会议中心。

### 对外贸易
自1990年以来，瓜达拉哈拉的大部分经济增长都与外国投资有关。国际公司在这里投资是为了利用相对便宜但受过良好教育且生产力高的劳动力，建立制造工厂，将产品再出口到美国，并为墨西哥国内市场提供商品。
2013年10月初的一份媒体报道称，印度五大IT（信息技术）公司已在瓜达拉哈拉设立办事处，而其他几家印度IT公司仍在探索向墨西哥扩张的选择。由于印度IT行业的竞争力，公司正在国际上扩张，墨西哥为印度公司提供了一个负担得起的机会，以更好地定位自己进入美国市场。这一趋势出现在2006年之后，墨西哥政府为外国公司提供了激励措施。
该市的出口从1995年的39.2亿美元增加到2003年的143亿美元。从1990年到2000年，社会经济指标显示，生活质量总体上有所提高；然而，贫富差距仍然很大，富人比穷人更受益于经济的全球化和私有化。
国际投资影响了都市区以及周边农村城镇和村庄的劳动力市场。瓜达拉哈拉是该地区的配送中心，其需求导致就业从传统农业和手工业转向城市中心的制造业和商业。这导致了从农村地区到大都市地区的大规模移民。

### 商业中心
在每个政府时期，该市都经历了结构规划，新的地块和商业中心由此诞生，跨国公司和国际产业也随之进入该市。这座城市拥有墨西哥的第一批购物中心。

## 文化
瓜达拉哈拉的文化生活充满活力。这座城市展出了国际艺术家的作品，是国际文化活动的必看之地，其影响力范围遍及拉丁美洲的大多数国家，包括美国西南部。
其历史中心拥有宗教和民间性质的殖民建筑，这些建筑因其建筑和历史意义而脱颖而出，构成了丰富的风格组合，其根源在于土著文化贡献（主要是并入莫萨拉比克和卡斯蒂利亚），后来又受到现代欧洲的影响（主要是法国和意大利）。历史中心还有博物馆、剧院、画廊、图书馆、礼堂和音乐厅。其中一些建筑的历史可以追溯到16世纪和17世纪，例如瓜达拉哈拉总教区大教堂等。
该市有几个专注于文化的广播电台，其中之一是瓜达拉哈拉红色广播大学（XHUG-F），该电台通过互联网向该州其他地区和邻国以及国际上传播；它也是该国第一家通过播客进行广播的公司。该市制作了一个全文化电视频道XHGJG-TV；瓜达拉哈拉是除了墨西哥城的D.F.A.外，该国唯一一个制作文化切割频道的城市。
这座城市一直是杰出诗人、作家、画家、演员、电影导演和艺术代表等的摇篮和住所，如何塞·克莱门特·奥罗斯科、阿特尔博士、罗伯托·蒙特内格罗、亚历杭德罗·索恩、路易斯·巴拉甘、卡洛斯·奥罗斯科·罗梅罗、费德里科·法布雷加特、劳尔·安吉亚诺、胡安·索里亚诺、哈维尔·坎波斯·卡韦略、玛尔塔·帕切科、亚历杭德罗·科隆加、何塞·福尔斯、胡安·克莱佩林、戴维斯·比尔克斯、卡洛斯·巴尔加斯·庞斯、希斯、特里诺、埃兰迪尼、恩里克·奥罗斯、鲁本·门德斯、毛里西奥·托桑特、斯科特·内里、保拉·圣地亚哥。埃德加·科比安、费利佩·曼萨诺和（原名梅芙娜的艺术家）；帕科·伦特里亚，电影《流浪艺人》和《佐罗传奇》的自由演奏吉他手和音乐作曲家；文学的重要代表人物，如胡安·鲁尔福、弗朗西斯科·罗哈斯、奥古斯丁·亚涅斯、埃利亚斯·南迪诺、艾德拉·普内尔、豪尔赫·索萨等；经典曲目作曲家，如贡萨洛·库里尔、何塞·巴勃罗·蒙卡约、安东尼奥·纳瓦罗、里卡多·索恩、卡洛斯·桑切斯·古铁雷斯和加布里埃尔·帕雷永；费利佩·卡萨尔斯、海伊梅·翁贝托·埃尔莫西洛、埃里克·斯塔尔、吉勒摩·戴托罗等电影导演；以及凯蒂·胡拉多、恩里克·阿尔瓦雷斯·费利克斯和盖尔·贾西亚·贝纳等演员。

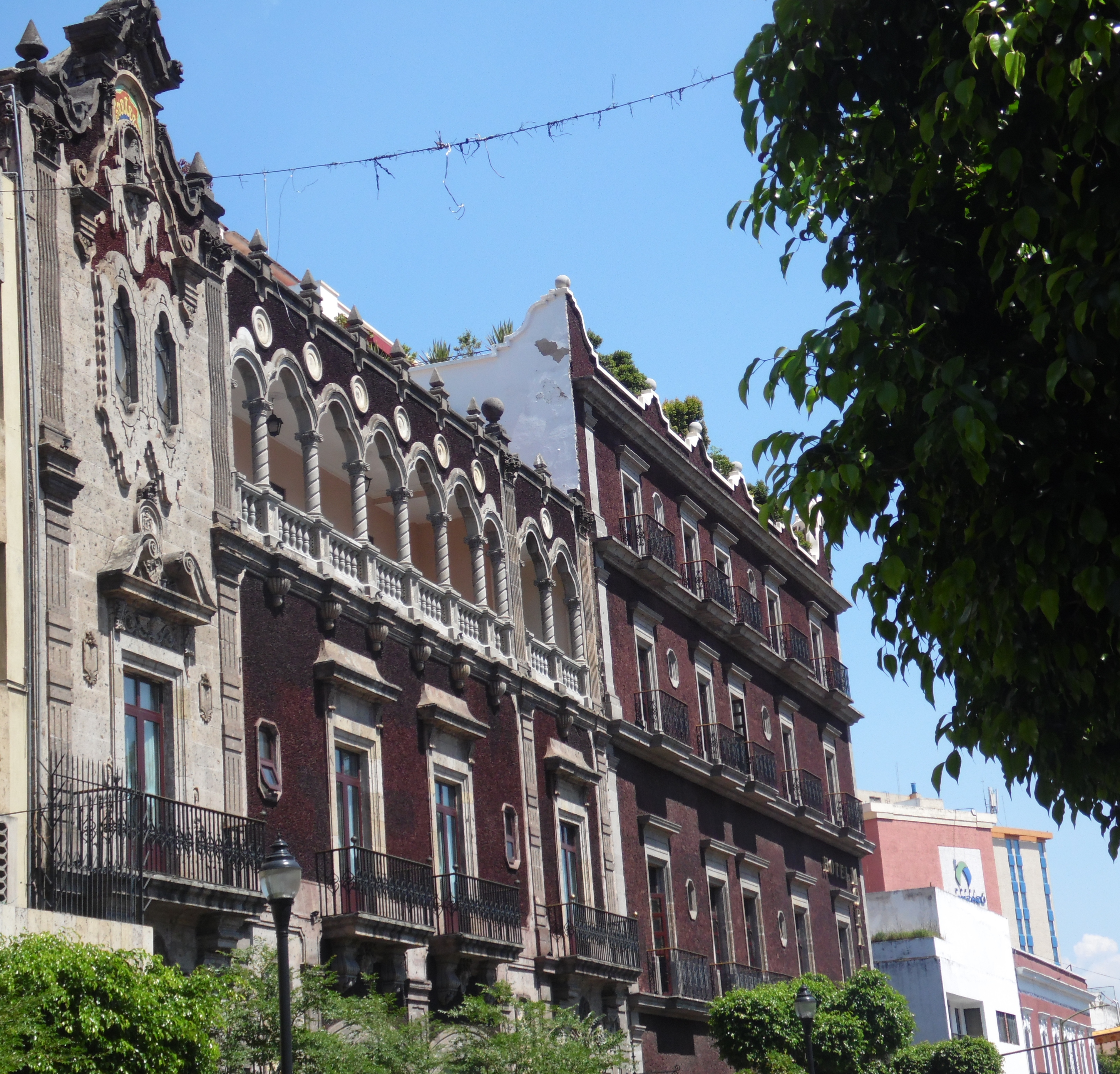
瓜达拉哈拉市中心的街市

瓜达拉哈拉是第一个被接纳为国际教育城市协会成员的墨西哥城市，因为它具有强烈的个性和身份，通过文化实现经济发展的潜力。
瓜达拉哈拉被联合国教科文组织指定为2022年世界图书之都。
尽管瓜达拉哈拉地区在历史上是一个卡克斯坎族地区，但纳瓦人占瓜达拉哈拉土著人口的大多数。瓜达拉哈拉有数千名讲土著语言的人，尽管大多数土著人口都融入了普通人群，会说西班牙语。

### 博物馆

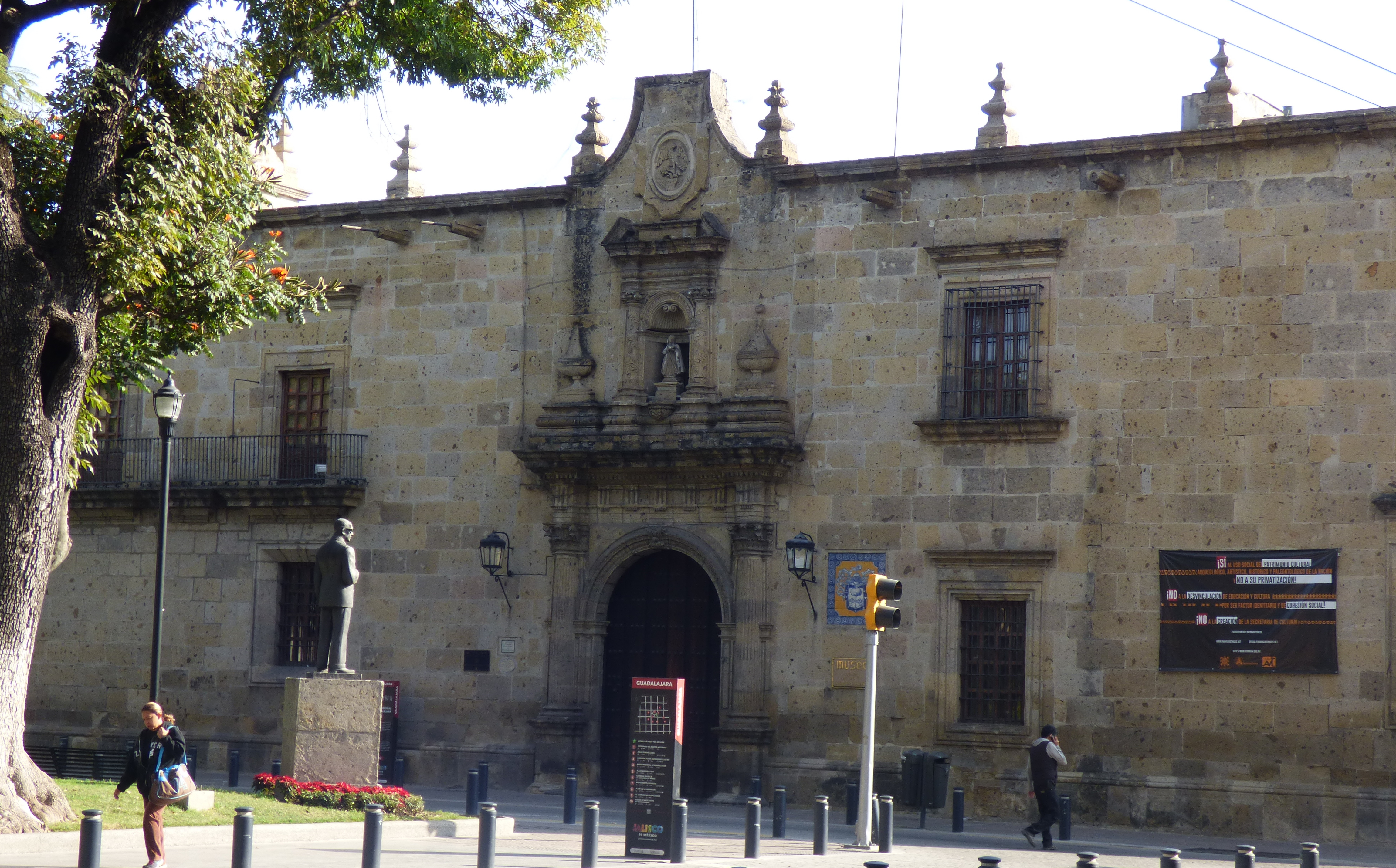
瓜达拉哈拉地区博物馆

瓜达拉哈拉的博物馆是这座城市文化基础设施的延伸。其中许多因其建筑和历史意义而脱颖而出。在文化中心、博物馆、私人画廊和市政厅的文化空间中，有189多个艺术展览论坛，其中一些已经存在了几个世纪，还有一些正在建设中。瓜达拉哈拉的博物馆属于该市的文化框架，其中包括所有类型的博物馆，展示历史、古生物学、考古学、人种学、绘画、手工艺、塑料、摄影、雕塑、国际艺术作品等。
瓜达拉哈拉有22个博物馆，其中包括哈利斯科州地区博物馆、蜡像馆、特罗姆波·马希科儿童博物馆和人类学博物馆。历史中心的前卡瓦尼亚斯救济所是世界遗产。由于这些和其他因素，这座城市在2005年被命名为美洲文化之都。
瓜达拉哈拉和周围的大都市区有许多公共、私人和数字图书馆，用于搜索和咨询信息。文化的推广和阅读的丰富使市民更需要这样的文化设施。一些图书馆设有实体围墙，其中包括瓜达拉哈拉大学历史悠久的奥克塔维奥·帕斯·伊贝罗-美洲图书馆和位于邻近城市萨波潘的哈利斯科州公共图书馆，可以通过互联网查询数字信息。
哈利斯科地区博物馆（前身为圣何塞神学院）建于18世纪初，是圣何塞神学院委员会所在地。1861年至1914年，这里有一所名为Liceo de Varones的学校。1918年，它成为了美术博物馆。1976年，它被完全改造为现在的用途。博物馆在16个展厅展示其永久藏品，其中15个展厅专门用于古生物学、史前史和考古学。其中一件珍贵的展品是一具完整的猛犸象骨架。另外两个大厅专门用于绘画和历史。绘画收藏包括胡安·科雷亚、克里斯托瓦尔·德·比拉尔潘多和何塞·德·伊瓦拉的作品。

### 建筑
瓜达拉哈拉建立期间在欧洲流行的建筑风格与该市的殖民地建筑相似。大都会大教堂和德戈拉多剧院是新古典主义建筑最纯粹的例子。历史中心拥有宗教和民间殖民建筑，这些建筑以其建筑和历史意义而闻名，是植根于土著文化贡献（主要来自乌特）的丰富风格组合，融入了莫扎拉布式和卡斯蒂索式，后来又受到现代欧洲（主要是法国和意大利）和美洲（特别是美国）的影响。

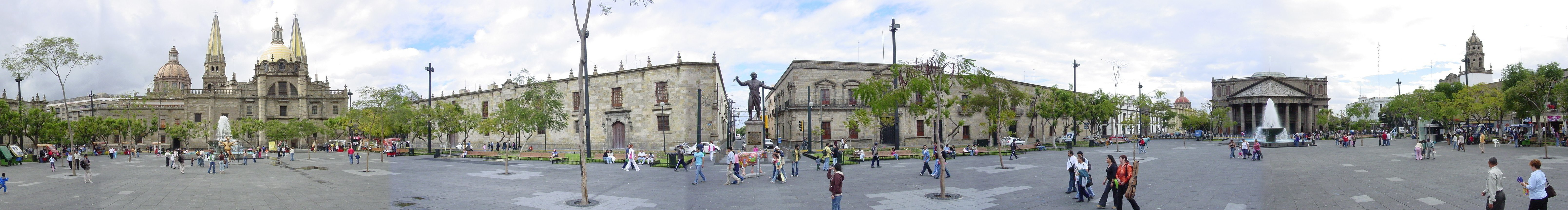
瓜达拉哈拉市中心的解放广场

瓜达拉哈拉的历史中心有各种各样的博物馆、剧院、画廊、图书馆、礼堂和音乐厅，特别值得一提的是前卡瓦尼亚斯救济所（可追溯到18世纪）、德戈拉多剧院（被认为是墨西哥最古老的歌剧院）、画廊剧院和狄安娜剧院。1997年，联合国教科文组织宣布前卡瓦尼亚斯救济所为世界遗产，这里收藏了何塞·克莱门特·奥罗斯科的一些画作（壁画和画架）。在众多美丽的建筑中，位于科洛尼亚埃尔摩沙普罗文西亚的“世界之光”国际教会总部是拉丁美洲最大的。
在波菲里奥时期，由于前总统波菲里奥·迪亚斯对法国风格潮流的热情，法国风格入侵了这座城市，意大利建筑师也负责塑造这座城市建造的哥特式建筑。时间的推移反映了从巴洛克式到西班牙巴洛克式、哥特式和新古典主义纯粹的不同趋势。

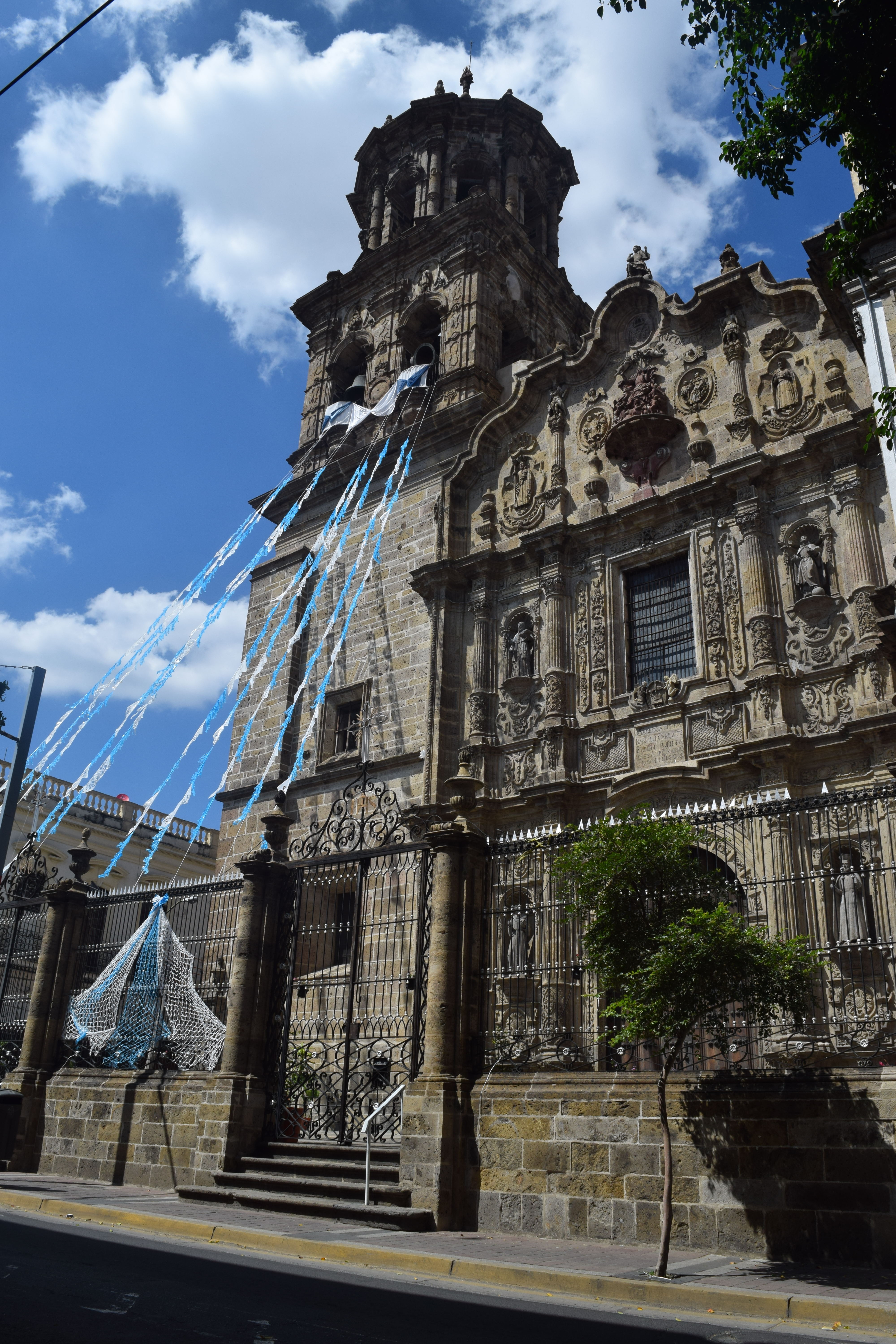
圣菲利佩德内里教堂

法国风格的“老佛爷”社区有许多20世纪初的住宅，后来被改建为精品店和餐馆。
也有20世纪40年代、50年代和60年代典型的建筑线条，装饰艺术和当时后现代建筑师的大胆线条。这座城市的建筑风格包括巴洛克、西班牙巴洛克、新古典主义、现代主义、折衷主义、装饰艺术和新哥特式风格。
瓜达拉哈拉的现代建筑有许多不同的建筑作品，从新地区主义到20世纪60年代的原始主义，再到20世纪70年代的野兽主义。其中一些建筑师是：拉斐尔·乌尔苏亚、路易斯·巴拉甘、伊格纳西奥·迪亚斯·莫拉莱斯、佩德罗·卡斯特利亚诺斯、埃里奇·科法尔·基斯威特，胡里奥·德拉·佩尼亚、爱德华多·伊巴涅斯-巴伦西亚、费利克斯·阿塞韦斯·奥尔特加。

### 节日

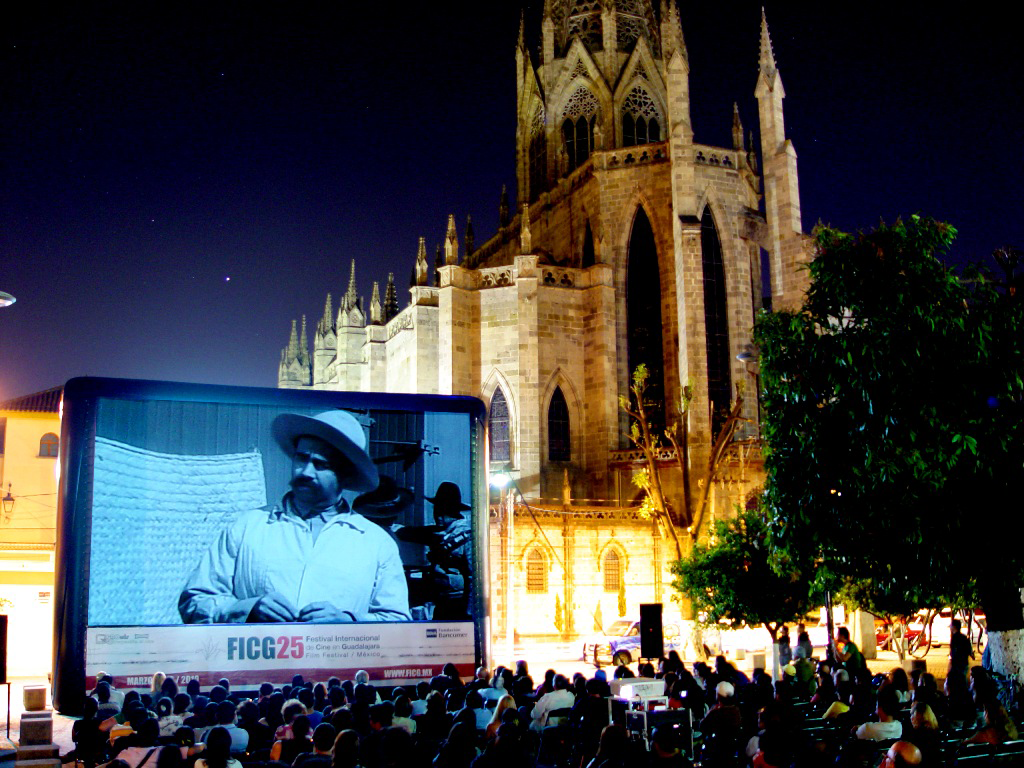
瓜达拉哈拉国际电影节，创始于1986年，是拉美地区最重要的电影节之一

瓜达拉哈拉也以几个大型文化节日而闻名。瓜达拉哈拉国际电影节是每年三月举行的活动。它主要聚焦于墨西哥和拉丁美洲的电影；另外也会有来自世界各地的电影放映。该活动由瓜达拉哈拉大学、国家文化和艺术委员会、墨西哥电影学院以及瓜达拉哈拉和萨波潘政府赞助。2009年的电影节有200多部电影在16家影院和露天论坛放映，例如在查普尔特佩克、兰布拉加泰罗尼亚和密内尔瓦等地设置的充气屏幕。当年，该活动共颁发了50万美元的奖项。该活动吸引了墨西哥导演吉勒摩·戴托罗、希腊导演科斯塔·加夫拉斯、西班牙演员安东尼奥·班德拉斯和美国演员爱德华·詹姆斯·奥莫斯等名人。
瓜达拉哈拉国际书展是世界上最大的西班牙语书展，每年在瓜达拉哈拉博览会上举行九天。来自35个国家的300多家出版公司定期参加，展示书籍、视频和新通信技术的最新作品。该活动颁发了文学奖，如FIL文学奖、胡安娜·伊内斯·德·拉·克鲁兹文学奖，以及出版社的编辑功绩重新确认奖。这里有大量西班牙语、葡萄牙语和英语的书籍和其他材料展览，涵盖学术、文化、艺术等领域。来自墨西哥和国外的35万多人参加了会议。2009年，诺贝尔奖获得者奥尔汉·帕慕克、德国儿童作家柯奈莉亚·冯克和秘鲁作家马里奥·巴尔加斯·略萨与约500名其他作家一起参加了此次活动。活动包括书籍介绍、学术讲座、论坛和儿童活动。

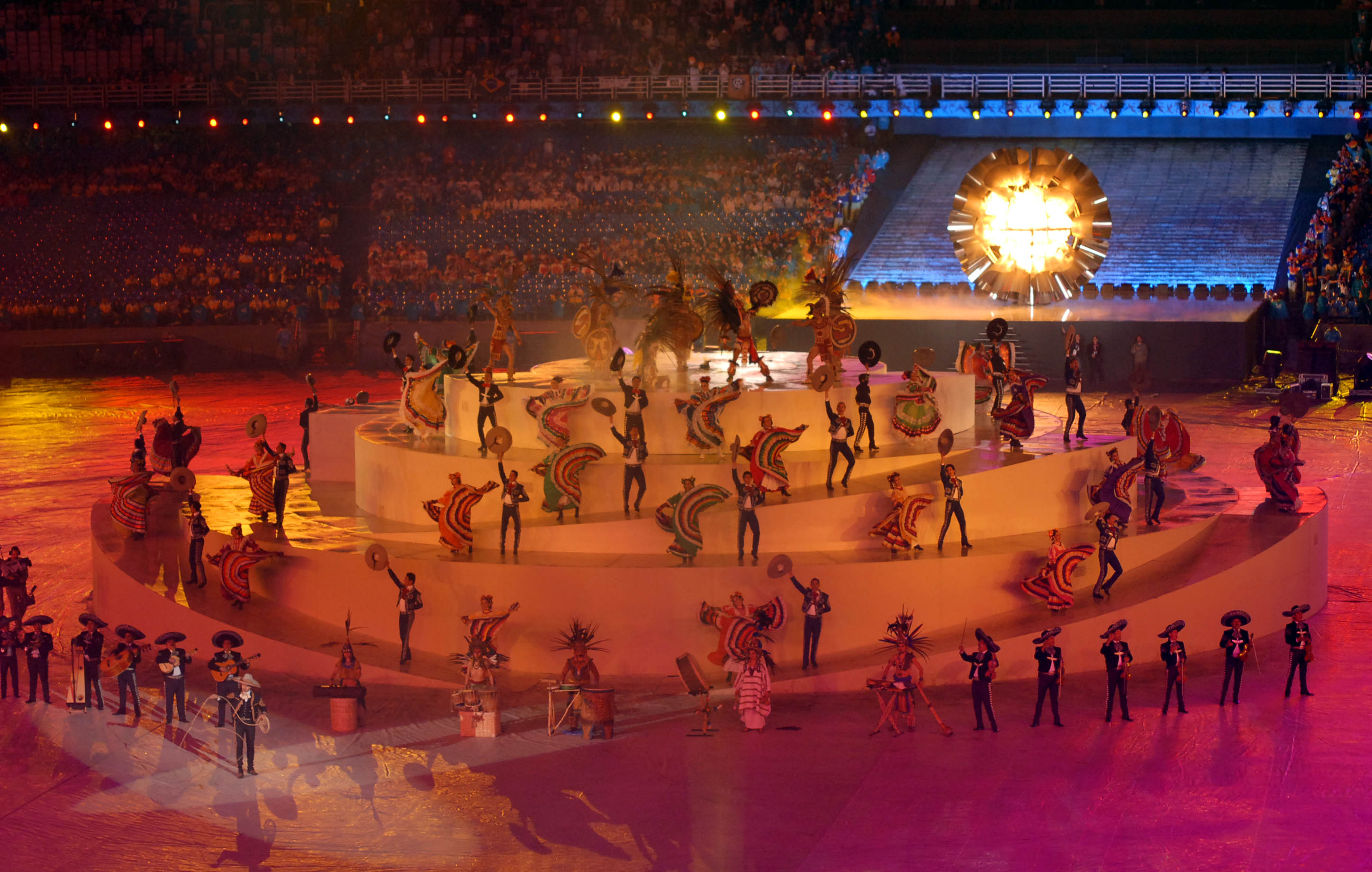
2007年泛美运动会闭幕式和交接仪式，展现了2011年泛美运动会举办城市瓜达拉哈拉的主题

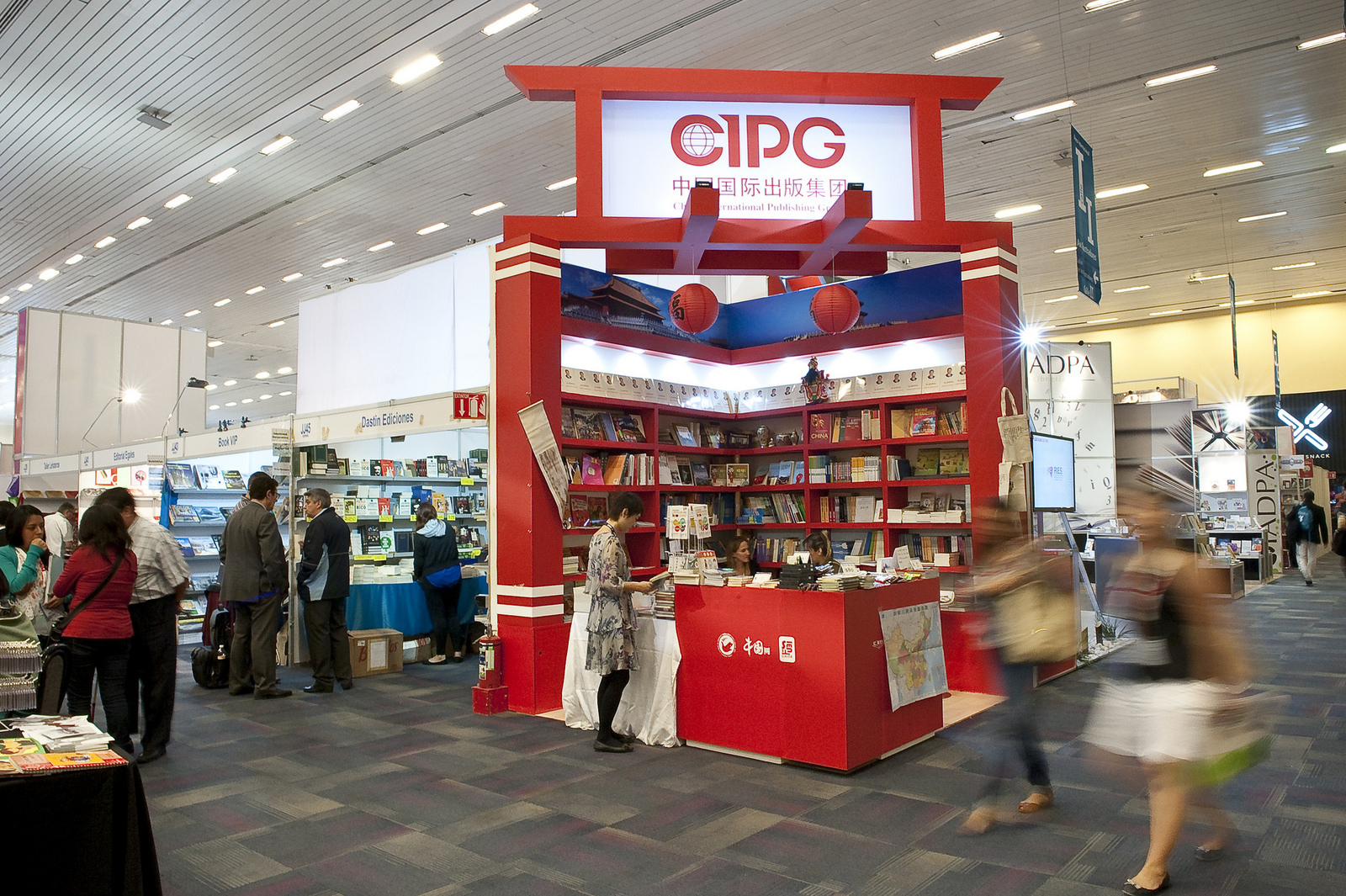
瓜达拉哈拉国际书展上的中国国际出版集团（CIPG）展台

Danza de los Tastoanes是每年7月25日在市长大楼举行的活动，民间舞蹈演员在那里表演最古老的传统舞蹈和战斗表演，以纪念与西班牙殖民者的战斗。
五月文化节（Festival Cultural de Mayo）始于1988年。2009年，该活动庆祝墨西哥和日本建交400周年，举办了许多与日本文化有关的表演和展览。2009年的艺术节共有358位艺术家参加了118场活动。每年都有不同的国家被“邀请”。之前的主宾国有德国（2008年）、墨西哥（2007年）、西班牙（2006年）和奥地利（2005年）。法国是2013年的主宾国。
Expo Ganadera（加纳德拉博览会）是每年10月举办的一项活动，来自全国各地的人们都会参加，展示哈利斯科州生产的该品种及其质量的最佳例子。该活动还致力于促进农业技术进步。该活动还设有单独的部分，展示正宗的墨西哥美食、牲畜展览、墨西哥牛仔竞技（Charreria）和其他展示哈利斯科州传统的比赛。
著名节日包括：
- 五月文化节
- 瓜达拉哈拉国际书展（FIL），由于瓜达拉哈拉大学的赞助，每年11月的最后一周都会举办这个书展。它包括一个大型的综合、独立、大学、国家、国际出版商展览；提供书籍和讲座；它有一个专门为儿童和青少年设立的区域；在为期十天的展会期间，向一个国家（或地区或社区）展示展馆，以展示其最具代表性的文化，这个部分非常重要。众所周知，FIL会颁发几个奖项，最具代表性的是“胡安·鲁尔福”拉丁美洲和加勒比海地区文学奖（以前称为“胡安·鲁尔福奖”，以纪念这位出身哈利斯科州的文学家）。
- 十月庆典：这些是瓜达拉哈拉的传统节日，自1965年以来一直举行，主会场原来设置在蓝水公园，几年后，它将把总部改为贝尼托·华雷斯礼堂，这是目前举行庆祝活动的地方。它的主要景点是机械游戏、帕伦克和礼堂，在十月庆祝活动期间，每天晚上都有各种艺术表演，尤其是墨西哥音乐表演。
- 玩偶盛宴（瓜达拉哈拉国际木偶节）。
- 玛利亚奇和恰雷里亚国际会议（国际流浪音乐节）。正如它的名字所说，来自世界各地的各种流浪者聚集在一起。以及来自各地的charros（墨西哥牛仔），以展示墨西哥的国家体育。它以游行开始，几天后，整个城市都会举行各种各样的活动。它在八月和九月之间举行。
- 加纳德拉博览会。这是全国同类中规模最大、最重要的。它通常在十月举行。
- 瓜达拉哈拉国际电影节（简称瓜达拉哈拉电影节，缩写：FICG）。FICG拥有二十多年的历史，是墨西哥电影界最重要的活动，其中包括电影展、与电影制作人和演员的会面（人才校园），以及在几个类别中获奖的实现竞赛：伊比利亚-美洲和墨西哥短片、墨西哥和拉丁美洲纪录片、虚构故事片，其中会获得“玛雅胡尔”（龙舌兰女神）奖。
- “奥雷西莫·冈萨雷斯”国际当代舞蹈节，自1999年以来由哈利斯科州政府文化部和INBA国家舞蹈协调会组织。在这个舞蹈作品中，有哈利斯科州最优秀的舞蹈团体，还有一些宾客、国内和国际公司；促进瓜达拉哈拉的文化交流，同时向公众提供公开的大师班，以丰富该州的舞蹈语言。每年十月在这个城市的艺术和文化论坛上表演。
- 国际友谊博览会。这座城市一直是杰出诗人、作家、画家、演员、电影制作人和国际艺术代表的摇篮和庇护所。《瓜达拉哈拉的主要诗歌》一书（诗歌注释和批评）是这座城市诗人丰富多彩的一部作品。

### 地标建筑
瓜达拉哈拉历史悠久的市中心是该市最古老的地区，它就是在那里建立的，也是最古老的建筑所在地。它以莫雷洛斯大道/奥斯皮西奥大道为中心，从武器广场开始，那里是教会和世俗权力的所在地，向东朝向玛利亚奇广场和前接济所。武器广场是一个长方形广场，有花园、铁艺长椅和一个铁艺便亭，建于19世纪的巴黎。

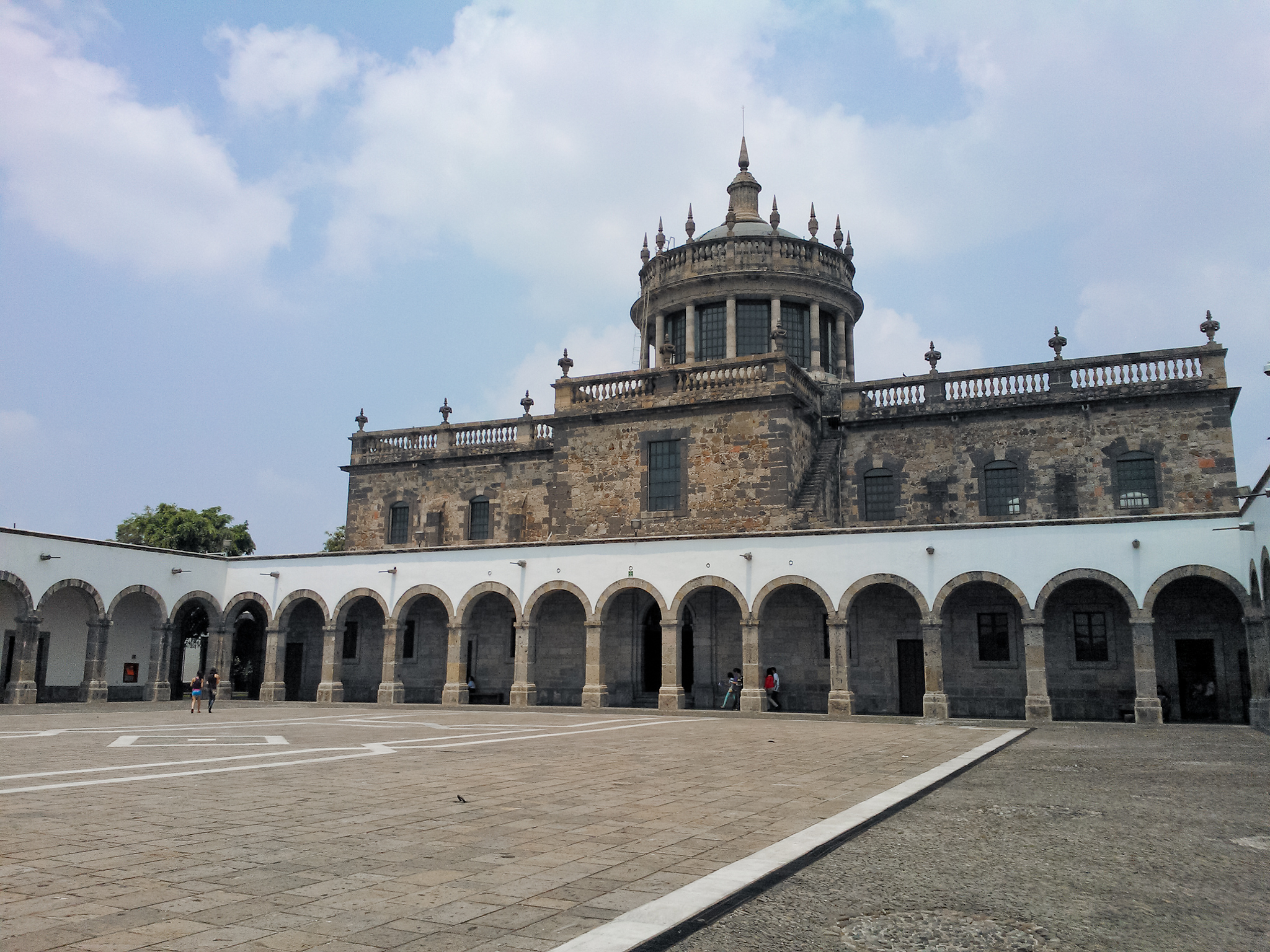
卡瓦尼亚斯接济所
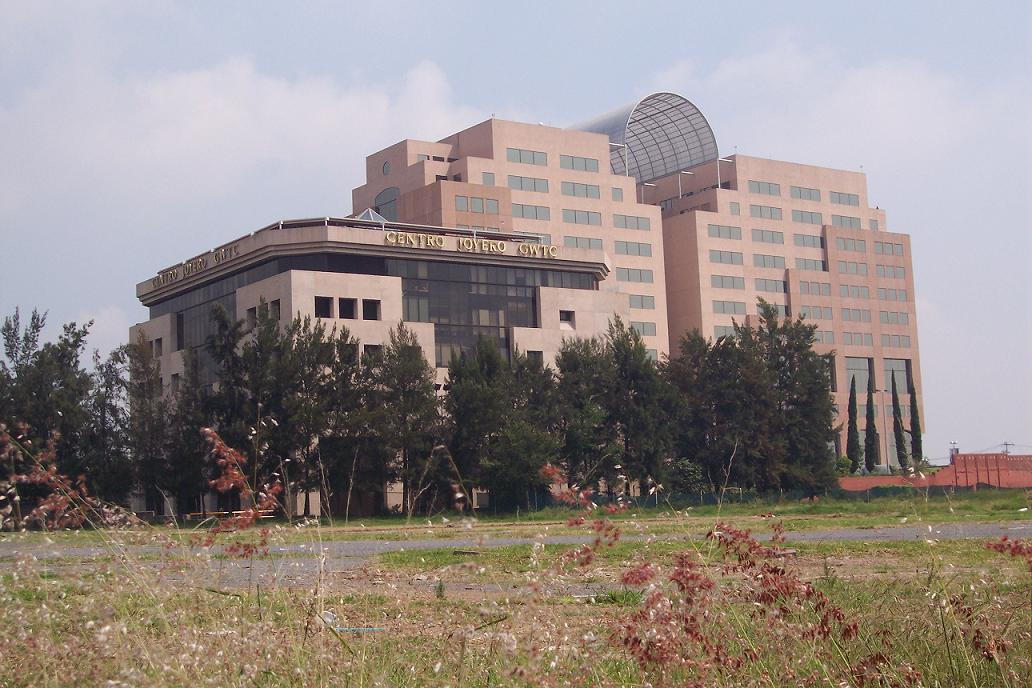
'
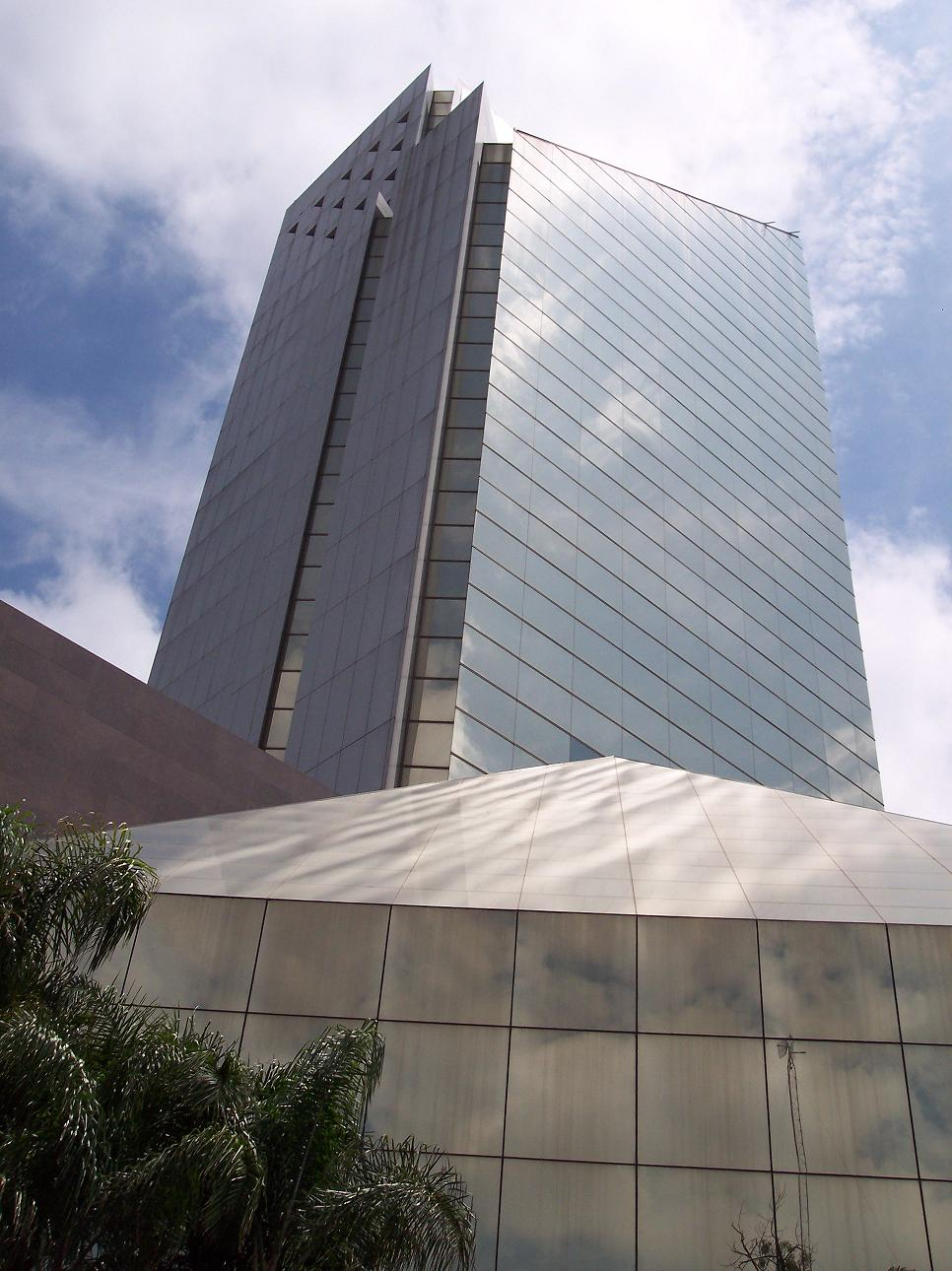
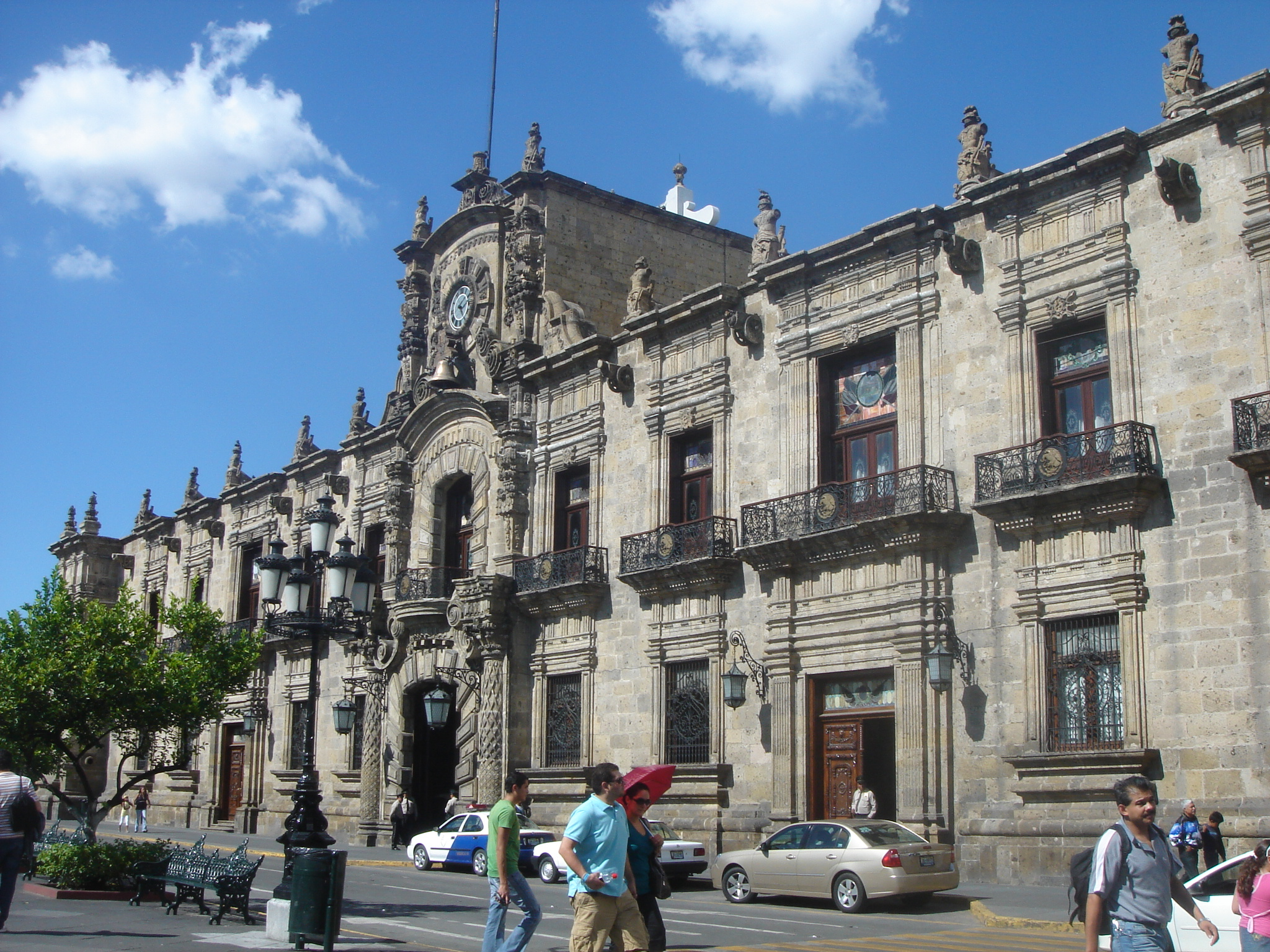
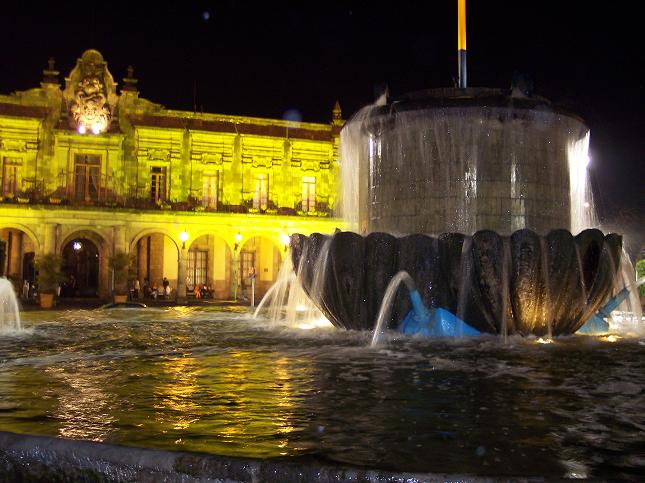
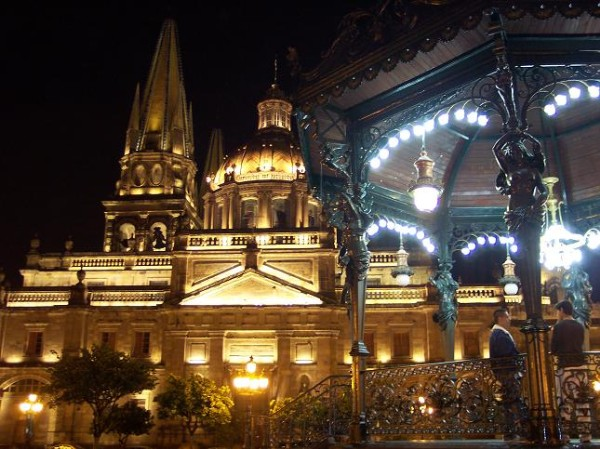
武器广场
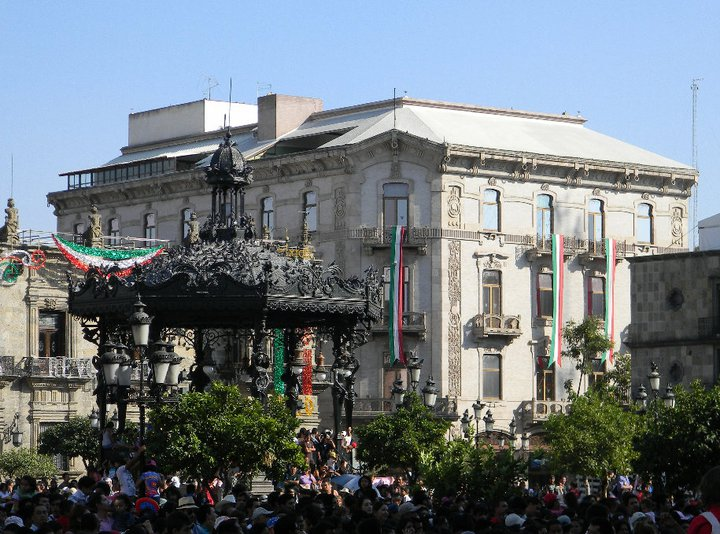
贝拉斯科宫
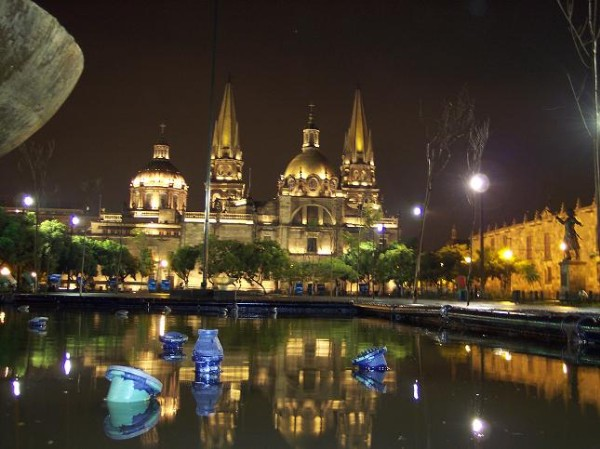
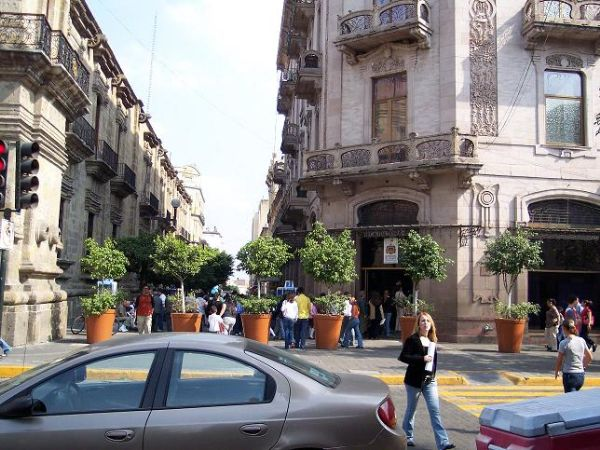
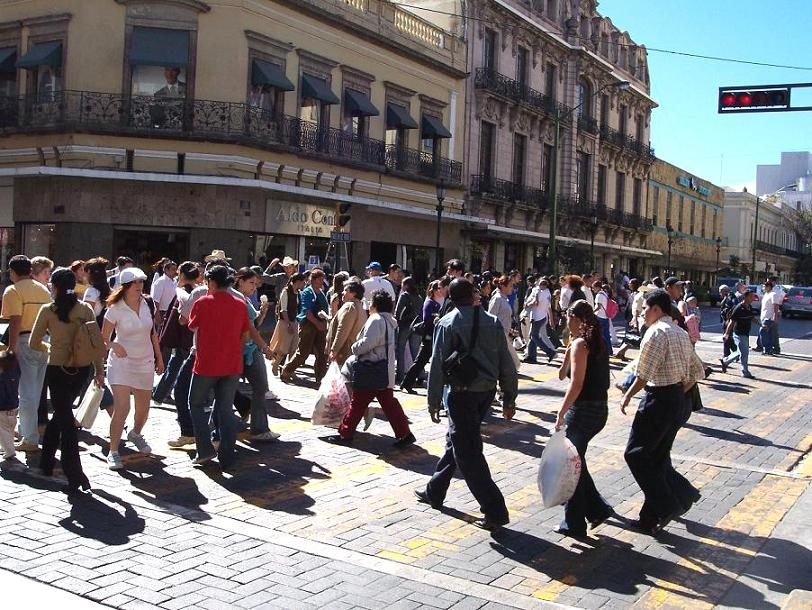
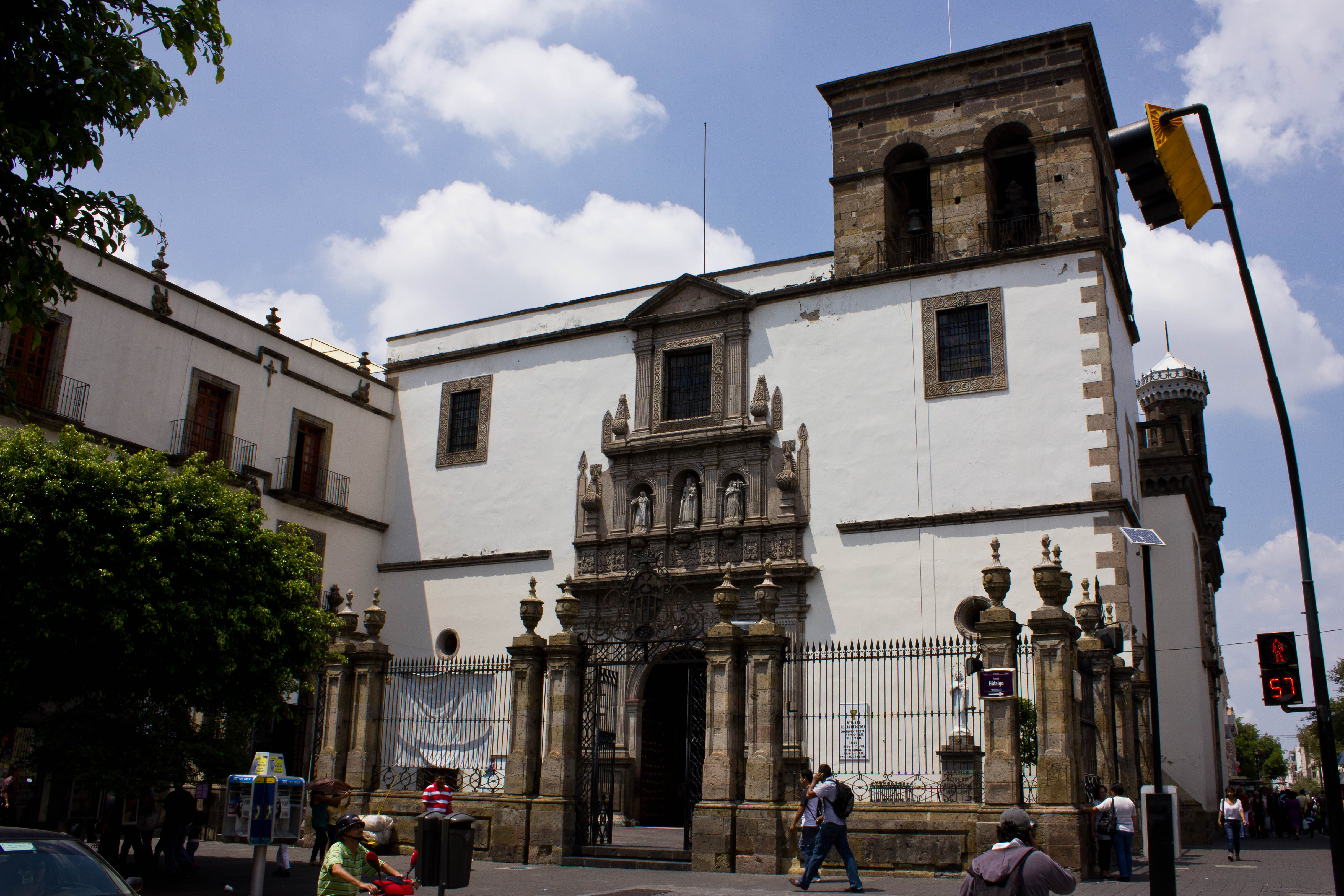
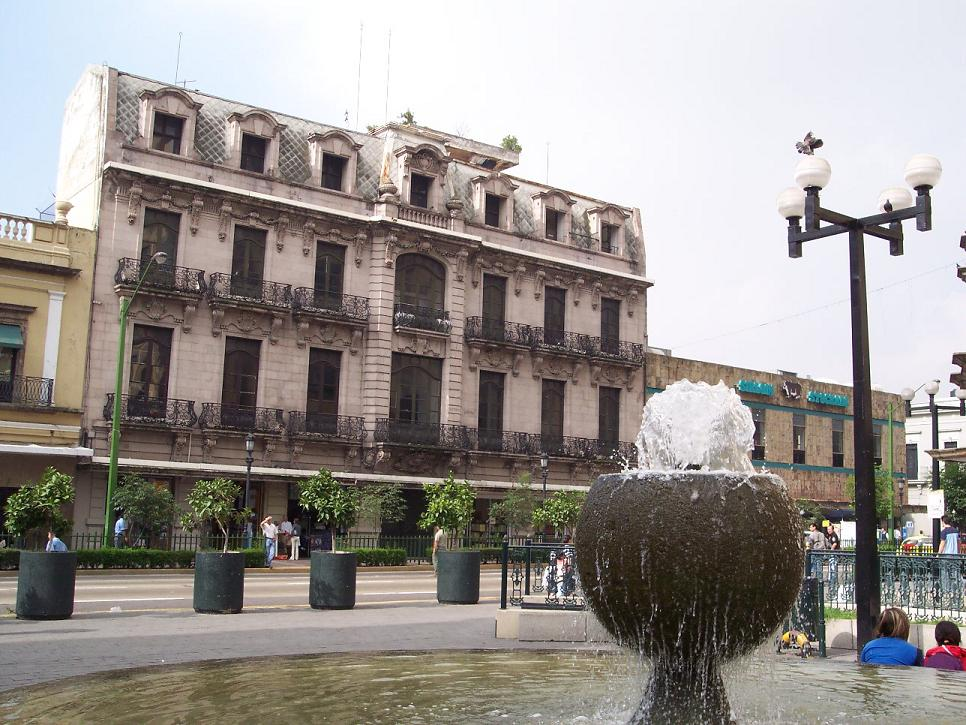
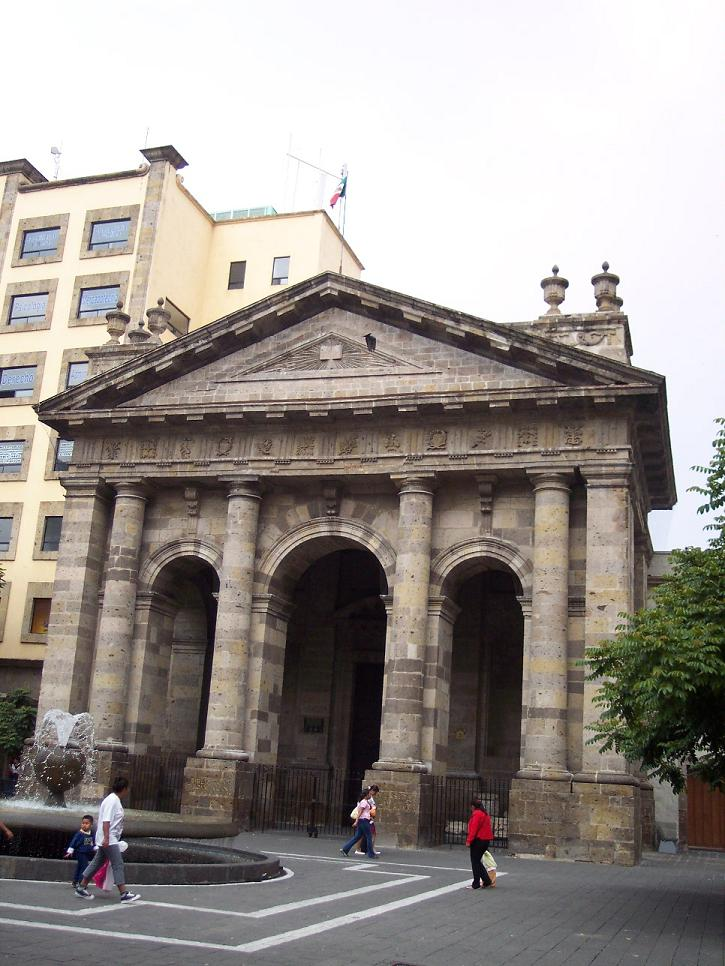
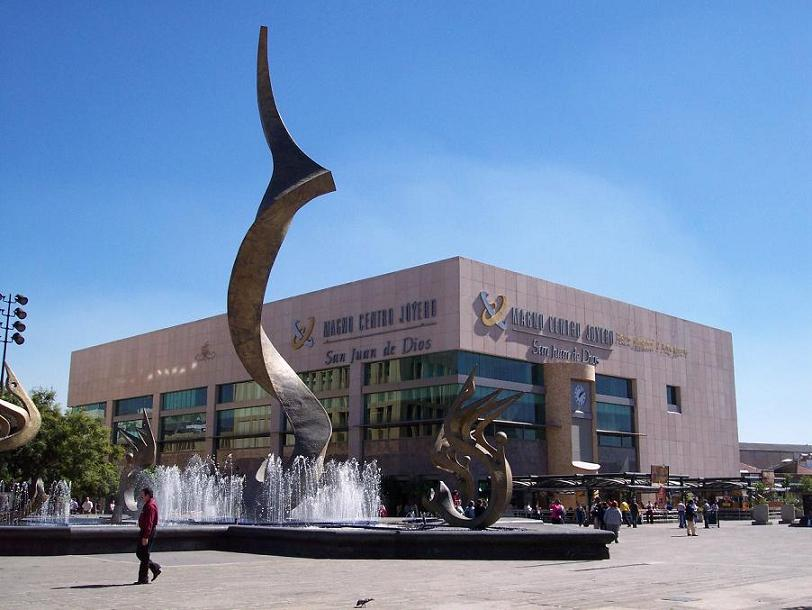
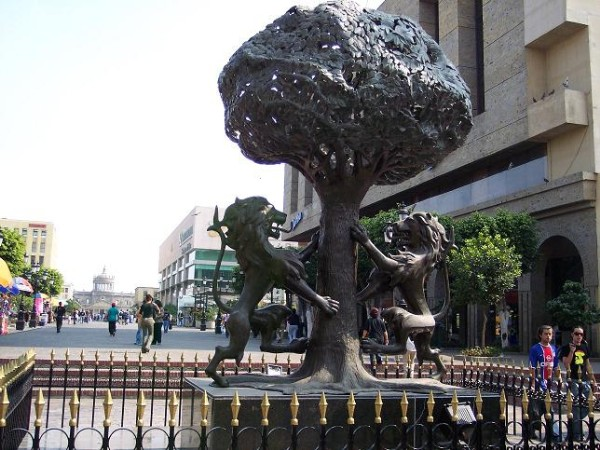
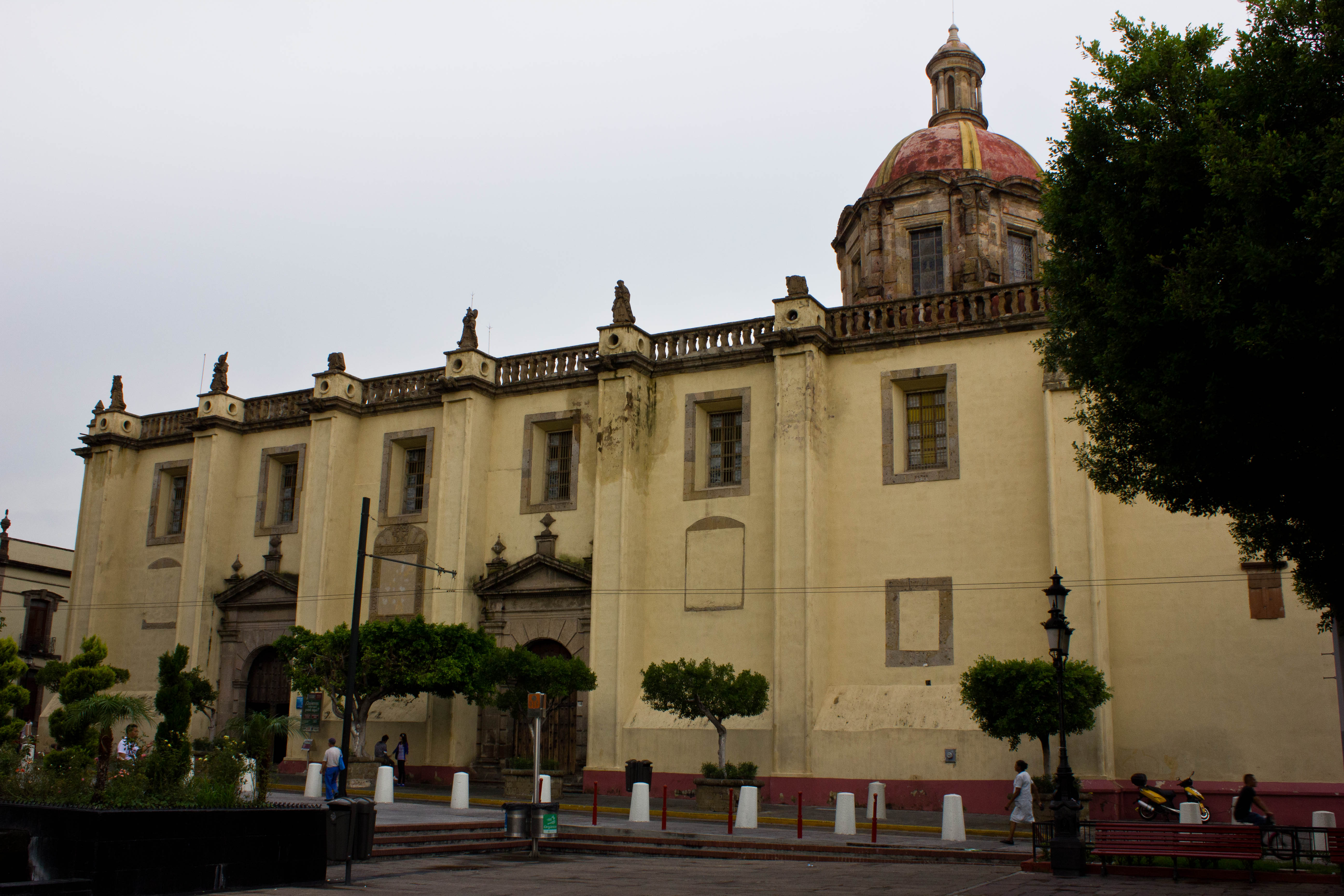
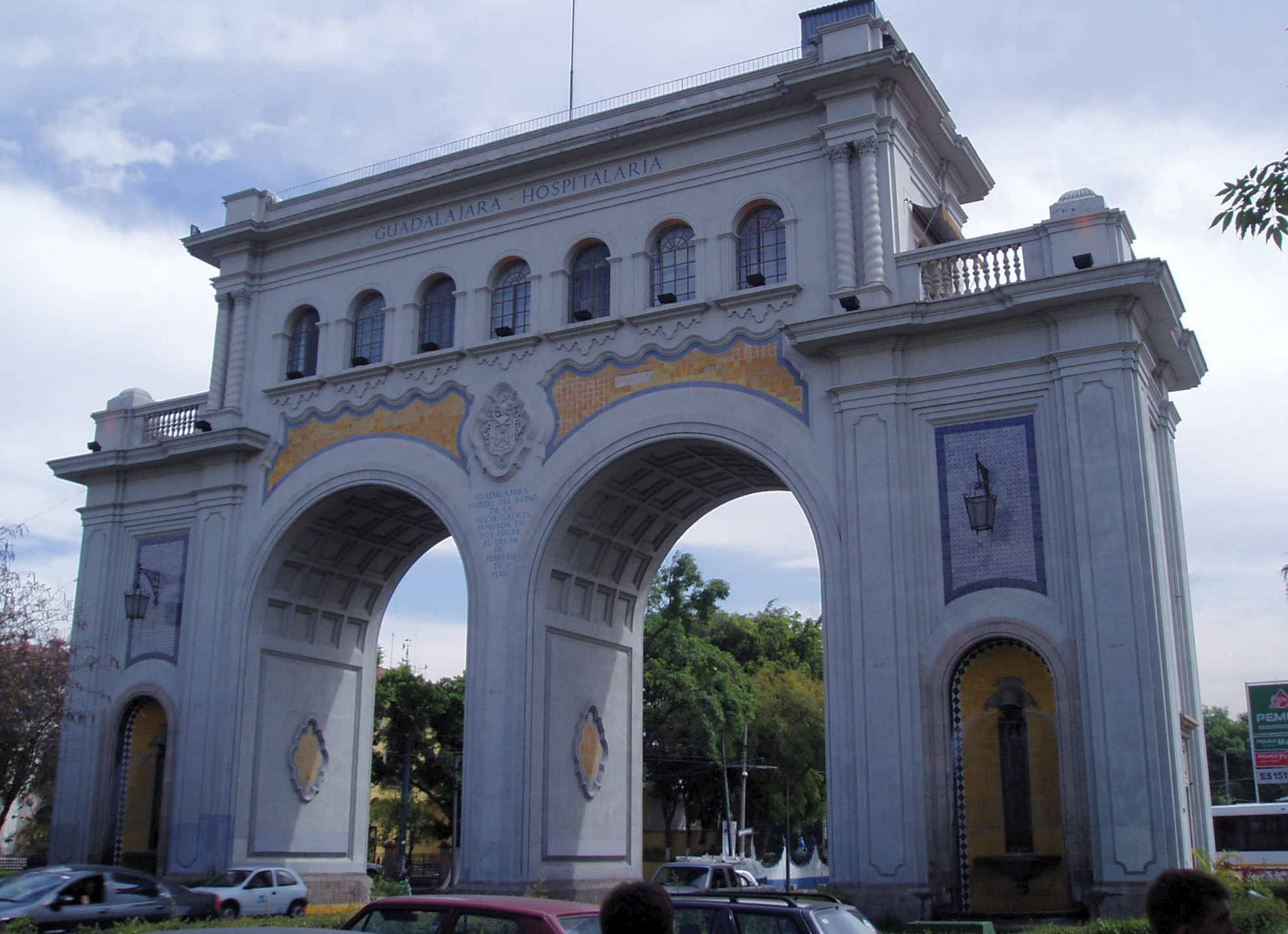
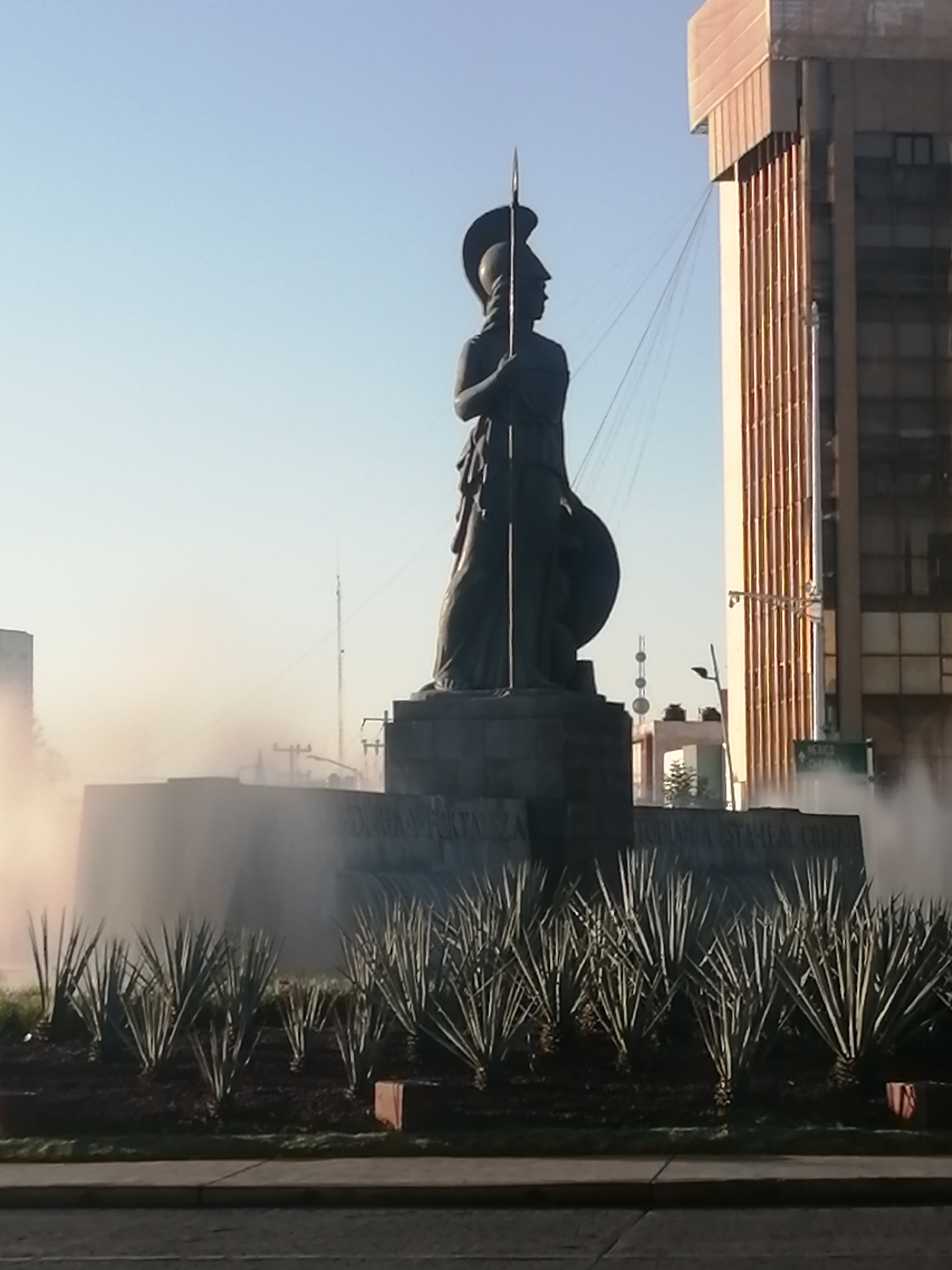
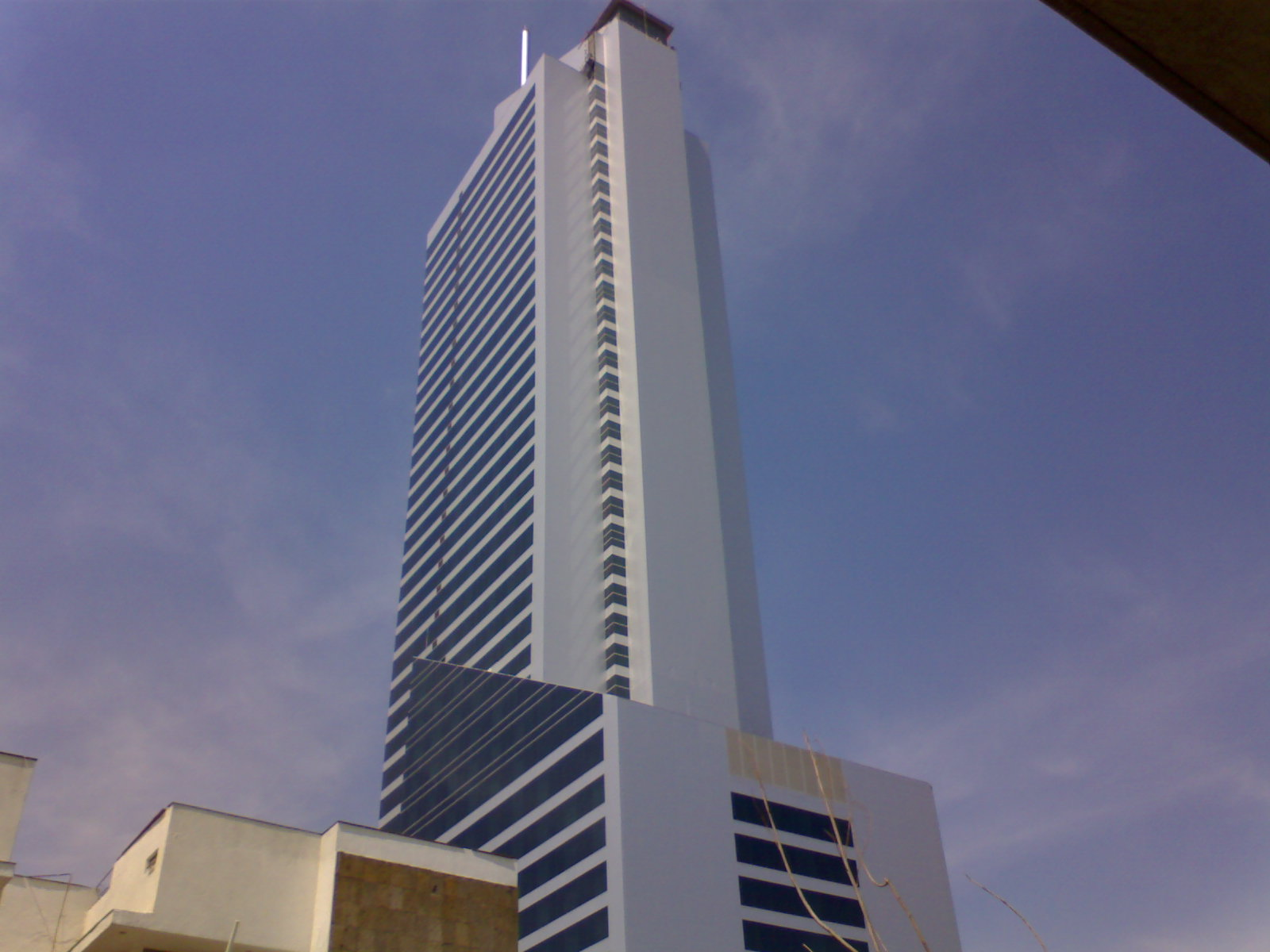

在瓜达拉哈拉历史悠久的市中心，有许多广场和公园：莫雷洛斯公园、玛丽亚广场、奠基人广场、塔帕提亚广场、龙舌兰广场、革命公园、圣所花园、武器广场、解放广场、瓜达拉哈拉广场和哈利斯科名人环岛，后四个环绕大教堂形成一个明显的拉丁十字架。

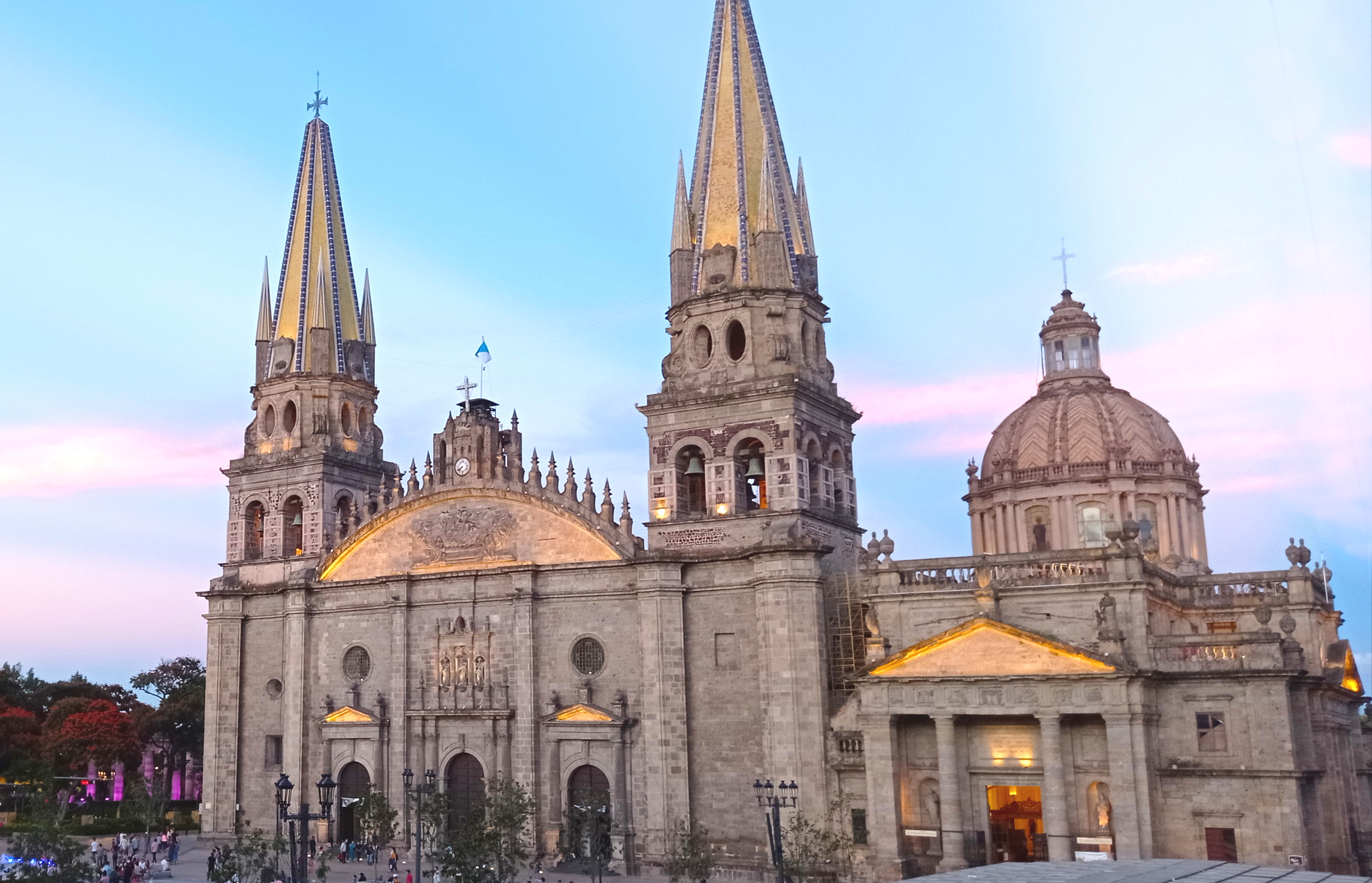
瓜达拉哈拉圣母升天圣殿主教座堂，建于16-17世纪，并在1850年代进行了重建

1558年开始建造圣殿主教座堂，1616年教堂被祝圣。它的两座塔楼建于19世纪，当时一场地震摧毁了原有的塔楼。它们被认为是这座城市的象征之一。该建筑融合了哥特式、巴洛克式、摩尔式和新古典主义风格。内部有三个中殿和十一个侧祭坛，由30根多立克柱支撑的屋顶覆盖。
哈利斯科州名人环岛（Rotonda de los Hombres Ilustres）是一座由采石场建造的纪念碑，建于1952年，以纪念哈利斯科州的杰出人士。一个由17根圆柱组成的圆形结构围绕着98个骨灰瓮，瓮中有这些荣誉者的遗骸。街对面是1952年建造的市政厅。它有四个采石场的外墙。它主要采用新古典主义设计，庭院、入口和柱子等元素模仿了城市的旧建筑。
哈利斯科州政府宫采用西班牙巴洛克式风格和新古典主义风格，始建于17世纪，于1774年完工。1859年发生爆炸后，内部完全翻修。这座建筑内有哈利斯科州人何塞·克莱门特·奥罗斯科的壁画，包括“Lucha Social”、“Circo Político”、“Las Fuerzas Ocultas”和“Hidalgo”，壁画描绘了米格尔·伊达尔戈-科斯蒂利亚高举手臂，对政府和教堂感到愤怒。
主教座堂的东面是自由广场（Plaza de la Liberación），绰号为两杯广场（Plaza des las Dos Copas），指的是东西两侧的两个喷泉。面对这个广场是德戈拉多剧院。它建于19世纪中叶，采用新古典主义设计。主入口有一个三角楣饰，上面有贝尼托·卡斯塔涅达用大理石雕刻的浮雕“阿波罗和缪斯”。内部拱形天花板上绘制了哈科沃·加尔维斯和赫拉尔多·苏亚雷斯的壁画，描绘了但丁《神曲》中的一个场景。剧院后面是另一个广场，有一个名为奠基人喷泉（Fuente de los Fundadores）的喷泉。广场位于该市成立的确切地点，其中有一座雕塑，描绘了克里斯托瓦尔·德·奥尼亚特在城市奠基中的形象。
大教堂和接济所之间是占地70,000平方米（750,000平方英尺）的大型塔帕提亚广场。它的核心是克扎尔科阿特尔自焚（Inmolación de Quetzalcóatl）的温泉雕塑。这个广场的东南部是自由市场，也被称为圣胡安·德·迪奥斯市场，是墨西哥最大的传统市场之一。圣胡安德迪奥斯神庙是一座建于17世纪的巴洛克式教堂，就在市场旁边。

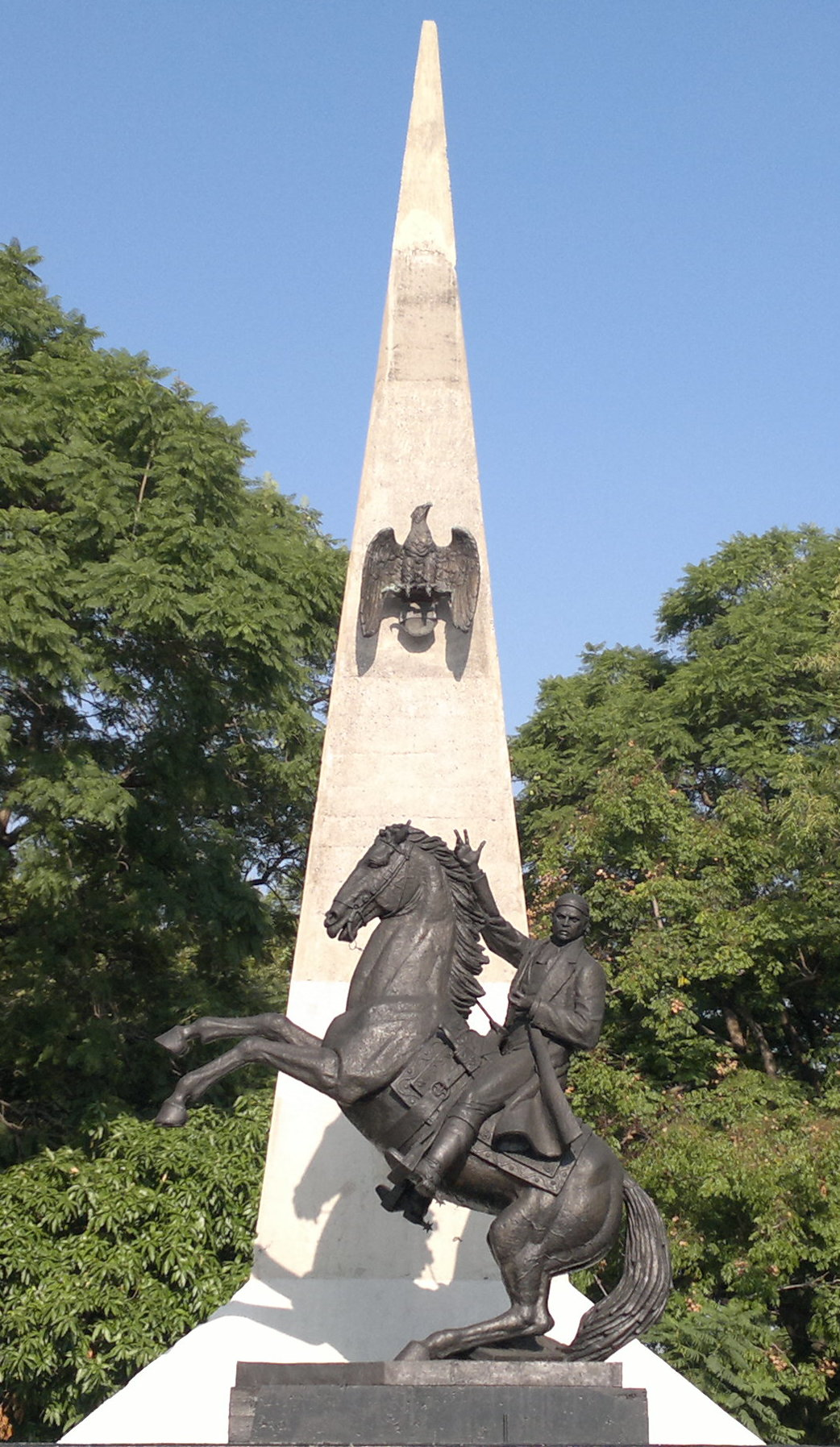
何塞·玛丽亚·莫雷洛斯骑马雕像

最东端是玛利亚奇广场和前卡瓦尼亚斯救济所。玛利亚奇广场对面有餐厅，人们可以在那里听到现场的玛利亚奇乐队演奏，尤其是在晚上。前卡瓦尼亚斯救济所沿着广场的整个东侧延伸。这座建筑由曼努埃尔·托尔萨于1805年根据卡洛斯三世的命令建造。1810年，尽管直到1845年才完工，但它还是落成并开始作为孤儿院使用。它以鲁伊斯·德·卡瓦尼亚斯·克雷斯波主教的名字命名。立面为新古典主义风格，主入口顶部为三角形三角楣饰。如今，这里是卡瓦尼亚斯文化研究所（Instituto Cultural Cabañas）的所在地，其主要景点是何塞·克莱门特·奥罗斯科（JoséClemente Orozco）的壁画，这些壁画覆盖了主入口大厅。这些壁画中有“火之人”（Hombre del Fuego），被认为是奥罗斯科最好的作品之一。
在这条东西轴线之外，还有其他重要的建筑。立法院是新古典主义的，最初建于18世纪。它于1982年重建。正义宫于1897年完工。旧大学大楼是一所名为圣托马斯·德·阿基诺的耶稣会学院。它始建于1591年。1792年成为墨西哥第二所大学。它的主要入口是黄色的石头。Casa de los Perros（狗之屋）建于1896年，采用新古典主义设计。华雷斯大道上是卡门圣母圣殿，始建于1687年至1690年，1830年完全翻修。它保留了加尔默罗会的原始徽章，以及先知以利亚和以利沙的雕塑。毗邻它的是加尔默罗修道院的遗迹，这是新西班牙最富有的修道院之一。

### 音乐

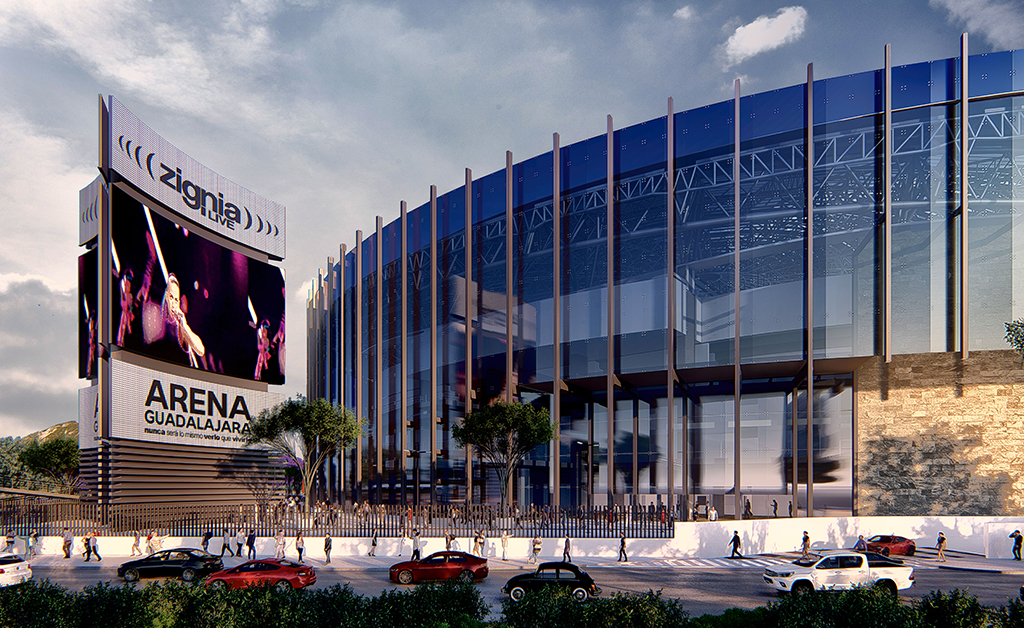
瓜达拉哈拉圆形剧场（项目概念图）

玛利亚奇音乐（墨西哥街头乐队）在墨西哥和国外都与瓜达拉哈拉有着密切的联系，尽管这种音乐风格起源于哈利斯科州附近的科库拉镇。这座城市和墨西哥流浪乐队之间的联系始于1907年，当时一支由八名成员组成的墨西哥流浪乐队和四名来自该市的舞者在总统官邸为波菲里奥·迪亚斯和美国国务卿表演。这使得音乐成为墨西哥西部的象征，在许多人从瓜达拉哈拉地区迁移到墨西哥城（主要定居在加里波第广场附近）之后，它也成为了墨西哥身份的象征。
瓜达拉哈拉于1994年开始举办玛利亚奇和查雷里亚节。它吸引了来自墨西哥和国外的艺术、文化和政治领域的人们。墨西哥最好的流浪乐队定期参加，如Mariachi Vargas、Mariachi de América和Mariachi los Camperos de Nati Cano。来自世界各地的玛利亚奇乐队参加表演，他们来自委内瑞拉、古巴、比利时、智利、法国、澳大利亚、斯洛伐克共和国、加拿大和美国等国家。

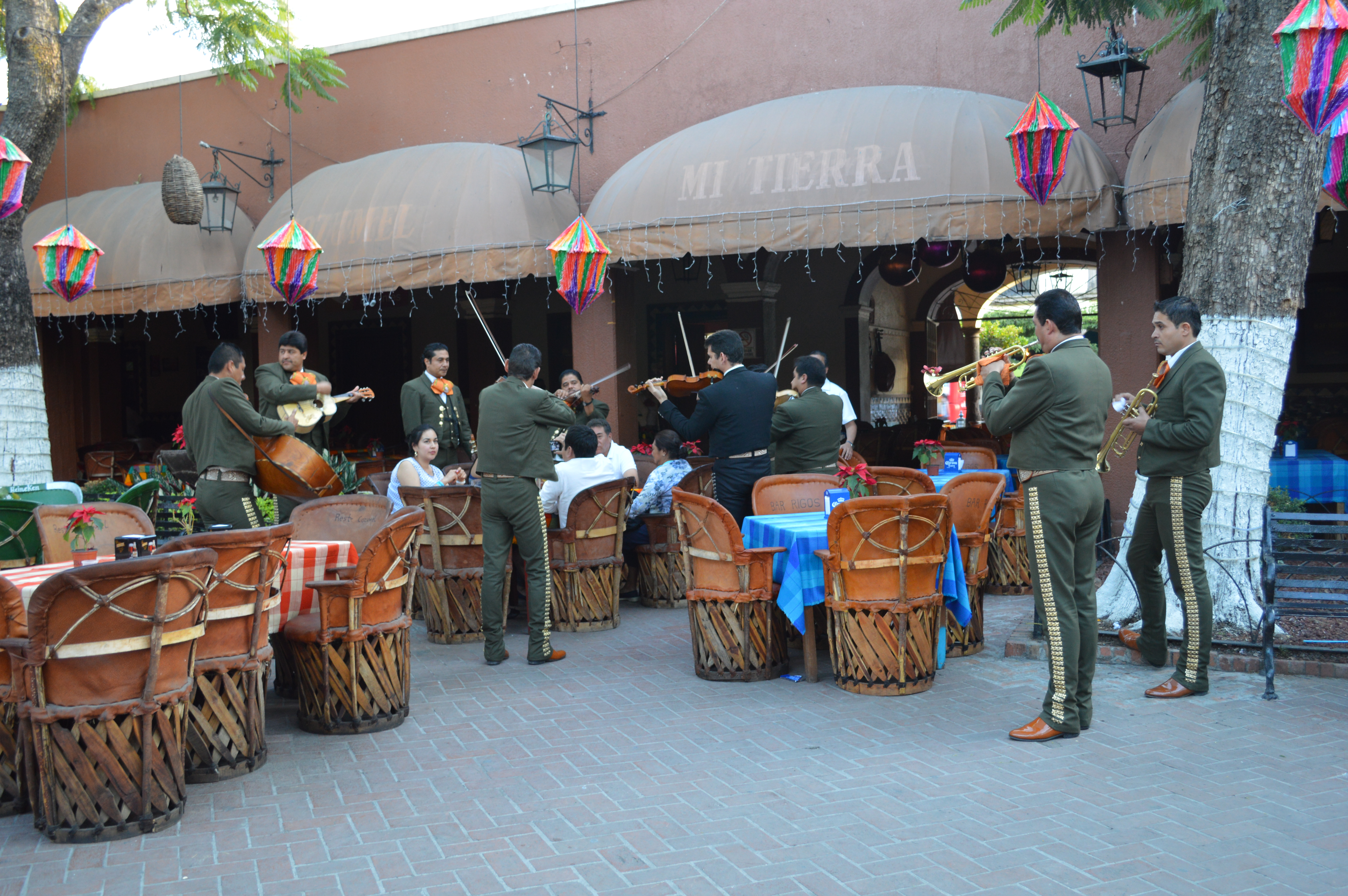
位于特拉克帕克的玛利亚奇乐队

这个节日的活动在大都市区的各个场馆举行，包括花车游行。2009年8月，542名流浪乐队音乐家一起演奏了十多分钟，打破了最大流浪乐队的世界纪录。音乐家们演奏了各种歌曲，以两首经典的墨西哥歌曲“美丽的小天空（Cielito Lindo）”和“瓜达拉哈拉（Guadalajara）”结束。这一壮举是在第十六届国际玛利亚奇和查雷里亚节音乐节上表演的。之前的记录是2007年在德克萨斯州圣安东尼奥举行的520名音乐家。
在城市的历史中心是玛利亚奇广场，许多乐队都在这里演出。为了迎接2011年泛美运动会的到来，广场进行了翻修。750多名流浪乐队音乐家在广场上演奏传统旋律，广场与餐厅和其他企业一起，为830多个家庭提供支持。

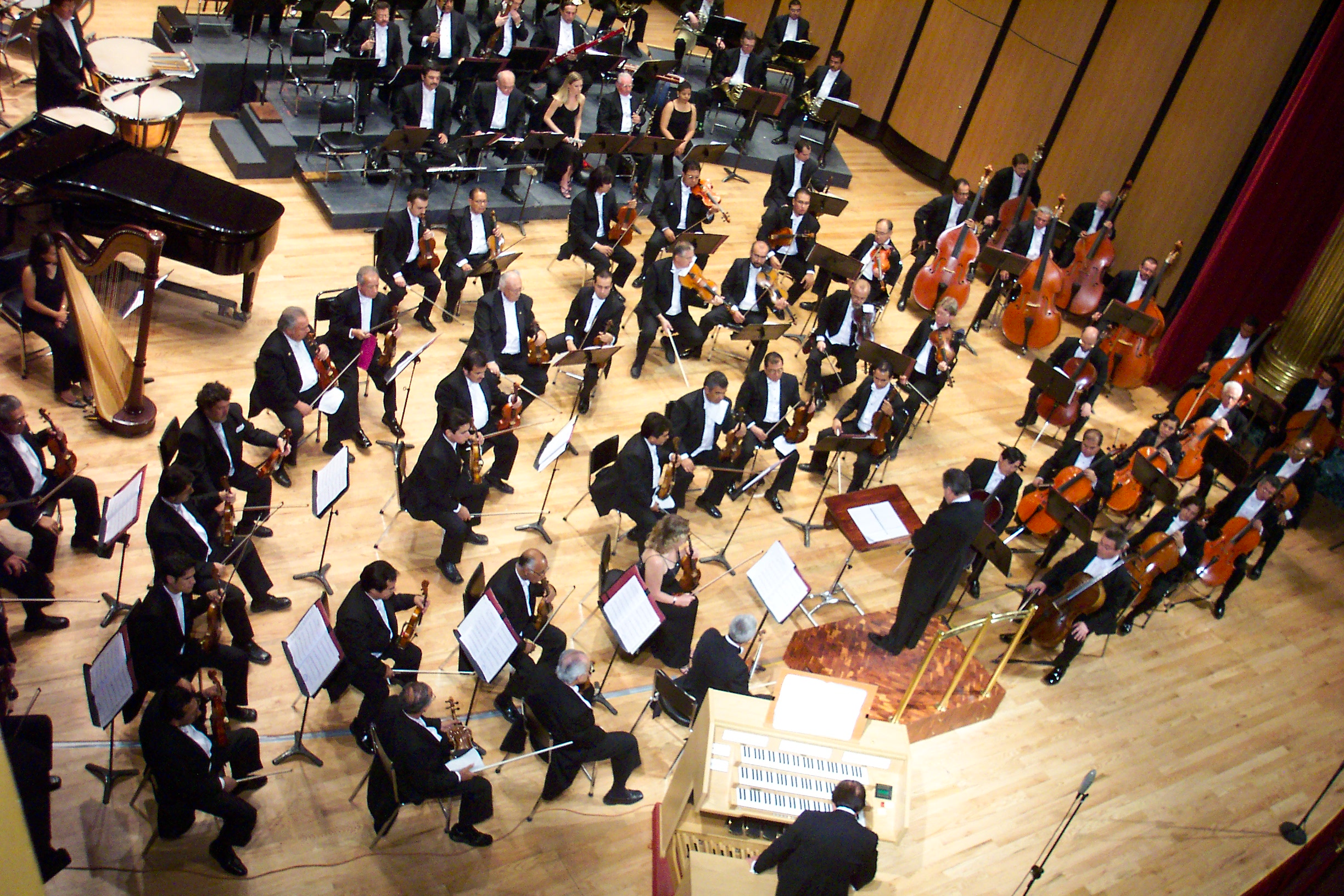
哈利斯科爱乐乐团

最近的一项创新是将墨西哥流浪乐队的旋律和乐器与瓜达拉哈拉地区摇滚音乐家表演的摇滚乐融合在一起。一张收集了许多这些旋律的专辑被称为“Mariachi Rock-O”。计划让这些乐队在墨西哥、美国和欧洲巡演。
该市还拥有几家舞蹈和芭蕾舞公司，如哈利斯科州室内芭蕾舞团、瓜达拉哈拉大学民俗芭蕾舞团和瓜达拉哈拉当代芭蕾舞大学。
这座城市是著名交响乐团的所在地。哈利斯科爱乐乐团（Orquesta Filarmónica de Jalisco）由何塞·罗隆于1915年创立。从那时起，它一直举办音乐会，直到1924年失去了国家资助。然而，音乐家们继续演奏，以保持管弦乐队的活力。这最终引起了当局的注意，并于1939年重新申请到资金。私人资助始于20世纪40年代，1950年，一个名为Conciertos Guadalajara A.C.的组织成立，继续为乐团筹款。1971年，该乐团成为哈利斯科州美术部的附属机构。现在的名字是1988年采用的。国际独奏家如保罗·巴杜拉-斯科达、克劳迪奥·阿劳、约尔格·德穆斯、亨利克·塞林、尼卡诺尔·萨巴莱塔、普拉西多·多明戈、库尔特·里德尔和阿尔弗雷德·布伦德尔曾与该乐团合作演出。今天，管弦乐队由马尔科·帕里索托指挥。

### 美食

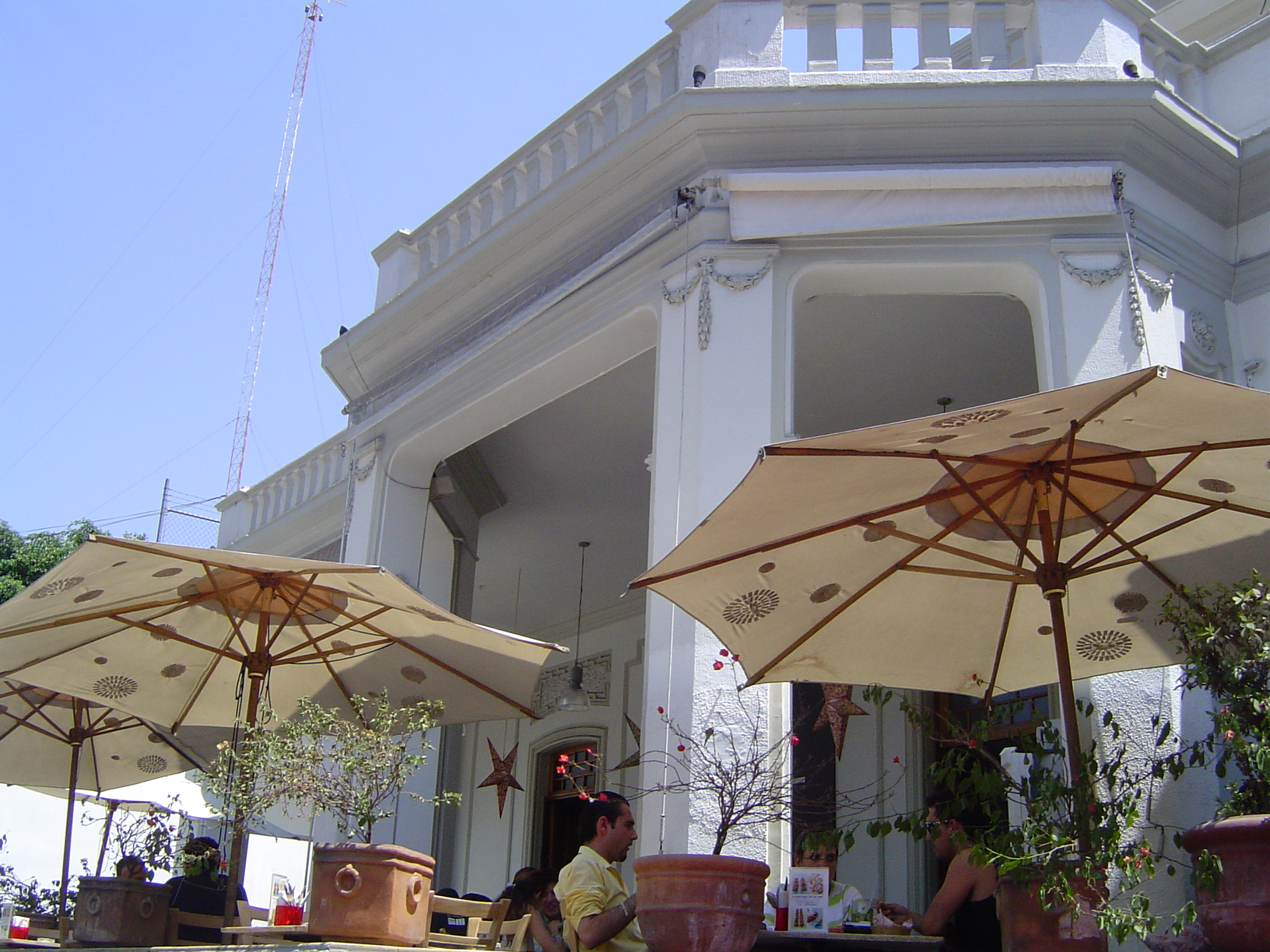
巴亚利塔大街上的咖啡屋

与墨西哥其他地区一样，瓜达拉哈拉的食物融合了前殖民时期和西班牙的影响。典型的墨西哥菜肴，如波索莱、塔马利、墨西哥夹饼、安吉拉卷、玉米卷、墨西哥牛肚汤、carne en su jugo和frijoles charros都很受欢迎。
瓜达拉哈拉特有的一道菜是“torta ahogada”。它由一个撒上炸豆的盐渍面包或面包卷（通常是birote）和切成块的炸猪肉组成，也被称为“carnitas”，所有这些都在用香料调味的番茄酱中。它与洋葱一起吃，洋葱在柠檬和辣酱中减少。附带的饮料可以包括特胡伊诺酒（Tejuino），它是用酸玉米为基础，配以柠檬冰淇淋制成的，或者是由发酵菠萝皮制成的丹板奇酒（Tepache）。
瓜达拉哈拉和整个哈利斯科州的另一道典型菜肴是“birria”，通常用猪肉、牛肉或山羊肉制成。手工制作的birria是在一个特殊的烤箱里制作的，这个烤箱可以放在地下，上面覆盖着玛圭叶子；肉可以与番茄汤和香料混合，也可以单独食用。制作birria的传统方法是将肉和香料裹在玛圭叶中进行坑烤。它与切碎的洋葱、酸橙和玉米饼一起放在碗里。

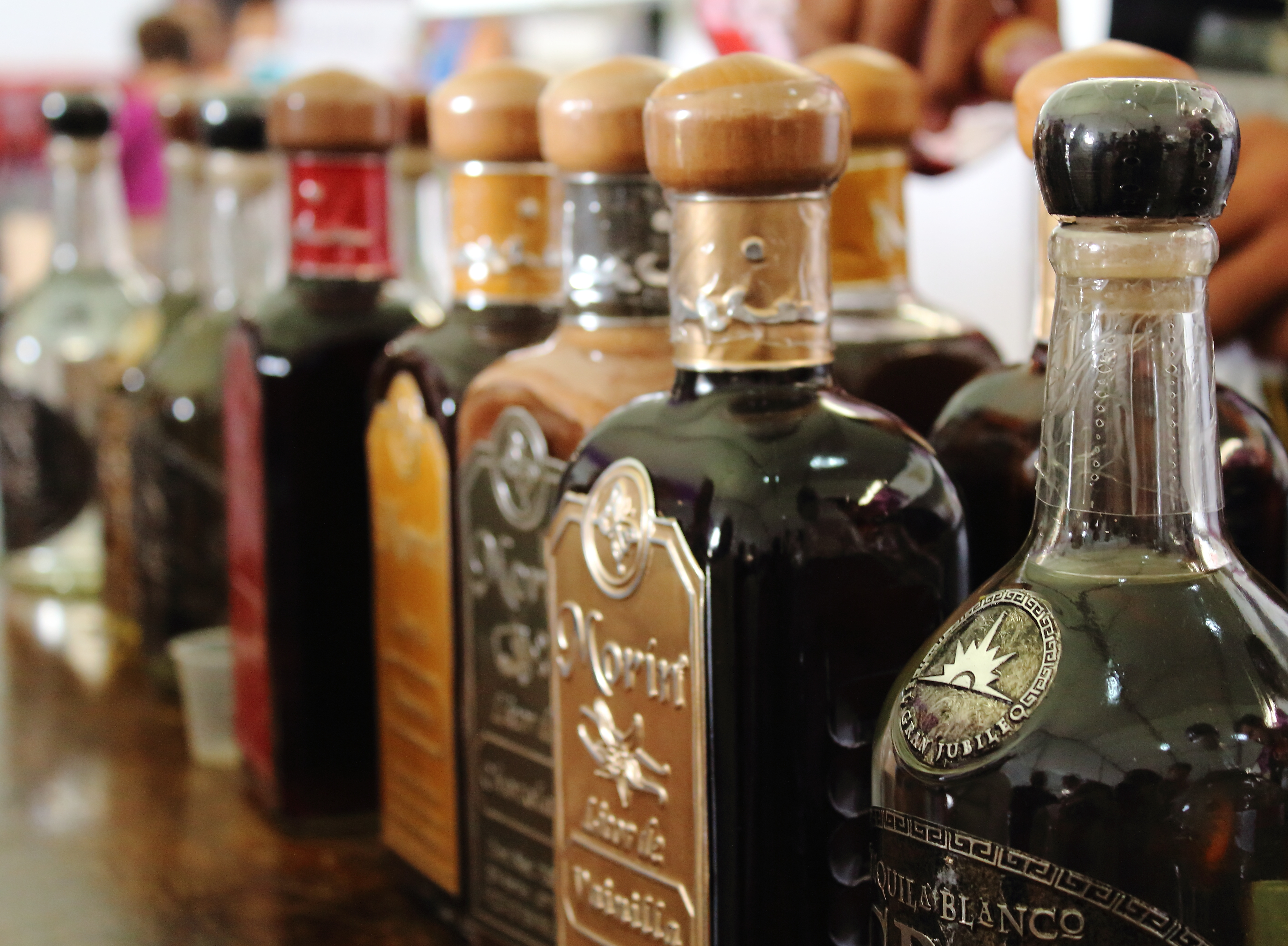
龙舌兰酒主要在哈利斯科州的特基拉等地酿造

厨房小吃的另一道典型菜肴是carne en su jugo，这道菜由牛肉汤和锅里的豆子组成，配以培根、香菜、洋葱和萝卜（切片或整片）。被认为是典型小吃的甜点是jericalla。
当西班牙征服者抵达阿兹特克帝国时，一些宗教仪式包括吃用人肉制成的pozole（波索莱）。这是西班牙文字中提到的第一种波索莱，作为一种只有经过挑选的牧师和贵族才能吃的仪式菜肴，经常使用斩杀的敌军士兵大腿上的肉。方济会传教士在禁止阿兹特克宗教仪式时结束了这一习俗。当地普通菜肴中的波索莱与仪式菜肴有关，但用火鸡肉和后来的猪肉制成，而不是用人肉。

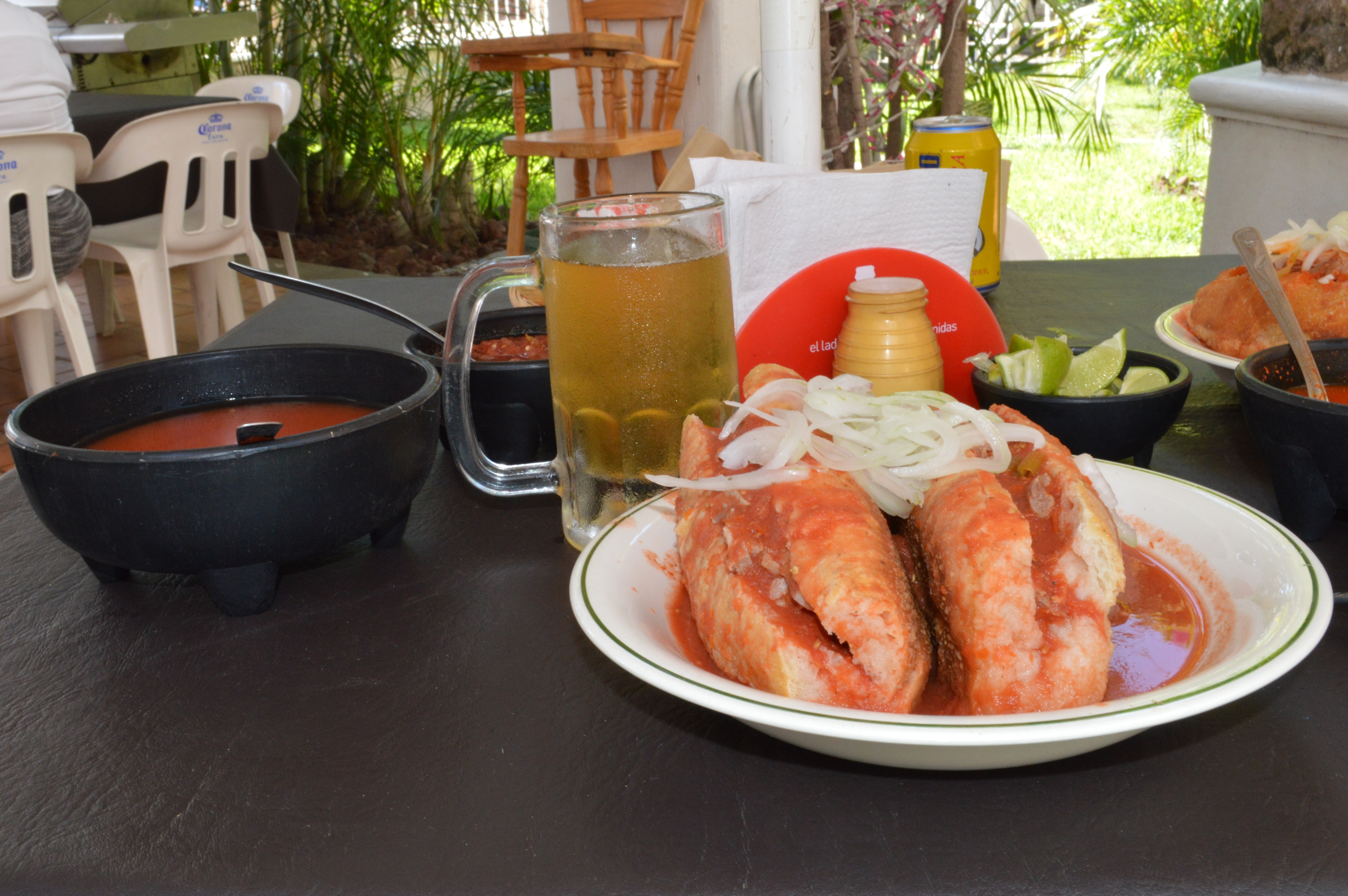
Torta ahogata，潜水三明治，一种典型的餐食

其他在这里很受欢迎的菜肴包括波索莱，一种用玉米、猪肉或鸡肉烹制的汤，上面撒上卷心菜、萝卜、洋葱末和其他调味品；pipián（莫利酱）是一种用花生、南瓜和芝麻制成的酱汁，还有当地流行的甜点biónico。
Jericallas是一种典型的瓜达拉哈拉甜点，类似于馅饼，是为了在美味的同时给孩子提供适当的营养而制作的。它是由鸡蛋、牛奶、糖、香草和肉桂制成的，在烤箱中烘烤至产生烧焦层。表面的烧焦层使这道甜点特别美味。
在瓜达拉哈拉流行的饮料之一是Tejuino（特胡伊诺酒），这是一种清爽的饮料，含有玉米发酵基酒和甘蔗、酸橙、盐和辣椒粉。
每年9月，该市都会举办国际美食博览会（Feria Internacional Gastronomía），展示墨西哥和国际美食。许多餐馆、酒吧、面包店和咖啡馆以及啤酒、葡萄酒和龙舌兰酒的生产商也参与其中。

### 体育

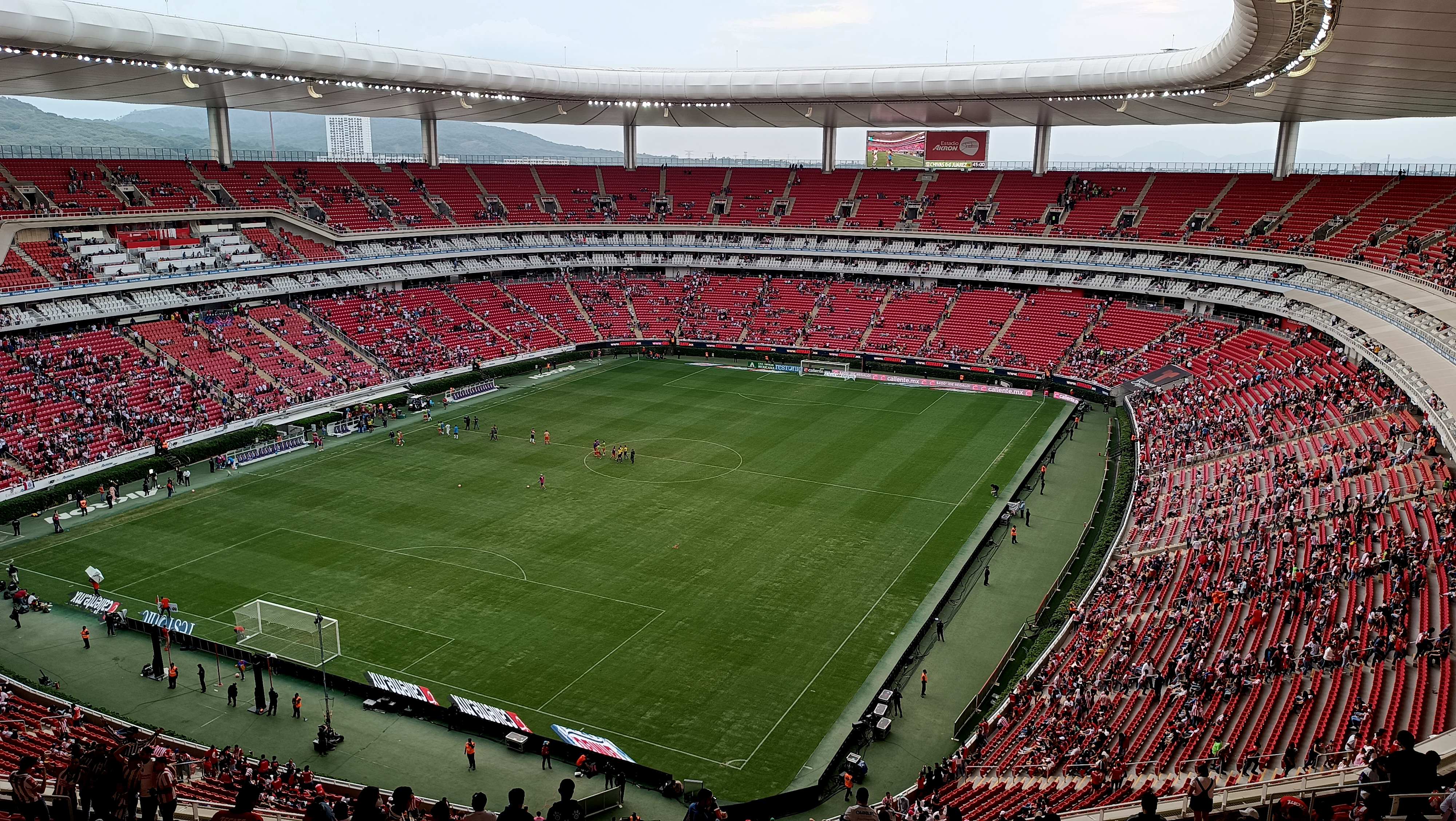
阿克伦球场

瓜达拉哈拉有四支职业足球队；瓜达拉哈拉，也被称为芝华士、阿特拉斯、奥罗体育会和瓜达拉哈拉大学。瓜达拉哈拉是该国最受关注的俱乐部，他们总共赢得了12次墨西哥足球超级联赛冠军，并四次赢得了墨西哥杯冠军。2017年，芝华士成为墨西哥足球史上第一支在两个不同场合单赛季赢得双冠王（联赛和杯赛冠军）的球队，也是自1969-70赛季以来的第一支。芝华士继续赢得2018年中北美洲及加勒比海联赛冠军杯，决赛对手是美国职业足球大联盟多伦多足球俱乐部，这是他们第二次赢得冠军。芝华士赢得了有史以来第一个中北美洲及加勒比海联赛冠军杯，是唯一一支赢得冠军的瓜达拉哈拉足球队。阿特拉斯也在墨西哥超级联赛。他们在该国被称为“学院”，因此他们提供了墨西哥最优秀的足球运动员，其中包括：拉法埃尔·马克斯、奥斯瓦尔多·桑切斯、帕韦尔·帕尔多、安德烈斯·瓜尔达多和墨西哥国家队前射手哈雷德·博尔格蒂。阿特拉斯还赢得了几次业余锦标赛的冠军，包括在1951年年为瓜达拉哈拉赢下第一个冠军。2021年，他们再次赢得了墨超联赛冠军。特科斯足球俱乐部与瓜达拉哈拉自治大学有联系。它在超级联赛中比赛，在3月3日体育场（代表该大学1935年成立日）进行主场比赛。他们在1994年击败桑托斯拉古纳时也赢得了一次冠军。后来该队搬到了萨卡特卡斯，并于2014年5月成为萨卡特卡斯矿工队。

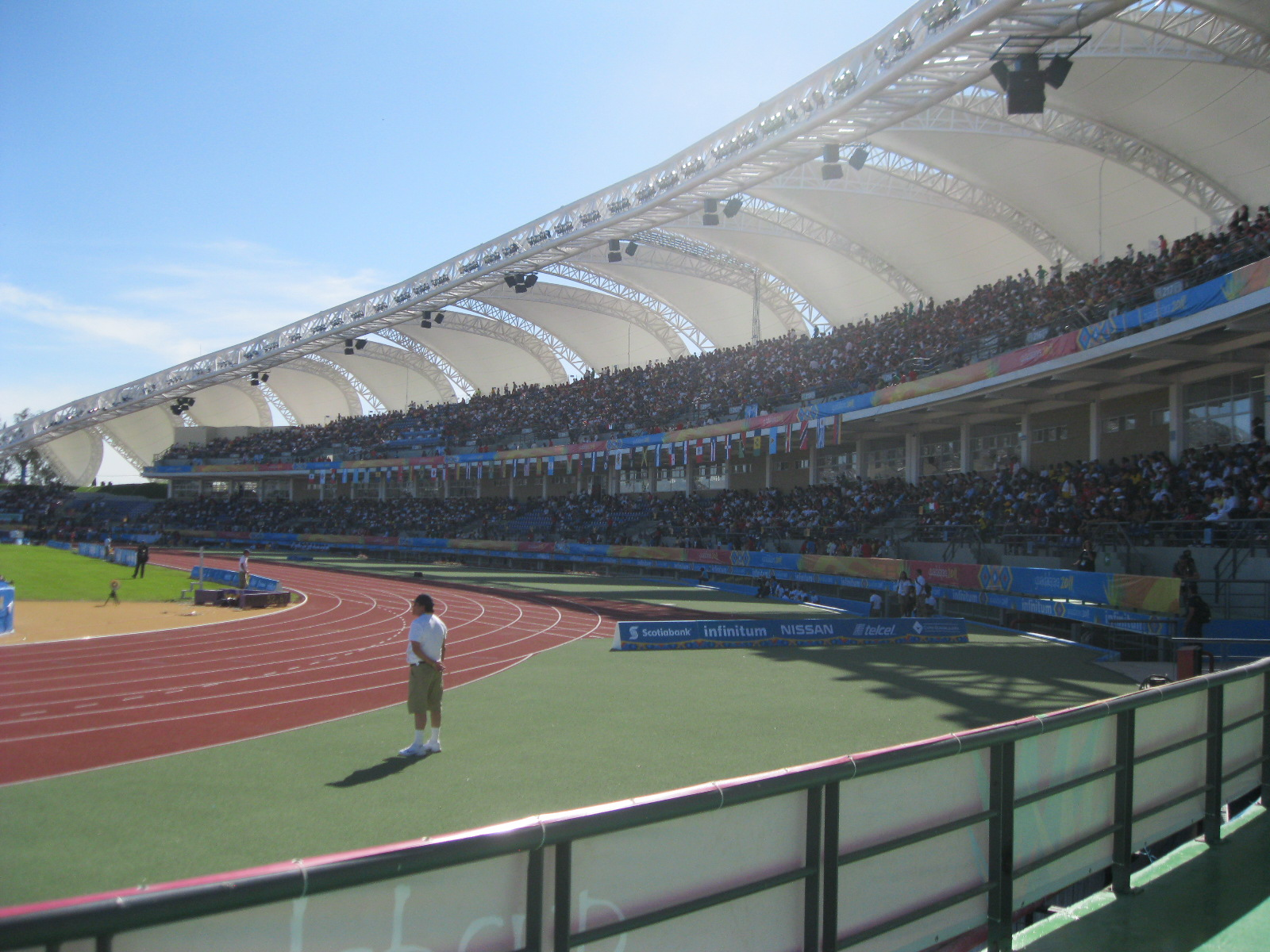
查罗斯体育场，为2011年泛美运动会修建

从2014年10月开始，瓜达拉哈拉重新加入了墨西哥太平洋联盟棒球锦标赛，哈利斯科查罗斯在运动体育场进行比赛。查雷阿达是墨西哥的牛仔竞技表演形式，与墨西哥流浪乐队音乐密切相关，在这里很受欢迎。查雷阿达比赛的最大场地VFG竞技场位于歌手文森特·费尔南德斯创立的瓜达拉哈拉机场附近。每年9月15日，查罗斯会在市中心的街道上举行游行，庆祝查罗和玛利亚奇日。
瓜达拉哈拉举办了2011年泛美运动会。自从赢得运动会主办权以来，这座城市一直在进行大规模的翻修。来自美洲和加勒比地区约42个国家的5000多名运动员参加了运动会。运动项目包括水上运动、足球、壁球等27项，另有6项正在考虑中。COPAG（2011年瓜达拉哈拉泛美运动会组织委员会）的总预算为2.5亿美元，旨在更新该市的体育和一般基础设施。市中心重新铺设了路面，并为2011年所需的约22,000间客房建造了新酒店。新的快速公交系统Macrobús于3月启动，沿着独立大道运行。泛美村建在巴希奥区周围。运动会结束后，这些建筑将用于住房。瓜达拉哈拉现有13个场馆将用于比赛，包括哈利斯科体育场、三月三日体育场和UAG体育馆。为运动会新建了11个体育设施。其他工程包括机场的第二个航站楼、通往巴利亚塔港的高速公路和通往该市南部的旁路。
现已退役的前头号女子高尔夫球手萝瑞纳·欧秋雅、为红牛F1车队一级方程式赛车手沙治奥·佩雷斯和曾为洛杉矶银河队和墨西哥国家队效力的前锋小豌豆哈维尔·埃尔南德斯也出生在这座城市。拳击手卡内洛·阿尔瓦雷斯也出生在这座城市。

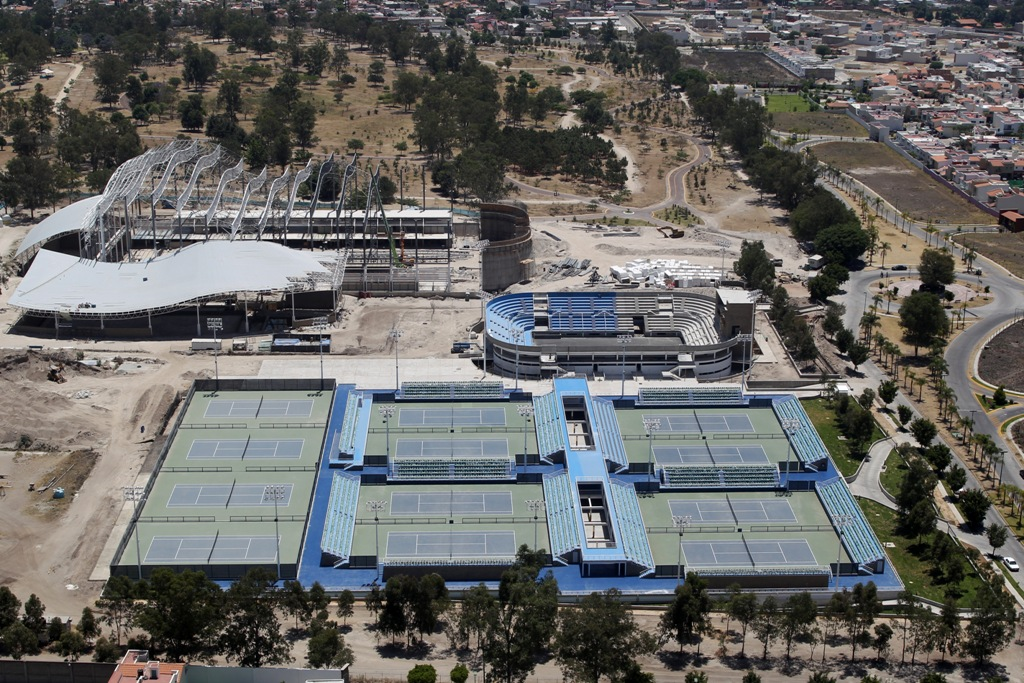
泛美网球中心

瓜达拉哈拉主办了2021年WTA总决赛，这是该锦标赛首次在拉丁美洲举行。
该市将成为墨西哥2026年国际足联世界杯期间举办比赛的三个城市之一。

### 塔帕蒂奥
塔帕蒂奥（Tapatío，用于男性）是墨西哥的一个口语术语，指的是出生在哈利斯科州的人。塔帕蒂亚（Tapatía）相当于女性。Tapatío/Tapatía也被用作形容词，用于形容与瓜达拉哈拉或哈利斯科州有关的任何事物。这个词来源于纳瓦特尔语单词tlapatiyōtl，这是前哥伦布时代的一种货币单位的名称，与今天的瓜达拉哈拉地区联系最为密切。

### 国际活动
该市举办了许多重要的国际活动，如1991年的第一届伊比利亚美洲峰会。2004年主办了第三届拉丁美洲、加勒比和欧洲联盟国家元首和政府首脑会议。瓜达拉哈拉也是2005年国际文化推广与管理学院的举办地。2011年泛美运动会成功举办，瓜达拉哈拉于2005年被评为美洲文化之都，并于2006年被命名为教育城。瓜达拉哈拉因其使用开发技术而被公认为墨西哥第一个智慧城市。

## 政治

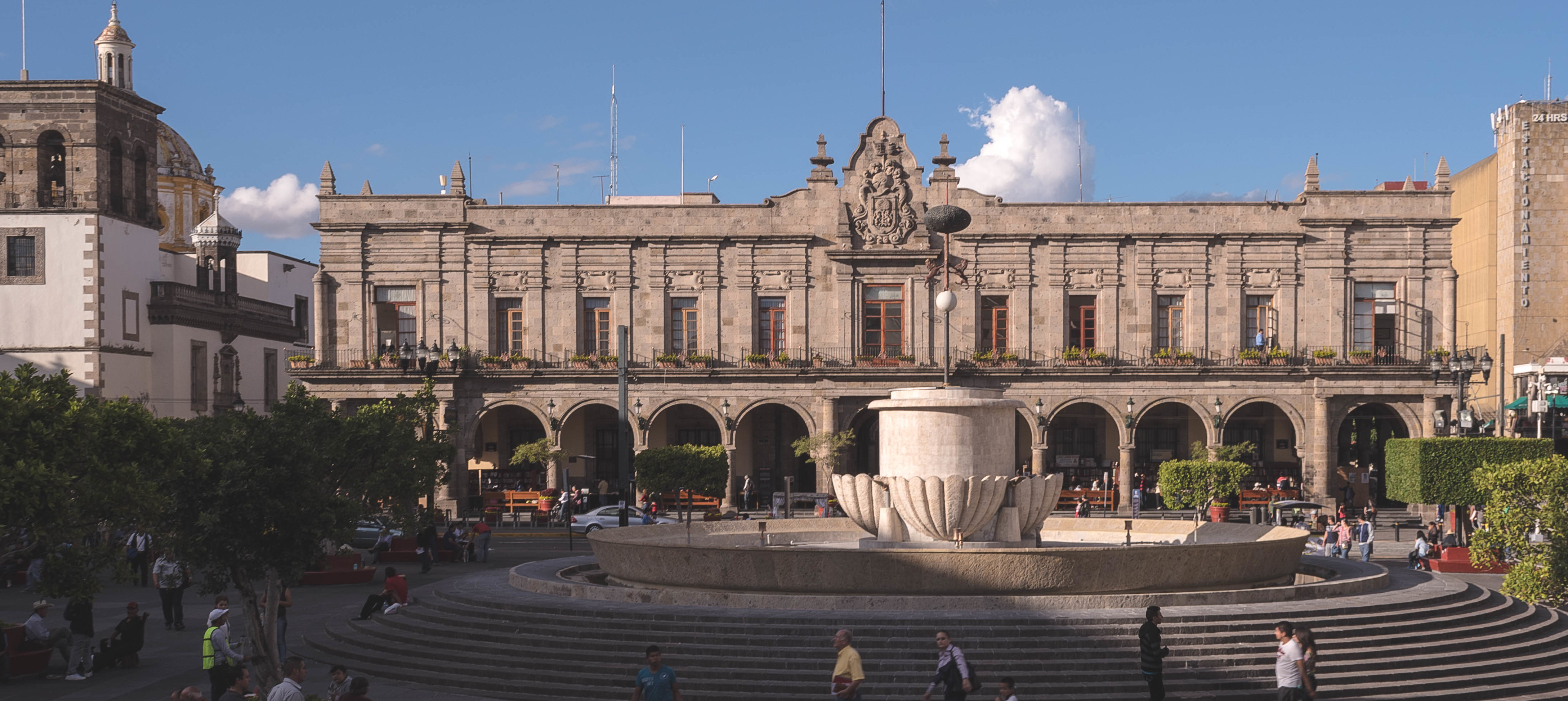
瓜达拉哈拉市政厅

作为哈利斯科州的首府，该市是该州政府的所在地。因此，国家政治对地方决策有重大影响，反之亦然。从历史上看，该市的市长职位一直是州长职位的常见跳跃平台。此外，由于瓜达拉哈拉大都会区相对于该州其他地区的庞大规模，该市的城市群——主要由瓜达拉哈拉市议会主导和协调——占据了该地区分配的州立法机构20个席位中的12个。
州政府的三个分支都集中在历史悠久的市中心周围，州行政机构所在地政府宫就在大教堂的东南部。自由广场（Plaza de la Liberación）对面的北面是州议会大楼，后者的东面是州最高法院。

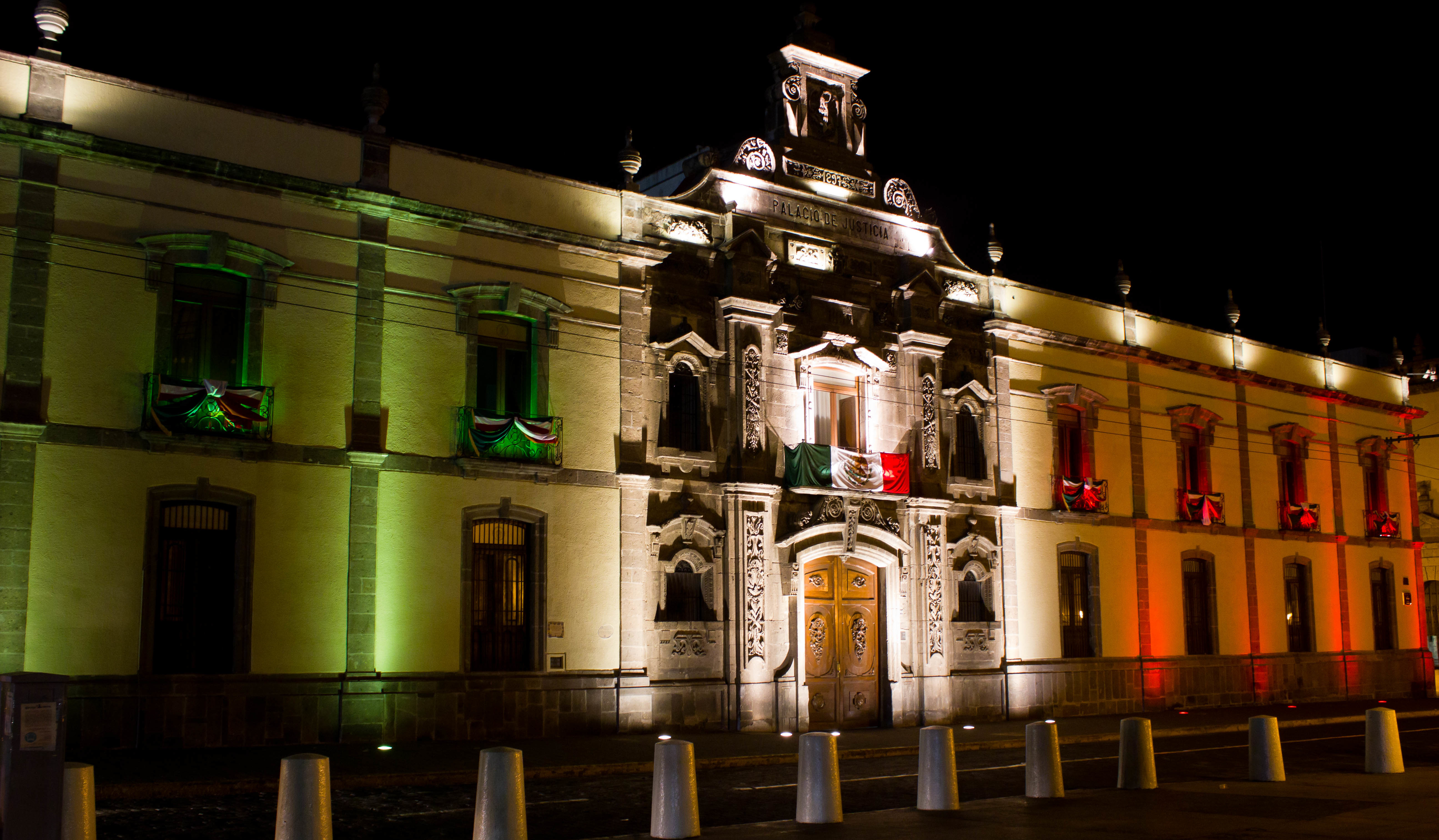
哈利斯科州司法宫

与墨西哥的其他城市一样，瓜达拉哈拉由一位连续三年行使行政权力的市政总统（市长）统治。目前市长是恩里克·阿尔法罗（公民运动党）。
立法机构有一个由市长候选人选择的形式组成的内阁，由市议员组成，市议员不是由人民通过直接或间接投票选举产生的，但如果市长获胜，选举将自动进行。
为了选举联邦立法机构中的城市代表，该市被分为五个选区。这些地区是哈利斯科州的第八、第九、第十一、第十三和第十四选区。
瓜达拉哈拉市和自治市镇基本上是共同扩张的，99%以上的自治市镇居住在城市范围内，几乎所有的自治市镇都已城市化。以城市为中心的城市化蔓延到其他七个城市；萨波潘、特拉克帕克、托纳拉、特拉霍穆尔科、埃尔萨尔托、伊斯特拉瓦坎德洛斯门布里约斯和华纳卡特兰。
这些地区构成了“瓜达拉哈拉大都市区”（西班牙语：Zona Metropolitana de Guadalajara），是哈利斯科州人口最多的地区，也是该国人口第三多的地区，仅次于墨西哥城大都市区。2008年，这个大都市区的人口为4,298,715人。

### 市政扩张和合并
瓜达拉哈拉在与萨波潘市合并之前迅速扩张。在此期间创造的发展包括瓜达拉哈拉博览会、轻轨、购物中心、街道和大道的扩建，以及道路基础设施、服务、旅游、工业等的诞生和发展。拉丁美洲的第一个购物中心出现在这座城市，拉丁美洲第一个城市电动火车系统，以及墨西哥第一所私立大学。
在2007年一项名为“未来城市”的调查中，FDi杂志将瓜达拉哈拉列为墨西哥主要城市中的第一位，在经济潜力方面，瓜达拉哈拉在北美主要城市中排名第二，仅次于芝加哥。该杂志还将其评为2007年最有利于商业发展的拉丁美洲城市。

## 教育

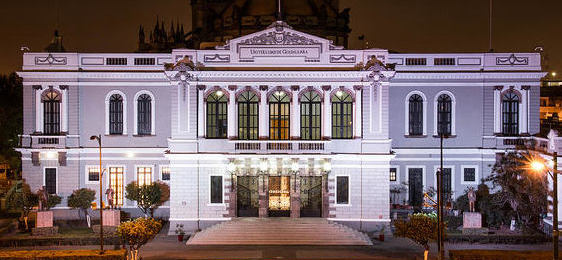
瓜达拉哈拉大学

瓜达拉哈拉是墨西哥和拉丁美洲高等教育的重要枢纽，拥有众多国家和国际排名的大学和研究中心。
最重要的是瓜达拉哈拉大学，该大学于1791年10月12日根据皇家法令成立。自那时起，该实体经历了多次重组，但今天存在的现代大学成立于1925年，当时哈利斯科州州长召集教授、学生和其他人重建大学。这些规则被组织成一部名为《组织法》（Ley Orgánica）的法律。2012年，该大学在墨西哥最好的大学中排名第五。

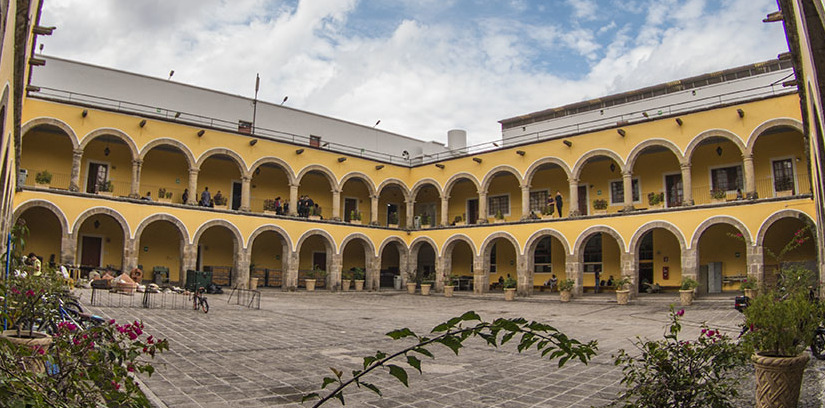
瓜达拉哈拉艺术、建筑和设计中心大学

瓜达拉哈拉是瓜达拉哈拉自治大学（UAG）的所在地，该大学成立于1935年，是墨西哥最古老的私立大学，还有阿特马哈克山谷大学（UNIVA）和西部技术与高等教育学院。
该市举办了几所私立学校的校区，包括：
- 拉萨尔大学
- 泛美大学
- UNIVER大学
- ITESO，瓜达拉哈拉耶稣会大学
- 蒙特雷理工和高等教育学院

## 交通

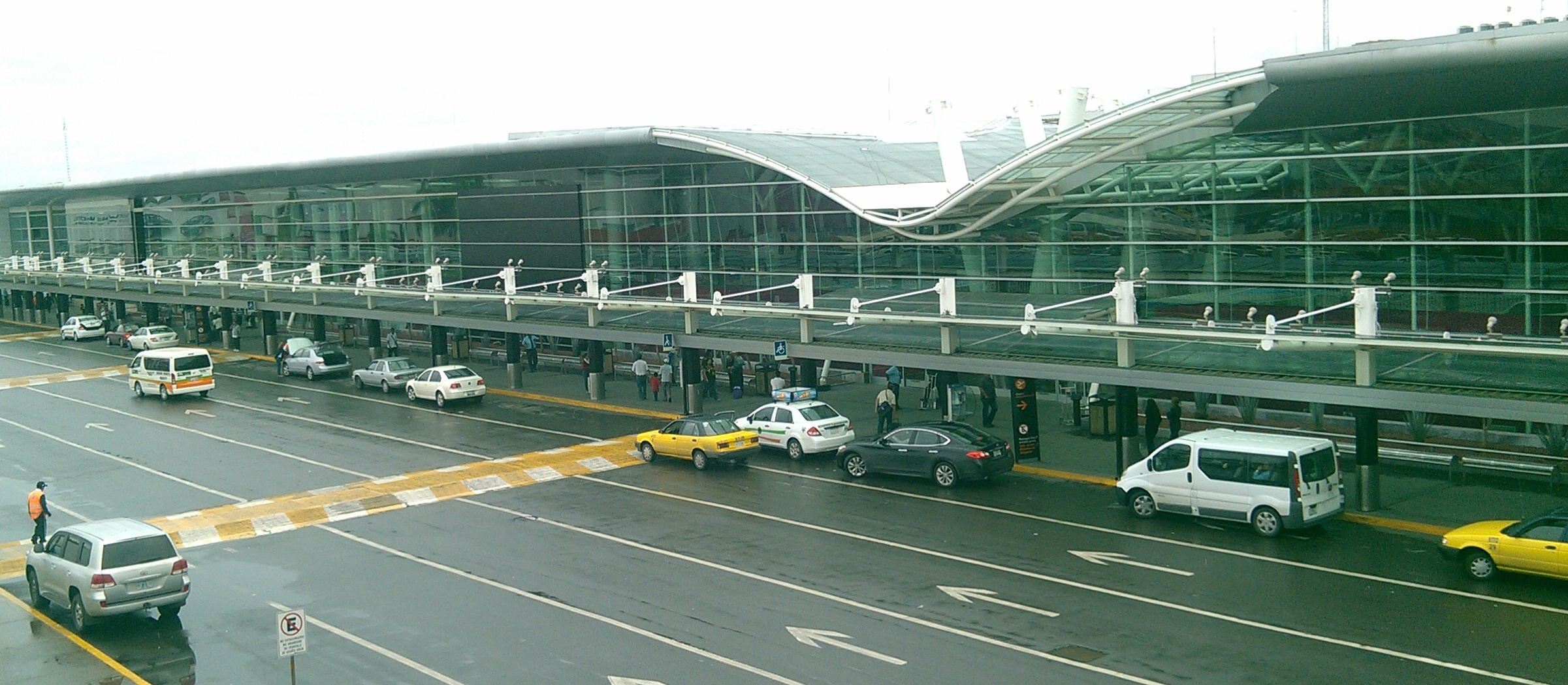
瓜达拉哈拉国际机场，是拉丁美洲地区第10繁忙的机场

瓜达拉哈拉有许多现代化的高速公路。其中包括联邦15号公路，它将城市西北部通过特皮克连接到索诺拉州的诺加莱斯，并向东通过莫雷利亚连接到墨西哥城；80号公路向东北方向延伸至阿瓜斯卡连特斯；54号公路向南经科利马延伸至海岸。该市连接良好的交通基础设施便于前往东南部的墨西哥城，以及西南、西北和西部的曼萨尼约、马萨特兰和巴亚尔塔港等主要海滩度假胜地。
瓜達拉哈拉國際機場（ICAO代码：MMGL）于1966年开放。它位于瓜达拉哈拉市中心以南16公里（10英里）处，建在查帕拉附近的特拉霍穆尔科市。该机场是该国第三活跃的机场（仅次于墨西哥城和坎昆），有直达墨西哥和美国许多城市的航班。
在市内，有多种形式的公共交通。瓜达拉哈拉轻轨系统名为SITEUR（Sistema de Tren Eléctrico Urbano），西班牙语意为城市电气列车系统，在瓜达拉哈拉和邻近的萨波潘和特拉克帕克市提供快速交通服务。它由3条线路组成：1号线从北向南延伸，有19个车站，2号线从市中心向东延伸，有10个车站，以及3号线。这些列车是电动的，最高时速为70公里/小时（43英里/小时）。目前服役的48辆铰接式列车由庞巴迪运输在墨西哥制造。三号线的建设始于2014年，并于2020年完工。从西北部的萨波潘出发，经市中心到达东南部的特拉克帕克和托纳拉。
瓜达拉哈拉Macrobús（也称为Mi Macro）是一种基于快速公交概念的公共交通系统，每辆公交车都有一条路线和一个上车站。Macrobús项目的第一阶段于2009年开放，在独立大道之后有一条16公里长（9.9英里）的走廊，为27个车站提供服务。Mi Macro Periférico是瓜达拉哈拉Macrobús系统的最新线路，沿着周边环线运行41.6公里，与该市的大多数交通系统相连。Mi Macro的一条新线路预计将沿着Carretera A Chapala运行，与瓜达拉哈拉国际机场相连。瓜达拉哈拉无轨电车系统自20世纪70年代以来一直在运营，还有许多由私营公司运营的城市公交车和繁忙的步行街网络。
基于PBSC城市解决方案的公共自行车共享系统Mi Bici Pública于2014年推出。2016年，该市拥有242个停靠站和2116辆自行车。截至2018年9月，Mi Bici每年有19,664名订阅用户。
在瓜达拉哈拉，一个人每个工作日平均花费82分钟乘坐公共交通工具。23%的公共交通乘客每天乘坐超过2小时。人们在车站或车站等待公共交通的平均时间为15分钟，而22%的乘客平均每天等待20分钟以上。人们通常乘坐公共交通单程的平均距离为8公里，16%的人单向行驶超过12公里。

## 国际关系

### 使馆
瓜达拉哈拉设有众多使馆和荣誉领事馆：

#### 领事馆
- 美国领事馆
- 加拿大领事馆
- 西班牙领事馆
- 美国领事馆
- 加拿大领事馆
- 西班牙领事馆
- 领事馆
- 法國领事馆
- 德国领事馆
- 巴西领事馆
- 哥伦比亚领事馆
- 领事馆
- 巴拿马总领事馆
- 冰島领事馆
- 领事馆
- 秘魯领事馆
- 薩爾瓦多领事馆
- 马来西亚领事馆
- 菲律賓领事馆

#### 荣誉领事馆
- 奥地利荣誉领事馆
- 比利时荣誉领事馆
- 智利荣誉领事馆
- 賽普勒斯荣誉领事馆
- 荣誉领事馆
- 丹麦荣誉领事馆
- 荣誉领事馆
- 俄羅斯荣誉领事馆
- 芬兰荣誉领事馆
- 荣誉领事馆
- 海地荣誉领事馆
- 匈牙利荣誉领事馆
- 印度荣誉领事馆
- 以色列荣誉领事馆
- 義大利荣誉领事馆
- 日本荣誉领事馆
- 黎巴嫩荣誉领事馆
- 尼加拉瓜荣誉领事馆
- 挪威荣誉领事馆
- 巴拉圭荣誉领事馆
- 波蘭荣誉领事馆
- 捷克荣誉领事馆
- 英国荣誉领事馆
- 羅馬尼亞荣誉领事馆
- 南非荣誉领事馆
- 瑞典荣誉领事馆
- 瑞士荣誉领事馆
- 乌拉圭荣誉领事馆

### 姊妹城市
- 中國厦门市
- 西班牙西加莱斯
- 美国阿爾伯克基
- 美国芝加哥
- 秘魯阿雷基帕
- 委內瑞拉卡拉卡斯
- 菲律賓宿霧市
- 西班牙休達
- 美国克里夫蘭
- 巴西庫里奇巴
- 大田廣域市
- 美国唐尼
- 巴西戈亞尼亞
- 西班牙瓜達拉哈拉
- 美屬關島阿加尼亞
- 美国堪薩斯城
- 牙买加金斯敦
- 波蘭克拉科夫
- 日本京都市
- 美国蘭辛
- 秘魯利馬
- 赤道几内亚馬拉博
- 義大利米蘭
- 西班牙奧尼亞蒂
- 俄羅斯聖彼得堡
- 俄羅斯葉卡捷琳堡
- 美国聖安東尼奧
- 巴拿马巴拿馬城
- 義大利帕爾馬
- 美国波特蘭
- 聖何塞
- 美国聖荷西
- 薩爾瓦多聖薩爾瓦多
- 聖多明各
- 西班牙塞維爾
- 波蘭弗羅茨瓦夫
- 巴西巴西利亚
- 中國上海市 [46]
- 英国利物浦
- 越南胡志明市
- 臺灣苗栗縣
- 哥伦比亚卡利

### 合作协议
- 爱尔兰 都柏林
- 阿根廷 布宜诺斯艾利斯[47]
- 墨西哥 墨西哥城[47]
- 智利 圣地亚哥[47]

### 本地合作
- 科库拉
- 科苏梅尔
- 诺奇斯特兰
- 瓦哈卡-德华雷斯
- 马格达莱纳-德基诺
- 金塔纳·罗奥州
- 圣路易斯波托西
- 萨卡特卡斯

## 腳註
1. ↑  . 2020-03-15.
2. 1 2 3 4 5 6 7 8 9 10 11 12 13 14 15 16 17 18 19 20 21 22 23 24 25  . Instituto Nacional para el Federalismo y el Desarrollo Municipal. 2010-01-14. （原始内容存档于2011-06-16） （西班牙语）.
3. 1 2 3 4 5 6 7 8  Napolitano, Valentina. . Ewing, New Jersey: University of California Press. 2002.
4. 1 2 3  Kirkwood, Burton. . Westport, Connecticut: Greenwood Publishing Group. 2000: 83.
5. 1 2  . Encyclopædia Britannica Online. 2010-01-14.
6. 1 2 3 4  . 2008-10-18.
7. ↑  Dugal, James. . Disaster Recovery Journal. 1999, 5 (3).
8. ↑  . SEMP. 2006-05-03. （原始内容存档于2009-02-10）.
9. 1 2  . 2022-01-21.
10. ↑  . Servicio Meteorológico Nacional. 2023-06-17 （西班牙语）.
11. ↑  . Environment Canada. 2009-12-23.
12. ↑  . Servicio Meteorológico Nacional.   [2012-08-30]. （原始内容存档于2017-10-28） （西班牙语）.
13. ↑  . Servicio Meteorológico Nacional.   [2013-01-21]. （原始内容存档于2017-10-27） （西班牙语）.
14. ↑   (PDF). Servicio Meteorológico Nacional.   [2016-01-23]. （原始内容 (PDF)存档于2016-01-30） （西班牙语）.
15. ↑   (PDF). Baseline climate means (1961–1990) from stations all over the world. Deutscher Wetterdienst.   [2016-01-23]. （原始内容存档 (PDF)于2019-08-03） （德语）.
16. 1 2  . 2007-05-11. （原始内容存档于2009-09-16）.
17. 1 2  . Moody's. 2008-04-16.
18. 1 2 3 4 5  . Government of Jalisco. 2006-03-12. （原始内容存档于2010-01-24）.
19. 1 2 3  . IJALTI Jalisco. 2009-09-14. （原始内容存档于2010-01-24）.
20. 1 2 3  Norvell, Robin. . Circuits Assembly (San Francisco). 2005, 16 (12): 6.
21. ↑  . NACLA Report on the Americas (New York). 2008, 41 (2): 46.
22. ↑  . El Informador. 2015-10-25. （原始内容存档于2015-10-26） （西班牙语）.
23. 1 2  Eades, J. . Tavistock Publications. : 42. ISBN 0-422-61680-X.
24. ↑  Harner, John. . Colorado Springs, Colorado: Department of Geography and Environmental Studies University of Colorado. 2010-01-24.
25. ↑   https://web.archive.org/web/20070114041609/http://www.radio.udg.mx/start.htm-date-file-14. 2007-01-14. 缺少或|title=为空 (帮助)
26. ↑  . UNESCO. 2020-11-04.
27. 1 2  . E-local.gob.mx. 2006-12-05. （原始内容存档于2012-12-02）.
28. ↑  . 2010-01-27 （西班牙语）.
29. ↑  González, Mariño. . Mexico City: Milenio. 2008-11-16. （原始内容存档于2011-07-24） （西班牙语）.
30. 1 2  . Monitor Educativo Instituto de Investigación Innovación y Estudios de Posgrado para la Educación. 2010-01-27.
31. ↑  . Municipality of Guadalajara. 2010-01-27.
32. 1 2 3 4 5 6 7  . Mexico Desconocido magazine. 2010-01-23. （原始内容存档于2013-02-19） （西班牙语）.
33. ↑  . Tequilachef.com. 2010-06-07. （原始内容存档于2010-06-11）.
34. 1 2  . 2009-07-11. （原始内容存档于2010-01-27） （西班牙语）.
35. 1 2  . 2008-09-02. （原始内容存档于2010-01-27）.
36. ↑  . Orquesta Filarmónica de Jalisco. 2010-01-06. （原始内容存档于2010-01-27） （西班牙语）.
37. 1 2  . Visiting Mexico (SECTUR). 2010-01-27. （原始内容存档于2010-02-11） （西班牙语）.
38. ↑  . vive.guadalajara.gob.mx. 2016-11-14. （原始内容存档于2016-11-14）.
39. 1 2  Prieto, Jorge Mejía. . Panorama. 1985: 131. ISBN 9789683801227.
40. ↑  . 2007-10-17. （原始内容存档于2007-10-17）.
41. ↑  . 2009-09-16. （原始内容存档于2010-06-07）.
42. ↑  . Universidad de Guadalajara. 2009-06-02. （原始内容存档于2010-01-25） （西班牙语）.
43. 1 2  May, Jack. . 1994 Light Rail Annual & User's Guide (Pasadena, California: Pentrex): 5-7. ISSN 0160-6913.
44. ↑  . Global Public Transit Index by Moovit. 2017-07-19.
45. ↑  . 2019-12-13.
46. ↑  https://portales.sre.gob.mx/coordinacionpolitica/index.php/entidades/148-jalisco
47. 1 2 3  . Página Oficial del Gobierno de Guadalajara. 2017-04-13. （原始内容存档于2020-01-25）.